# 琉球の朝貢と冊封の歴史
琉球の朝貢と冊封の歴史（りゅうきゅうのちょうこうとさくほうのれきし）では、三山時代の1372年、明の洪武帝の招諭を受けて行われた中山王察度の入貢、1402年の武寧の冊封から、1866年の尚泰の冊封、そして1875年に明治政府によって清への進貢が禁止されるまでの歴史を中心に記述する。なお明治天皇による尚泰の琉球藩王冊封、そして進貢禁止後の琉球と清の朝貢、冊封復活への動きについても同記事内で紹介する。
- 文中の年代については、14世紀の和暦が南朝年号と北朝年号、17世紀の中国が清と南明諸勢力の年号等、3つ以上の元号の併記となる部分があり、煩瑣であると判断して西暦のみで統一した。

## 概要

### 略歴
14世紀後半、元をモンゴル高原に追って中国の統一を成し遂げた明は、成立直後から周辺諸国に対して積極的に朝貢を呼びかけた。明の呼びかけに応じた国のひとつに琉球があった。14世紀後半、沖縄本島には中山、山南、山北の3国が分立していたが、1372年、洪武帝の招諭に応じて中山王の察度が入貢し、その後相次いで山南、山北も明に入貢をする。1402年には察度の跡を継いだ武寧が、明より派遣された冊封使によって冊封される。この琉球の朝貢、冊封は19世紀後半までの約500年間続くことになる。
明は周辺諸国との民間貿易を禁じ、貿易は朝貢時に行われるものに限定する政策を取る。このような中で、当時中国周辺の海上で脅威となっていた倭寇などの海上勢力の力を削ぐと目的とともに、貿易を禁じられた中国民間貿易従事者の受け皿として琉球は利用されることになる。明当局は新興国琉球に様々な優遇措置を講じ、その結果として明への朝貢を軸としてと日本、朝鮮、東南アジアとの中継貿易地として琉球は繁栄する。
しかし15世紀の前半期以降、国際情勢の変化と明の国力低下に伴って優遇措置は中断していき、また中継貿易にもライバルが出現し、中国でも密貿易が盛んになる中で、次第に琉球の朝貢、中継貿易は振るわなくなっていく。貿易の不振を受けて南西諸島での領土拡大、中央集権化で危機を乗り越えようとした琉球王国であったが、朝貢、そして東南アジア方面との貿易不振の中、日本、中でも南九州との関係の重要性が増していき、しかも16世紀後半には島津氏が急速にその力を増していき、琉球王国を圧迫していくようになる。体制の維持が難しくなっていく中で、中国皇帝から冊封を受けることの重要性が増していった。
16世紀末、琉球は豊臣秀吉から臣従を要求され、朝鮮出兵によって日明関係が険悪化した情勢のあおりを受けて、尚寧の冊封は遅れた。そして尚寧の治世下の1609年、薩摩藩の琉球侵攻が行われ、琉球王国は日本と中国の二重の支配構造の中に置かれるようになった。17世紀前半には明清交替が起こり、中国の統一王朝が清となった。琉球侵攻そしてそれに続く明清交替の混乱は17世紀後半の三藩の乱の鎮圧、鄭氏政権の降伏によって終結を迎えた。琉球王国は長期の混乱を乗り切り、二重の支配構造の中で比較的安定した時代を迎える。この安定は、日本側が清に対して脅威を感じていたこと、17世紀後半から19世紀前半頃まで東アジアの国際情勢が長期安定期に入ったこと、そして清に対して日本との関係性を隠蔽するなど、日本と清との二重支配と自らの国家体制のバランスを取りながら運営していく琉球王国のシステムが上手く機能していたことによってもたらされた。このシステムを支えていた柱の一つが清との朝貢、冊封関係であった。
しかし19世紀半ば以降、欧米諸国の本格的な東アジア進出の開始によって、朝貢、冊封等の枠組みが形作られていた東アジアの国際秩序は大きく揺らいでいく。琉球はフランス、イギリス、アメリカなどの欧米諸国からの圧迫を受けてアメリカと琉米修好条約、フランスとは琉仏修好条約を結び、日本も開国を余儀なくされる、そして清はアヘン戦争、アロー戦争といった外圧に加えて大規模な内乱である太平天国の乱が起きた。このような情勢の激変の中、尚泰の冊封が即位後18年間実現出来なかった等、琉球の朝貢、冊封の継続は困難となっていく。
明治維新後、1872年に尚泰は明治天皇から琉球藩王に冊封される。藩王冊封直後すぐには琉球の日本と中国との二重支配の解体は行われなかったが、1875年には明治政府から進貢使等の派遣の禁止と冊封使の受け入れ禁止が命じられた。そして琉球側の抵抗と清からの抗議を退けて、1879年には琉球処分により琉球王国は滅亡し、沖縄県となる。その後も琉球王国の復活を清に働きかける「琉球救国運動」が、かつての進貢使らの手によって行われたが、日清戦争で清が敗北する中、運動は終息していった。

### 概括など
約500年間続いた琉球の朝貢そして冊封が琉球に齎した影響は多大であり、三山の形成から第一尚氏による統一まで中国系海商が摂政として時の中山王を補佐し、閩人三十六姓（久米三十六姓）が渡来するなど、貿易による文物の交流に止まらず国の形成段階から多大な影響を齎したと言える。
また17 - 18世紀ごろ、琉球侵攻、羽地朝秀や蔡温の改革の頃、中国から琉球へとサツマイモ、砂糖の精製法、儒学、風水などが流入する。産業、文化、学問から王朝観に渡るまで、現代に残っている沖縄特有の文物の多くはこの時代に形成されたものである。また『中山世鑑』『中山世譜』『球陽』など琉球王国の正史が編纂された。
1981年には琉球の中国側窓口であった福州市と那覇市が友好都市となっている。

## 明と外交関係を結んだ新興国琉球
中国では漢以降、周辺諸国の君主が中国の王朝に使者を派遣して皇帝に貢物を献上し、その対価として皇帝は下賜品を与えるいわゆる朝貢関係に加えて、中国皇帝が周辺諸国の長を王侯に封じる冊封が始まった。この関係を中国側から見ると、周辺諸国の君主が中国の徳化を慕って使者が貢物を持って来訪する返礼として、まず周辺諸国の君主に「王」などの称号を与えて支配権を認め、中国文化による徳化の恩恵をもたらすとともに、更に貢物を上回る下賜品を与えて物質的にも中国の度量の広さを示していく。
中国の歴代王朝はそれぞれ周辺諸国との関係樹立が課題となった。14世紀後半、元をモンゴル高原に駆逐し、統一王朝を樹立した明にとっても、周辺諸国との関係の安定化は大きな外交的、政治的課題の一つであった。明を建国した洪武帝は、建国直後から周辺諸国に向けて積極的に朝貢を促す使者を送った。明の周辺諸国に対する関係の取り方には特徴があった。まず民間による貿易を禁じ、貿易は朝貢時に行われるものに限定したのである。また周辺諸国に下賜する冠服を利用して、中国の家族主義的な宗法秩序を国家関係に持ち込んだ。そのような中で5世紀代の倭の五王時代以降、冊封を受けることが無かった日本の取り込みに成功し、新興国である琉球とも外交関係を結ぶことになる。

### 洪武帝の招諭

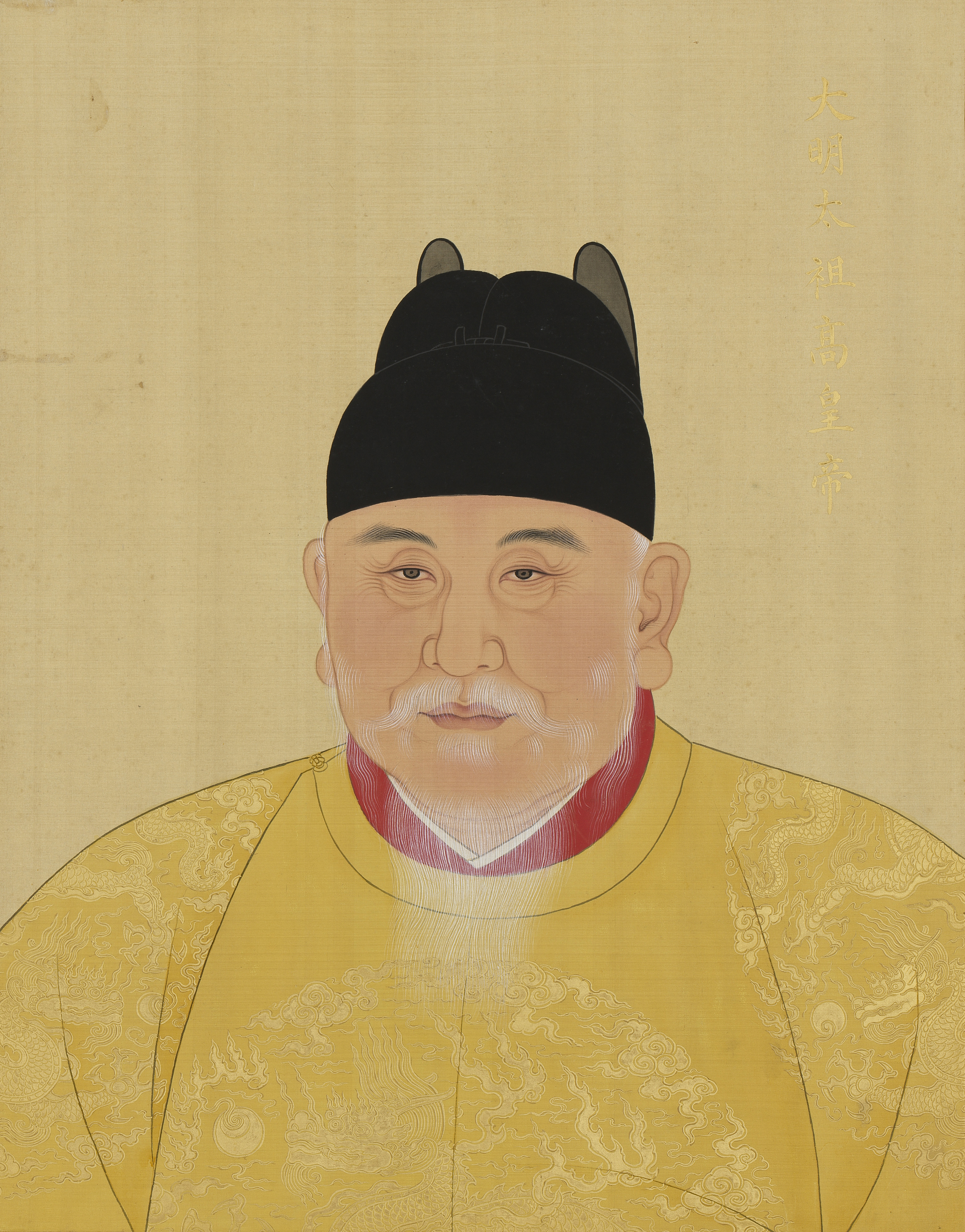
明を建国した洪武帝は積極的に周辺諸国に対して朝貢を促す使者を送り、琉球も洪武帝の求めに応じて朝貢を行うようになった。

1372年、明の洪武帝は中山王の察度に使者楊載を送り、入貢を要請する。察度は洪武帝の招諭に応じ、弟の泰期を使節として派遣する。こうして琉球は中国への朝貢を開始し、約500年間継続することになる。当時、琉球は三山時代であり、山南、中山、山北の三国が沖縄島内に分立していた。中山王察度の朝貢後、1380年に山南王の承察度が明に朝貢し、1383年には山北王の怕尼芝が入貢する。1382年には明使の路謙が琉球を訪れた。路謙から琉球内で三国が相争っていることが洪武帝に報告され、翌1383年に改めて派遣された明使の梁民と路謙は、洪武帝から三山各国に対し停戦を求める命令を下した。この1382年と1383年の明使派遣以後、琉球からの朝貢頻度は激増する。そして1385年には中山、山南に明の大型船が下賜される。
1404年、中山王武寧は父、察度の死去とを知らせるとともに自らの冊封を求める使者を明に送った。永楽帝は武寧の求めに応じ、武寧の冊封使を琉球に派遣する。同年、山南王の汪応祖の冊封も行われた。その後1866年の尚泰の冊封に至るまで、25回に渡って冊封使が琉球に派遣され冊封儀式を行うことになる。

### 明の琉球優遇策
建国間もない明は、琉球に対して様々な朝貢優遇策を実行していく。朝貢の頻度について1372年以降、洪武帝は3年ごとに朝貢を行う、いわゆる三年一貢を朝貢の原則と定めた。しかし琉球に対しては当初、三年一貢の原則が適用されることはなかった。洪武帝の統治理念等をまとめた「皇明祖訓」には、琉球の朝貢についてはいつ朝貢しても構わない「朝貢不時」との見解が述べられており、三年一貢の原則の遵守を要求されていた他国から見て極めて優遇されていたことは明らかである。
そして明は琉球が朝貢時に使用する船舶を下賜していた。明は琉球のみに船舶を下賜していたわけではないが、琉球に下賜された船舶は洪武から永楽年間にかけて30隻に達し、しかも船舶の修理も明に依頼していた。これも他国と比較して明らかな優遇を受けており、明から下賜された船舶で、琉球は朝貢のみならず東南アジア諸国、朝鮮などを相手に活発な貿易を行っていった。
また中国に朝貢を行う場合、朝貢ルートを固定することが原則であった。琉球も洪武年間は泉州、永楽年間以降は主に福州が出入国場所となっていたが、実際には寧波、瑞安も出入国場所として利用しており、朝貢ルートは固定されていなかった。これに関連して朝貢時には明当局が発給した勘合という割符の照合手続きが必要であったが、琉球は免除されていた。勘合の照合手続きは朝貢窓口の一本化、つまりルートの固定が必要となるが、勘合照合が免除されていた琉球は朝貢ルートを複数持つことが可能であり、これもまた他国には無い優遇を得ていた。
朝貢、そして貿易活動を行っていくに際しては、海洋国である琉球の場合、船舶を操縦したりメンテナンス等を行う人材が必要である。その他にも必要とされる事務手続き、通訳等を行う人材も不可欠である。黎明期の琉球には当然、そのような人材はまだ育っていなかった。明は琉球に対して人的支援も行っていく。琉球には明から閩人三十六姓の下賜を受けたとの伝承があるが、その多くは琉球に形成されていった華人社会が基礎となったもので、計画的に閩人三十六姓が下賜された事実は無いと見られている。しかし琉球に帰化するように明当局から命じられ、琉球で朝貢事務や船舶の運航に携わるようになった事例が確認されており、明からの人材提供は事実としてあったと考えられている。そして明は琉球の人材育成にも配慮した。1392年から琉球からの留学生三五郎亹らを国子監で受け入れたのである。国子監での琉球留学生の受け入れは、途中中断をしながらも1868年まで続けられた。
これほどの優遇を明が琉球に施した理由としては、以下が想定されている。明には琉球優遇を通じて、当時大きな政治問題となっていた、倭寇を中心とする中国近海に跋扈していた海上勢力への対処とともに、東アジア全体を見据えた外交関係の安定化を進める狙いがあった。倭寇の禁圧に関しては洪武帝はまず日本側の懐良親王や足利義満に直接働きかけることによって対処していく方針であったが、対日交渉は当初、難航していた。明は勘合等の朝貢制度を整備するとともに、海禁を行い海防体制を強化した。これは倭寇などの海上勢力による被害から中国沿岸の人々を守るとともに、沿岸住民が海上勢力へ加入、協力するのを防ぐ目的もあった。しかし海禁、海防の強化によって中国民間の貿易従事者は生活の糧を失い、より困難な状況に追い込まれることになる。放置すれば倭寇等に加入して更に海上勢力が勢力を拡大しかねないと判断した明当局は、新興国琉球に目を付けた。
琉球は、倭寇を始めとする海上勢力の活動範囲圏内であった。琉球に勃興してきた中山、山南、山北のいわゆる三山は、ともすると倭寇と結びついてしまう危惧を明当局は抱いていた。そこでまず新興国琉球を明との関係を結んだ上で優遇し、倭寇から切り離しを図った。そのことによって東アジア全体の安定に寄与するとともに、倭寇などの情報収集そして監視にも役立つと考えた。そして琉球を中国民間貿易従事者の活動拠点として活用することにした。琉球を拠点として合法的な貿易活動に従事させることにより、倭寇問題の解決に繋げようとしたのである。また明としては琉球を対日外交の窓口として利用したいとのもくろみもあった。
明は海上交通の要衝にあった琉球とともに、やはり交通の要衝にあって通商国家の色彩が強いハミとマラッカ王国に対しても、琉球と同様に強力なテコ入れを図っている。これは中国の統一王朝として成立間もない明が自国の通商ルート確立を図り、琉球、ハミ、マラッカ王国に対する手厚い援助を行ったという共通事情があった。しかしやがて明の国力の低下や情勢の変化に伴い、琉球、ハミ、マラッカ王国ともに明の支援が後退し、否応なしに政策や体制の転換が進められるようになる。

### 皮弁服の下賜と琉球王権のシンボル化

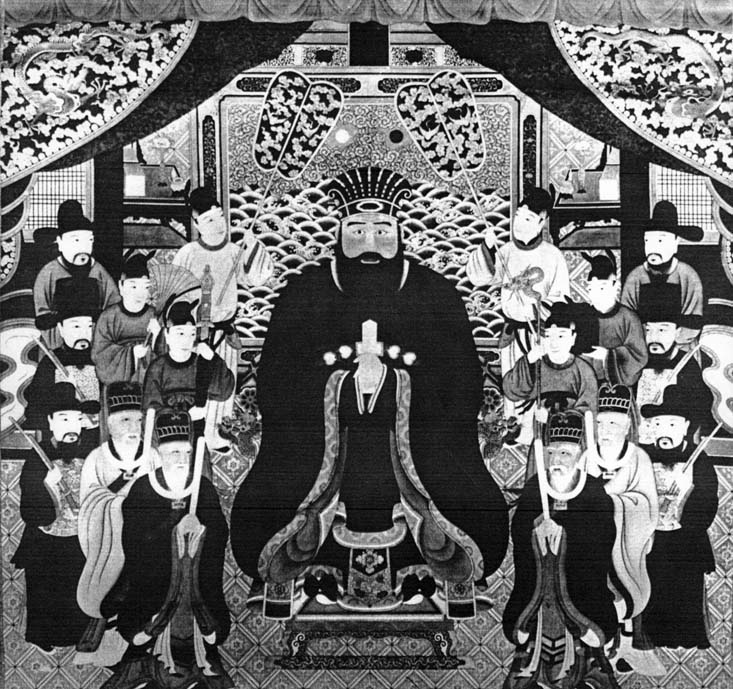
皮弁冠服を着用する尚円。

琉球国王には明から冠と衣服の下賜を受けるようになった。皮弁冠服の下賜である。下賜された冠は鹿皮製の皮弁冠と呼ばれるもので、古代は冕冠に次ぐ冠とされていたが、明の時代は皇帝、皇太子、親王、親王の世子、郡王クラスが着用するものとされ、臣下は着用が許されなかった。琉球に下賜された皮弁冠は七縫三采玉七と呼ばれる、三種類の玉を七列に七つずつちりばめた、郡王クラスのものであった。また服も皮弁服と呼ばれ、衿に5つの文様が織り込まれた紅の服であり、これもまた郡王クラスのものであった。
明から皮弁冠服の下賜を受けたのは、中山王武寧ないし尚思紹が最初であるとされている。その後明代を通じ、琉球国王は明から皮弁冠服の下賜を受け続ける。そして皮弁冠服は琉球国家に王権と身分制の確立に大きく寄与した。明は冠服を厳格に統制し、身分や官職を表すシンボルとしていた。琉球はこの明のシステムを導入し、明の皇帝から下賜された皮弁冠服を着用する国王を中心に、身分そして官職を統制された衣冠によって示す体制を整えていった。そのような中で皮弁冠服は琉球王権の象徴となり、明から清へと王朝が交代して中国の服制にも大きな変化が起き、清からは皮弁冠服の下賜が行われなくなった後も、琉球国王は明代と変わらずに皮弁冠服を着用し続ける。

### 日本との交渉窓口としての琉球
後述のように、明への朝貢貿易を軸とした中継貿易で繁栄した琉球は、日本、朝鮮、そしてシャムなどの東南アジア諸国とも外交関係を持っていた。
明は琉球に対し、対日外交の仲介役としての役割を期待していて、実際に仲介を命じたこともあった。明と外交関係を結んだ足利義満の没後、後継者の足利義持は外交関係をいったん断絶する。15世紀前半、琉球から日本へ向けての交易船が毎年のように運行されている。これは東南アジア諸国の産物を手に入れるとともに、義持による外交関係の断絶によって、琉球を通して中国製品を入手するルートが活性化したためと考えられる。
1425年、明では宣徳帝が即位し、一方日本側も1429年に足利義教が征夷大将軍となる。日中双方の代替わりという状況下で、1432年、宣徳帝は琉球に使節を送り、改めて日本を招諭しようと試みた。宣徳帝から琉球国王尚巴志に宛てた書状には、琉球は日本と境を接し、交易を行っていて道のりも険しくは無いと聞いている。日本を招諭するための使節と私からの書状を、日本国王の元まで送り届けて欲しいとあった。つまり明は琉球を日本との関係改善の仲介役にしようとしたのである。この時は明の使節が琉球で事件を起こしたために、琉球が日明関係の仲介役を果たすことは無かった。しかし同年、足利義教は遣明船を派遣して日明の外交関係は復活した。
日明の外交関係は足利義教以降も継続したが、1523年、寧波で遣明船を派遣した大内氏と細川氏が争い、明国内での官吏の汚職も絡んで日明が一時断交する事件にまで発展した。これが寧波の乱である。寧波の乱の後始末に琉球は深く関与することになる。まず乱後、無罪とされた日本人の帰国は琉球経由で行われた。そして1432年の時と同様に、1525年、日明関係の修復を願う嘉靖帝は琉球に使節を送り、日明関係の仲介役を依頼した。今度は琉球を経由して嘉靖帝の書状は日本側に伝えられ、1539年には遣明船が派遣された。その際、足利義晴は琉球側に日明関係の仲介に立ったことの礼状を送っている。

## 朝貢、冊封に関連する使節の種類

### 琉球側からの派遣
琉球側から中国（明、清）に派遣された朝貢、冊封関連の使節は、明清代の公文書並びに琉球側の歴代宝案の分析から以下の11種類に分けられる。
- 進貢使：定期的に朝貢を行うための使節[24]。
- 接貢使：進貢使の上層部はその任務として上京（北京ないし南京）する必要があり、任務完了までに日時を要する。そこで他の進貢使節の多くが早めに琉球に戻ることがあった。清代の1680年代には進貢使節の大多数が進貢船に乗船して早期帰琉することになり、任務を終えた進貢使を迎える名目の接貢使の派遣が公式化する[25]。
- 報喪使ないし告哀使：琉球国王ないし、公式には世子を名乗る冊封前の琉球国王が亡くなったことを中国側に知らせる使節。進貢使と同時派遣される場合があった[26]。
- 請封使：琉球国王の冊封を要請する使節、進貢使との兼任が多かった[27]。
- 迎封使ないし接封使：明、清の皇帝から派遣された琉球国王冊封を行う冊封使の出迎えのための使節。進貢使と同時派遣されるのが通例であった[28]。
- 護封使：冊封使の中国帰国時に付き添いとして派遣される使節[29]。
- 謝恩使：琉球に対して皇帝からの特別の配慮等があった場合のお礼の使者。明代は新国王冊封のお礼や船舶の下賜を受けた際など、清代では新国王冊封のお礼の他、皇帝直筆の扁額の下賜時、琉球からの国子監留学生の帰国時等に派遣された。新国王冊封のお礼時は単独の使節となることも多くて規模も大きかったが、扁額の下賜時、国子監留学生の帰国時等は規模も小さめで進貢使の兼任が通例であった[30]。
- 進香使：皇帝の死去が知らされた後、哀悼の意を表するために派遣される使節。通例、後述の慶賀使との同時派遣となり、進貢使と同時派遣されることも多かった[31]。
- 慶賀使：明清を通して新皇帝の即位を祝うために派遣された。前述の進香使との同時派遣が通例であり、進貢使と同時派遣されることも多かった。また明代には皇帝の誕生日や立太子に際してなどに派遣された例が見られる[32]。
- 解送使：琉球に漂着した遭難者を中国に送り届けるための使節。通常派遣の進貢使、接貢使に便乗させる場合もあったが、解送使によって遭難者を送り返すこともあった[33]。
- 特命使：外交上特に必要性があったために特別に派遣された使節。中国の内乱時に実情を把握することを目的とした使節や、19世紀半ば、琉球に居座るイギリス人、フランス人を退去させるための外交交渉を宗主国たる清に依頼するために派遣された使節等がある。多くの場合、他の使節と同時派遣となったが、任務の都合上職務は明確に分けられていた[34]。

### 中国側からの派遣
中国周辺の諸国の君主が、中国の徳化を慕って貢物を携えた使者を派遣するのに対して中国皇帝が恩恵を与えるという建前上、周辺諸国から中国へはしばしば使節が派遣されたが、中国から周辺諸国へはめったに使節は派遣されなかった。中国から周辺諸国に使節が派遣される場合で最も多かったのが、周辺諸国の君主を冊封する冊封使であった。
琉球も1404年の中山王武寧から1866年の尚泰の冊封まで、明代17回、清代8回の合計25回、冊封使が送られている。冊封使以外にはそもそも琉球が朝貢を開始するきっかけとなった1372年の洪武帝による招諭のように、その時々の必要性に応じて使節が派遣されることもあった。
また中国側からの使節派遣とはやや性格が異なるが、1746年、琉球からの漂着民を清側の手によって琉球に送還する方針を立てた。それまでは琉球からの使節の船に便乗して帰国していたが、琉球使節の帰国まで長期間待たせるのは良くないと清側が判断したためである。しかしこの方針は琉球側からの猛反発を受けて撤回される。琉球側としては17世紀半ば以降、後述のように中国側からの使節来訪時には日本、特に薩摩藩との関係性を徹底的に隠蔽していたが、琉球からの漂流民を清側が送還することになれば、あらかじめその来訪が分かる冊封使とは異なり、不定期に清から送還されることになるため、隠蔽が困難になると判断した。そしてもう一つ、冊封使来琉時には一行が持ち込んだ中国産品の貿易が行われていて、琉球側はその貿易の損出埋め合わせに苦しめられていた。その上漂流民送還を清側が行うことになれば、送還に携わる清側の人員が琉球で荷物を持ち込み商売を行い、更に琉球を苦しめることになるのを危惧したのである。

## 朝貢と琉球の中継貿易の盛衰

### 明への朝貢を軸とした中継貿易
14世紀末から15世紀半ばにかけて、明からの多大な優遇策を受け、琉球は盛んに朝貢貿易を展開する。明初期から琉球の貢物は馬と硫黄が中心であった。その他、明の皇帝に対しての感謝のために送る謝恩使などが持参する朝貢品には、象牙や胡椒、蘇木、錫などといった東南アジアからの品目、刀剣類のような日本産の品物が多く含まれていた。また進貢船に積載する琉球国王名義の交易品にも、胡椒や蘇木、錫といった東南アジア産品が多かった。一方、明から下賜された絹織物や交易で入手した陶磁器、銅銭など中国産品を東南アジア諸国や日本に輸出していた。
琉球は那覇港を拠点として東アジア、東南アジアを又にかけた活発な交易活動に従事した。これは前述のように明の海禁政策の代償として、中国人系の民間貿易従事者が合法的な貿易活動に従事できる場の提供という意味合いが強かった。従って従事者は中国系が中心となり、各地との交易の軸は明への進貢のために朝貢品を入手することを名目として行われた琉球王府公営のものだった。つまり東南アジアからは象牙や胡椒、蘇木、錫、日本からは刀剣類を入手し、朝貢貿易で入手した中国産の絹織物や陶磁器を供給するという中継貿易を公営で行っていた。もちろん刀など日本の産品を琉球を経由して東南アジアに輸出するといった、朝貢貿易の枠に当てはまらない交易も盛んに行われた。この琉球を舞台とした活発な交易活動で活用されたのは明が琉球に下賜した船舶であった。

### 明の優遇政策の終了と朝貢の減少
14世紀末から15世紀半ばにかけて、琉球は明からの船舶の下賜を受け、しかも事実上無制限に朝貢を行うことが認められていた。しかしこのような恵まれた環境は長続きしなかった。1430年代まで琉球は平均して年間3回、朝貢を行っていた。しかし1440年代から朝貢回数は減少し始め、1460年代以降大きく減る。琉球側は一回の朝貢で派遣する船の数を増やすことで事態に対応しようとしたが、琉球の主貢物である硫黄と馬の貢量、そして胡椒、蘇木という琉球国王名義の交易品の量も減っていった。このように15世紀半ば以降、朝貢貿易は衰退していく。
明は1430年代の正統年間には各国に対して朝貢の制限を行う方針を示し始めていた。琉球に対しては正統年間はまだ、倭寇対策の必要性も考慮してか目立った形の朝貢制限は行われなかったが、船舶の下賜数の減少などこれまでのような優遇策からの転換が始まっていた。正統年間以降、明が対琉球政策など海洋政策の優先度が低下していく理由としては、この頃から北方のモンゴル勢力が強力化し、防衛など対モンゴル対策に多額の費用を要するようになったことが挙げられる。特に正統帝がエセン・ハーンの捕虜となる土木の変以降、その傾向は顕著となる。
そして倭寇問題が沈静化していくに従って琉球に対する優遇策の意味も次第に薄れていく中で、1450年代には琉球への船舶下賜が中断され、以後明で購入したものや琉球で建造したこれまでよりも小型の船が使用されるようになった。そして成化年間には琉球の朝貢ルートは他国と同じく福州に固定化される。更に悪いことには1474年には琉球使節が中国で強盗殺人を行うという事件が起きた。この事件をきっかけに琉球の朝貢は、これまでの毎年から2年に一度の二年一貢への変更や一回の進貢使節の人員を150名までに制限するなどの規制が加えられた。この二年一貢は琉球側からの度重なる要請を受けて、いったん1507年に一年一貢に戻されるものの、1522年には再び二年一貢、進貢使節の人員を150名に制限することが定められ、以降その規定が定着した。なお1474年の二年一貢への変更等の決定後には抵抗を見せた琉球側も、1522年の変更後はすんなりと決定を受け入れている。この頃になると朝貢貿易が衰退しており、琉球側としても一年一貢にこだわり続ける必要性が無くなっていた。

### 中継貿易の衰退と苦境に立つ琉球
明の強力なバックアップのもと、中継貿易で繁栄した新興国琉球であったが、1430年代からは明の優遇策が徐々に廃止されていき、15世紀半ば以降、朝貢貿易は衰退していく。そのような状況下で、琉球を拠点とした中継貿易も次第に振るわなくなっていく。まず大きく立ちはだかったのが、明からの船舶下賜の中断であった。明からの船舶下賜の中断はまず琉球に対する優遇策を取ることのメリットが減少したためであるが、もう一つ明自体の衰退も要因のひとつであった。琉球側は明の造船所で船舶の建造を行ったり、自前で船を建造するなどの対策を行ったが、明から下賜された大型船を中継貿易に使用していた琉球にとってその痛手は大きかった。
もちろん明との朝貢貿易自体の不振も琉球の中継貿易衰退の要因となった。中国製品の入手量が減ればその分、琉球で中継される東南アジア等の他地域の商品量が減少することになる。そして15世紀後半から16世紀に入ると中国近海の情勢が激変していく、それまで東アジア、東南アジアの海域で活躍していた琉球のライバルが出現してきたのである。
まず15世紀半ば以降、日本系の船舶に独占されるようになる中で、琉球は対日本、朝鮮の交易に関与できなくなっていく。そして16世紀に入るとポルトガルの勢力が東南アジアに進出するようになる。ポルトガルは1511年に中継貿易で栄えたマラッカ王国を滅ぼし、本格的に東南アジアそして中国南部へとその活躍の場を広げていく。
一方、いったんは沈静化しつつあった倭寇を始めとする海上勢力は16世紀に入ると再び活発化する。16世紀には明の商品経済は大きく発展し、沿岸部でも陶磁器、絹織物、綿織物等、手工業による産品が大量生産されるようになっていた。また16世紀半ば以降、日本では灰吹法の普及によって銀の生産高が急増していた。このような情勢下で中国沿岸の人たちが直接外国への輸出活動に乗り出さないように押しとどめておくこと自体に無理があった。中国製品と日本の銀との取引など、中国近海では密貿易が横行する。密貿易の従事者は中国沿岸の人たちばかりではなく日本人、そしてポルトガル人なども絡んでくる。16世紀半ば、中国近海は密貿易に従事する海上勢力が活発化し、琉球の交易活動にとって大きな脅威となっていた。
貿易量の減少は、琉球が使用する船舶の小型化に現れるようになる。1520年代以降、琉球が明で建造する船舶はそれまでよりも小型のものになる。強力なライバルが出現し、中国近海で海上勢力が活発に活動する中で、琉球の交易活動は衰退していき、1570年代には東南アジアでの活動も終止符を打つ。明は1567年には現状を追認して海禁を緩和し、これまで朝貢時に限っていた対外貿易を民間商人にも解禁する。その後、中国の民間商人が貿易活動に本格的に参入していくようになる。明への朝貢を軸として公的な中継貿易を展開するという琉球のスタイルは完全に時代遅れのものとなっていった。
明への朝貢を軸とした東アジア、東南アジアとの中継貿易の衰退は、琉球王国自体の危機を招いていくことになる。まず貿易収入の減少によって財政難が深刻化していく。また中継貿易の衰退によって航海に携わる人材も足りなくなり、琉球船舶の航海術の低下も見られるようになってきた。琉球王国としては明との冊封貿易が斜陽化する15世紀半ば以降、南西諸島内での領土拡大と統治機構の整備による中央集権化を進め、対外貿易の低下をカバーしていこうとした。15世紀から16世紀前半にかけて、南西諸島内での琉球王国の版図拡大に対して外部からの障害は無かった。しかしやがて16世紀後半以降、南九州の島津氏が力をつけ、琉球王国の脅威となっていく。また明との朝貢貿易、東南アジアとの貿易が衰退していく中で、必然的に日本、中でも島津氏が力を強めつつあった南九州との関係を深めざるを得なくなる。

## 明代における領封と頒封の意見対立と経過
1404年、明の永楽帝の時代に武寧が冊封使を迎え、冊封されて以後、清の同治帝の時代の1866年に尚泰が冊封されるまで、冊封使が琉球まで出向いて冊封を行う、頒封というやり方が堅持された。しかし冊封には中国国内で使者に国王に封じる詔書を手渡すことで済ます、領封という方法もあった。明の後期、嘉靖年間から崇禎年間にかけて、明の朝廷ではしばしば琉球国王の冊封を領封とすべきではないかとの議論が繰り返されることになった。

### 嘉靖年代の議論と経過

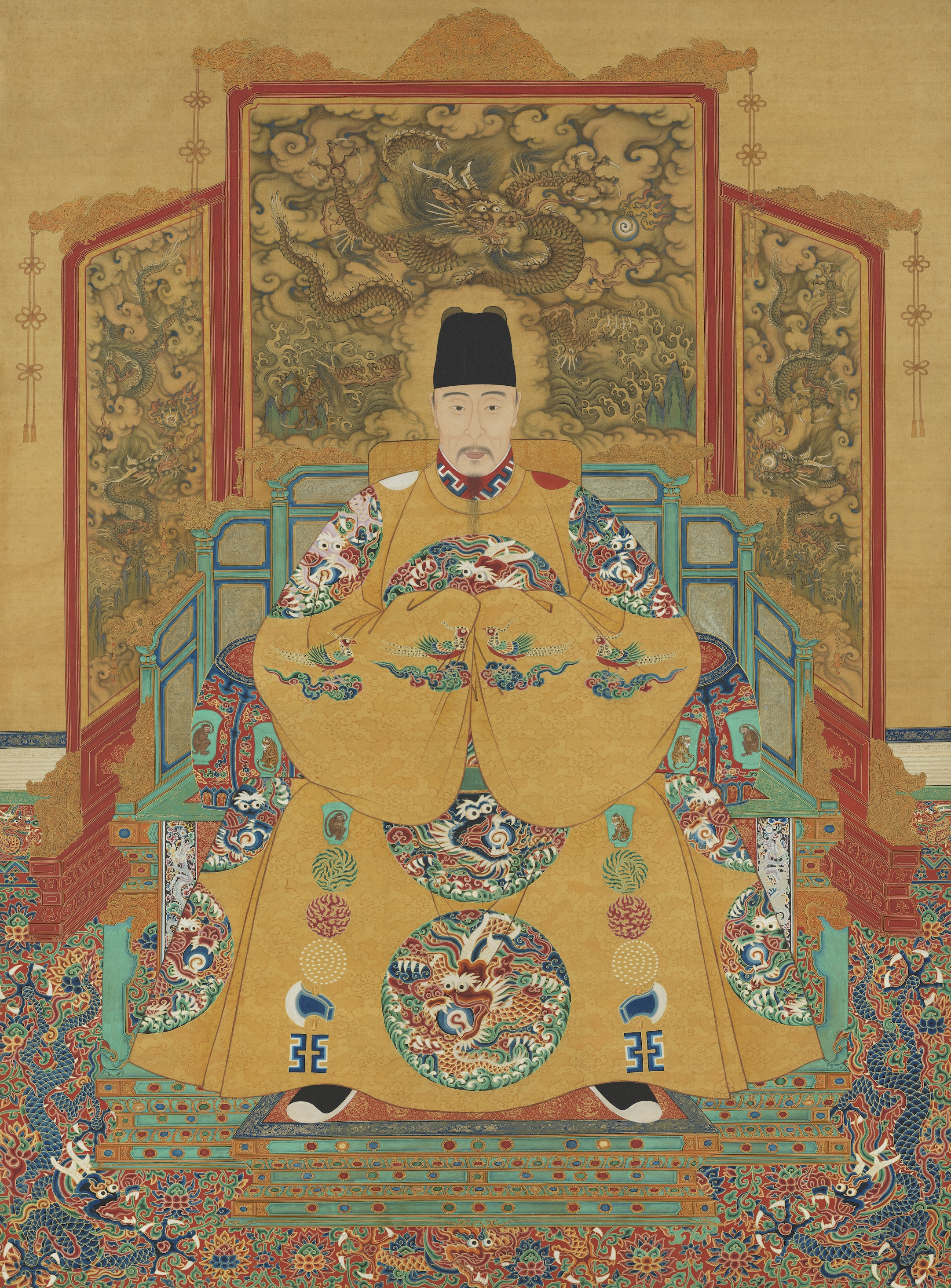
倭寇対策に頭を悩ませた嘉靖帝は、琉球を対日交渉の窓口として利用しようとした。

1487年、マラッカ王国へ赴いた冊封使が海難事故に遭い、正副使ともに死亡した。この事件以後、明の官僚たちは冊封使として渡海することを忌諱するようになった。1487年以降、最初に冊封の対象となったのは、1527年に約50年間王位にあった後に亡くなった尚真の跡を継いだ尚清であった。1527年秋、尚清は早速明に請封使を送った。この時、明側は調査をして回答するとの返答をしたが、肝心の使節が明からの帰途、海難事故に遭って死亡したために返事が琉球側に届かなかった。そこで1530年に琉球側は改めて明に請封を行ったが、明は福建の地方官に実態調査を命じるとともに、尚清に簒奪の疑いありとして、新国王である尚清の出自と地位が確かであることを示す、「国中臣民結状」つまり琉球の民の信任状を提出するように求めた。もともと明は冊封時に新王の正統性を問題にしたことは無く、実際問題として正統性を確かめるのは困難であり、万一簒奪の事実が判明したとしても明が王位継承自体を覆すことは不可能に近い。従ってこれは尚清の冊封を引き延ばしたい理由が明側にあったと考えられている。
明が尚清の冊封を引き延ばしたかった理由のひとつは、前述のようにマラッカへ赴いた冊封使が海難事故に遭い、正副使ともに死亡した事故以降、海を渡る冊封使の危険性について明の官僚たちが強く意識するようになったことが挙げられる。また当時、倭寇の活動が活発化しており、琉球への海路は一層の困難が予想された。このような中で、琉球国王の冊封を中国国内で使者に国王に封じる詔書を手渡す領封で済まそうとの議論が発生した。もう一つ、琉球への頒封が困難であった嘉靖年間初頭特有の事情があった。嘉靖帝は皇位を継ぐ男子がいなかった正徳帝のいとこであった。帝位を継いだ後、嘉靖帝は実父を皇帝扱いしたいと願い、それに反対する廷臣たちを大弾圧した大礼の議が起きていた。その結果として高級官僚に大幅な欠員が生じ、琉球に冊封使を送る余裕が無かったのである。
この時の冊封は、結局、「国中臣民結状」を持参した1532年の請封を受けて、1534年に琉球に冊封使が出向いた上で実施された。1532年には中国近海の情勢は落ち着いてきており、また大礼の儀後の高級官僚不足も解消に向かっていた。なお「国中臣民結状」は尚清の次の尚元の請封時には提出されなかったが、次々代の尚永以降、継続して提出されるようになる。

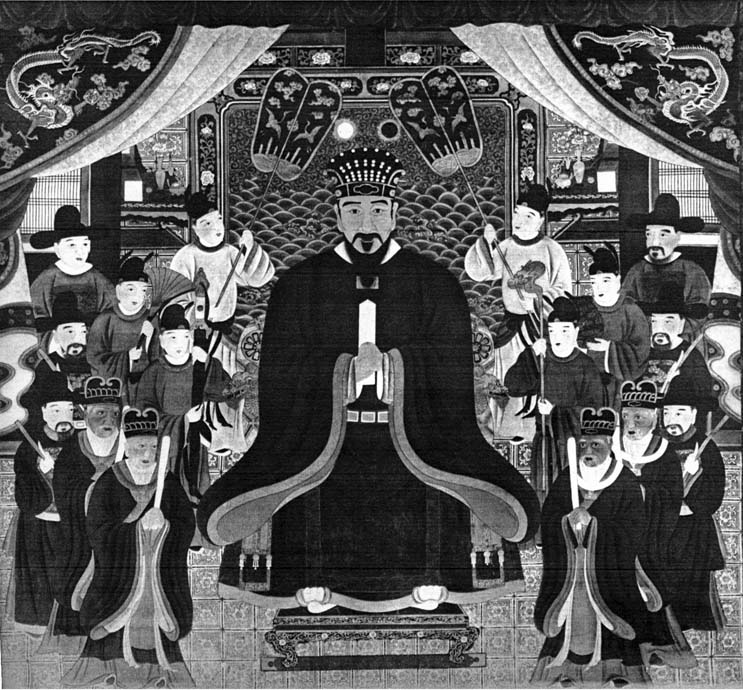
尚元は琉球で冊封儀礼を行う頒封ではなく、領封を求めた。

1557年、尚清の跡を継いだ尚元が請封を行った。嘉靖帝はこれまで通り琉球で冊封の儀式を行う頒封を行うことを決定した。しかし冊封使が福州で琉球渡航を待っていた1560年、琉球からの通例の進貢使が、福州で冊封を行う領封を要請したのである。これまで琉球側から領封の要請はなく、その後も明清交代期に琉球側が頒封に消極的になったことがある以外、このような事態は起きなかった。琉球側の言い分としては、琉球渡航は悪天候の危険が伴い、しかも倭寇が猖獗を極めているため、明の使者にとって危険が多い領封ではなく、領封を行ってはどうかというものであった。実際この頃、倭寇が活発化しており明はその対応に苦慮していた。
倭寇対策に頭を痛めた嘉靖帝は、臣下に対応策を下問している。その中で琉球を通して日本側に倭寇禁圧を求める案が浮上した。前述のように明はこれまでも琉球を日本との交渉窓口にしようとしたことがあり、実際、寧波の乱後の琉球の仲介は成功していた。そこで嘉靖帝は日本に倭寇禁圧を求める明の意向を琉球を通じて伝えるという密命を、冊封使に託そうともくろんだ。この話を察知した琉球側が、密命を受けることを忌避するためにあえて領封を望んだのではとの推察がある。この時も明側はこれまで通り頒封とすべきか、領封に変えるべきか論争が起きたが、結局従来通りの頒封と決し、1561年、冊封使が渡琉した上で尚元の冊封儀礼を行った。

### 尚寧の冊封を巡って

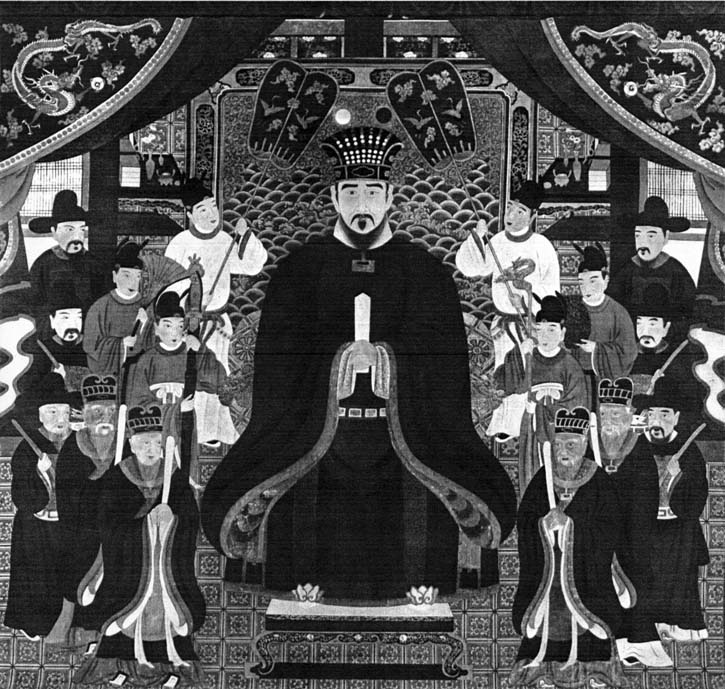
尚寧は強まりつつあった日本側からの圧力の中で、体制維持のために明からの頒封に強く拘り続けた。

琉球国王の冊封を頒封とすべきか、領封とすべきか、明の朝廷内で最も紛糾したのが尚寧の冊封時であった。1589年に王位を継承した尚寧は、1595年に請封を行った。豊臣秀吉による朝鮮出兵への協力強要などで琉球国内は混乱しており、王位継承後しばらくの間の請封は困難であった。尚寧の請封が遅れる中、明の国内では冊封を急いで明の後ろ盾として琉球を盛り立て、日本に対する備えとすべきという意見も出されていた。この請封を受けて福建の責任者は、倭寇の活動が活発であることを理由に、福建で尚寧を琉球国王に封じる詔書を琉球からの使者に手渡す領封か、さもなければこれまで文官を冊封使として派遣していたのを武官の派遣に変えてはどうかとの意見を出す。明の朝廷内で議論がなされ、万暦帝は領封を行うと決定した。
琉球側は万暦帝の領封の決定に納得しなかった。慶長の役のあおりを受けてしばらく尚寧の冊封問題は進展しなかったが、事態が落ち着きを取り戻しつつあった1600年に琉球は使者を送り、これまで通り琉球に冊封使を送って冊封儀式を執り行う、頒封の実現を希望した。ここで万暦帝は1595年の領封決定を覆し、武官を冊封使として派遣する決定を下す。万暦帝の武官派遣決定の意図は、日本側との戦争状態が終結して間もない時点での安全面を考慮したからと考えられる。
しかし琉球側は1601年、改めて使者を送って冊封使として文官の派遣を求めた。琉球としてはこれまで武官が冊封使として来琉した前例は無く、また琉球側としては武官の派遣は希望しておらず、今まで通り文官の派遣を求めた。加えて1600年に派遣した使者は、武官の派遣という回答を琉球に持ち帰ってきたことについて罪に問うことにしたと報告した。琉球側が武官の派遣を忌避したのは、武官派遣は明が琉球国王を罪に問うためであると受け取られることを恐れたからとされている。後述のように尚寧は日本の情勢を明に通報し続けていて、明に対する服従の姿勢は崩さなかった反面、秀吉の強要に屈して要求の半量とはいえ兵糧米を供出していた。いわば日明双方に配慮した外交を余儀なくされていたわけで、琉球国内で国王を罪に問うために明が武官を派遣してきたと受け取られる素地は十分にあった。

万暦帝は頒封の重い負担に加えて、豊臣秀吉による朝鮮出兵の影響で険悪化した日明関係の中、尚寧の冊封方法を決めかねた。

万暦帝は琉球側の要請を認めて文官を冊封使として派遣することを決定し、1603年には正式に夏子陽が冊封使に任命された。結局万暦帝の決定は3度変更されたことになる。しかし文官派遣との決定が下り、実際に冊封使が任命された後も意見対立は尾を引き、武官の派遣論、そして領封とすべきとの意見が蒸し返された。さすがに皇帝の命を受けて文官の冊封使が任命された後に変更をすれば、問題がますます大きくなり明の国威に傷がつきかねないとの意見が通り、1606年、冊封使夏子陽が琉球へ向かい、尚寧の冊封儀式を執り行った。王位継承後17年後のことであり、これは王位継承後18年後である1866年に冊封された尚泰に次いで、時間がかかった冊封となった。
この万暦帝の首尾一貫しない対応について、廷臣の中から批判の声が上がった。結局万暦帝は、尚寧以降の琉球国王冊封については、福建で詔書を琉球からの使者に手渡す領封を行うとの判断を示した。つまり万暦帝は4回、判断を変更したことになる。明側としては海難の恐れや倭寇の危険に加え、冊封使の乗船する船の建造等、頒封の負担が大きかったことが領封論の根本にあった。しかしこれまでの頒封からの変更は伝統に反するとの意見も強く、緊張状態が続いていた対日関係を考えると、頒封を強く望む琉球側の要望に応えることによって琉球国内の動揺を抑える必要性は高かった。また冊封に伴い琉球に派遣される使節団の貿易活動による利潤も無視できなかった。
一方、琉球側は尚元の冊封時の1560年には領封を求めたのにもかかわらず、約40年後の尚寧の冊封時は執拗に頒封を要請した。琉球側の頒封へのこだわりは、明側と同じく伝統に従うべきであるとの考え方が強かったこと、琉球国王の権威を高めるために、冊封使による冊封儀式に大きな意味があると判断していたことが挙げられる。また尚寧の冊封時にはこれまで以上に明からの冊封使を迎える必要性が高かったとの指摘もある。尚寧の治世、日本、中でも島津氏の脅威が増大しており、琉球王府にとって中国との関係性の象徴である冊封の重要性が増していたのである。14世紀以降、琉球にとっては貿易面を中心に朝貢によるメリットの享受が冊封を受ける最も大きな意味であったものが、琉球王国の体制が危機を迎え、国内が動揺するようになる16世紀後半以降、自らの体制保障として冊封されることを重要視するようになっていく。この冊封を琉球王国の体制保障と結びつける考え方は、17世紀初頭の薩摩藩による琉球侵攻後、ますますはっきりとしていく。

### 崇禎帝の判断

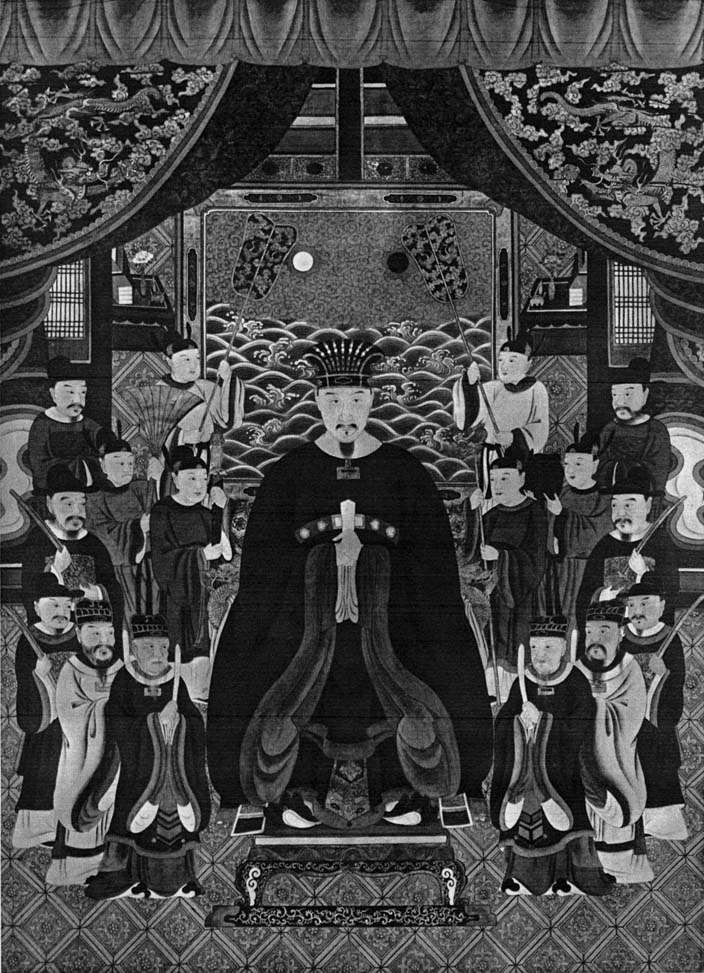
薩摩藩による琉球侵攻後に王位を継いだ尚豊は、明から冊封をなかなか認められなかったが、崇禎帝の決定により従来通りの頒封で冊封を受けた。

尚寧の死去後、1621年に尚豊が跡を継ぐ。尚豊は継位後、1622年に尚寧の死去を伝えるとともに自らの冊封を願う請封を行った。明側から後述のように琉球侵攻後の民力休養の必要性を理由に朝貢を5年ごととするとの決定が下され、尚豊の冊封については認めなかった。その後、琉球側は3度に渡って請封を行ったが、明側はなかなか尚豊冊封に応じようとしなかった。しかし結局は1629年、4度目の請封を受けて尚豊の冊封使を琉球に派遣することを決定する。
尚豊の冊封が決まると、明の朝廷内にこれまでの頒封、領封についての議論を背景に、領封を行うべきであるとの意見が沸き起こった。しかし崇禎帝は、頒封することによって明として琉球に対して二心が無いことを示すとともに、これまで頒封が行われ続けてきた伝統に従うべきであると領封論を退ける。結局、今後琉球国王の冊封は領封とするとの万暦帝の最終決定は反故にされた。なお、この時の冊封使正使の杜三策は冊封使任命後、琉球への航海の危険性、そして冊封使が乗船する船の建造には時間と巨額の費用が掛かり、造船そのものも技術的に難しいと、琉球の頒封を実施する困難さを訴える上奏文を提出している。
琉球頒封の難しさを崇禎帝に訴えた杜三策であったが、結局1633年に冊封使として琉球に渡ることになる。なおこの時の琉球への航海は往復とも比較的順調であった。

## 薩摩の琉球侵攻と琉球の朝貢、冊封

### 強まる日本側からの圧力
15世紀から16世紀前半にかけて島津本宗家は著しく弱体化していた。領国各地には有力な分家、国人領主がいて、混乱した状態が続いていた。この頃、琉球と島津家の関係は琉球側に優位であった。16世紀半ばになって島津貴久がようやく混乱を収拾し始め、1570年代に入ると領国の再統一に成功する。領国の再統一を成し遂げた島津氏の勢力は更に九州全土を席巻する勢いとなった。こうなると島津側は琉球に対しても次第に高姿勢で臨むようになっていく。
しかし1587年、島津氏は豊臣秀吉の九州平定の結果、秀吉に臣従を余儀なくされる。秀吉は武力行使をちらつかせながら琉球に服従を要求し、1591年には朝鮮、明の征服のために要する兵糧米の供出を命じた。琉球側は秀吉が要求する半量を供出した。しかし残る半量については島津側からの催促があったものの国内の窮乏を理由に断っている。その一方で琉球は明に日本の、特に秀吉の朝鮮、明の征服構想についての情報を提供していた。
1598年の秀吉の没後、徳川家康が権力を引き継いでいくことになる。家康の政治的な課題のひとつが明と朝鮮との関係改善であった。中でも明との貿易再開に対する期待は大きかった。家康は室町時代の勘合貿易の復活、ないしは互市のような形で貿易を行うことを考えていた。家康は琉球を通じて明側と交渉することを考えた。1606年には日明の互市を琉球を舞台に行う構想を薩摩側を通して琉球に伝えている。
一方、薩摩側には切実な問題が起きていた。島津氏内では家中の統制が十分に取れず、しかも江戸城築城のお手伝い等で出費も嵩み、厳しい財政難に直面していたのである。この財政難を打開すべく、琉球に侵攻して奄美大島等を割譲させることをもくろんだのである。1606年、江戸幕府は薩摩側からの琉球侵攻の要求を認めたが、あくまでも琉球を通じて明側と貿易交渉を行うことが先決で、それが上手くいかない場合に侵攻を許可するというスタンスであった。
琉球としても幕府や薩摩藩の要求を受けて対策を講じようとしていた。明との交渉を行ったのである。1606年には尚寧の冊封のために冊封使夏子陽が来琉した。琉球側は夏子陽に薩摩藩からの、領内への明の商船来航を願う書状を渡し、更に琉球側は明に中国商船の琉球への渡航許可を要請した。これは琉球を日明貿易のハブとする構想であった。しかし文禄・慶長の役からまだ日も浅く、明側の日本に対する不信感は拭い難かった。冊封使夏子陽は琉球側に対して日本との通商の厳禁を命じ、交渉は失敗に終わった。なお夏子陽は1606年の琉球の現状について、多くの日本人が我が物顔にふるまっていて、近々琉球は日本にやられてしまうだろうとの感想を述べている。
1607年、琉球は更に使者を明に派遣して、改めて中国商船の琉球への渡航許可を求めた。しかしやはり明は琉球側の願いを聞き入れようとはしなかった。こうして外交交渉で局面を打開しようとした琉球の努力は実らず、1609年の琉球侵攻を迎えることになった。

### 琉球侵攻とその波紋
琉球侵攻の成功について報告を受けた家康は、薩摩の働きを賞賛するとともに薩摩藩の琉球支配を認めたが、その一方で琉球王国を存続させることも命じられた。
侵攻後の1609年5月、尚寧の日本連行後に福州に送る文書を作成している。文章内で尚寧は琉球侵攻の経過を説明し、自らがまもなく日本に連行される予定であることと、1609年に派遣予定であった進貢船の派遣は延期する旨などを記していた。この文章はすぐに明に送られることは無く、9月に尚寧は鹿児島で明との冊封関係の継続を指示された。1610年1月、薩摩側からの冊封関係の継続指示を受けて琉球側は新たに文書を作成し、1610年に前年延期した進貢を実施するとともに、1609年5月の文章と1610年1月の文章が併せて明側に渡された。この1610年の進貢時に明は琉球侵攻の事実を把握し、1610年12月、万暦帝は琉球侵攻後にもかかわらず進貢の遅れを心配する琉球を慰めるとともに、尚寧が帰国した後も明に対して恭順を守れば皇帝の意思に背くことは無く、琉球と日本の事情について改めて報告するよう命じ、その報告に基づいて今後の対応を決定するとした。琉球情勢に不安を抱き、日本に対する警戒心を覗かせてはいるが、1610年の進貢に対する明の態度は比較的平穏なものであった。
幕府と薩摩藩は、琉球が改めて日明貿易の再開の仲介役となることを期待していた。1611年10月、尚寧は琉球に帰国するが、その直後、島津家久は尚寧に、海上の島での出会貿易、琉球での出会貿易、室町時代と同様の勘合貿易のいずれかを明に選択させ、交易を拒否する場合には明の沿岸部に攻撃を行うとし、この要求を明側に至急伝えるよう指示した。

### 果されなかった幕府、薩摩藩の狙い
島津家久の指示を受け、琉球は1611年11月に貢物の半量を進貢するとして進貢使を、そして1612年1月には残り半量を進貢する使者が派遣され、両者は福州で合流した。ところがこの両使者を迎えた明側は態度を硬化させた。まず琉球が日本の手先となって使節を派遣してきているのだと断ずる意見が相次いで上奏された。そして薩摩側の通商要求と、明が拒絶した場合に武力行使を示唆していることについても明側に伝わり、明側の態度を著しく硬化させた。結局1612年11月、万暦帝は琉球侵攻での疲弊を考慮するとの名目で、今後10年間は進貢を行わないよう命じた。
1613年春、島津家久は「与大明福建軍門書」という文書を起草させている。これは尚寧が福建の代表者に宛てる手紙で、内容的には海上の島での出会貿易、琉球での出会貿易、室町時代と同様の勘合貿易のいずれかを明に選択させ、交易を拒否する場合には明に数万の日本軍が侵攻するとのもので、1611年10月の、家久から尚寧に宛てた指示とほぼ一致している。これは琉球を通じての明との貿易交渉がなかなか捗らない家久の焦りが見られる。
この「与大明福建軍門書」が明側に渡った形跡は無い。1613年7月、明から使者が帰国し、万暦帝の今後10年間は進貢を行わないよう命じた事実が伝えられた。琉球側は大きな衝撃を受け、早速明に再考を促す使者を送った。琉球を仲介者にして強硬に明に対して通商を求める幕府と薩摩藩のやり方は、通商回復どころか琉球の朝貢貿易も10年間ストップさせられるという最悪の結果を招いた。さすがの島津家久も1615年3月には尚寧に明と琉球との関係改善に努めることが大切だとの書状を送り、10年間進貢停止の再考を求める琉球使節の訴えが退けられたことを知った1615年9月には、琉球を慰める書状を尚寧に送っている。

### 冊封と日本との関係の両立へ

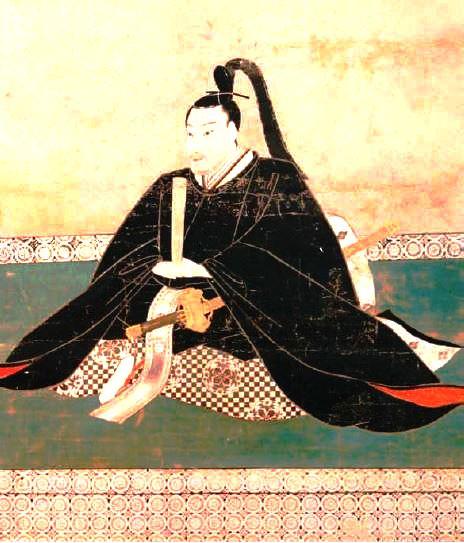
島津家久は琉球王国の進貢貿易を薩摩藩財政再建の切り札にしようと考えた。

長崎代官の村山等安は、対明貿易の拠点として利用することを主目的として台湾占領を計画し、まず幕府から高砂国渡海の朱印状を取得した。そして1616年3月、子の村山秋安が指揮する13隻の艦隊で約2～3000名の兵士を台湾に派兵する。しかし艦隊は暴風雨に遭って台湾まで辿り着けたのは1隻のみで、それも現地人の抵抗によって占領に失敗する。琉球は1616年2月に明に使節を急派してこの台湾侵攻計画を明側に通報していた。琉球が薩摩藩に操られていることを警戒していた明側は、当初この情報に懐疑的であったが、実際に侵攻が行われると琉球の忠節を褒め、賞することにした。村山等安は更に翌1617年には部下を福州に派遣して、徳川秀忠の日明交易を求める書簡を届けたが、前年の台湾侵攻と薩摩藩の琉球侵攻などについて厳しく指弾され、追い返された。
しかし1616年に派遣された使者も、忠誠を褒められこそすれ進貢の再開については認められなかった。その後も琉球は様々な名目でほぼ毎年明に使者を送るものの、なかなか進貢の再開は認められなかった。1620年、明では万暦帝、琉球では尚寧が亡くなった。1622年、新国王の尚豊は万暦帝の進貢停止命令から10年が経過したとして、朝貢の再開と自らの冊封を求める使者を送る。明側は進貢は受け入れたものの、まだ民力休養が不十分だとして今度は五年一貢を命じられた。
1620年代に入り幕府の政策が大きく変化した。明と貿易等の直接交渉を目指す方針を転換し、対外貿易を幕府が管理していく路線を目指すようになった。その路線のもと、最終的には1630年代、幕府の直轄地である長崎で対外貿易を管理する体系が完成する。そうなると薩摩藩が目指していた明との直接交易は不可能になる。そこで琉球の朝貢貿易に参画してその利潤を得る方針へと転換していく。
そのような中で尚豊は4回に渡って請封を繰り返し、4度目の1629年、ようやく冊封が認められる。1633年には冊封使が来琉し、冊封使帰国時に併せて派遣された護封使と謝恩使が持参した尚豊の二年一貢の復帰要請を明側は1634年11月に認め、二年一貢への復帰が叶えられた。この知らせは1635年5月に琉球に届き、早速薩摩藩と幕府に伝えられた。島津家久からは二年一貢復帰を喜ぶとともに、琉球側に対明貿易に一層力を入れて取り組むように指示する書簡を琉球側に送っている。

### 白糸貿易を巡るトラブル
1630年、琉球が二年一貢への復帰に尽力している中、薩摩藩は深刻化した藩財政再建の切り札として琉球の朝貢貿易に参画し、その利潤を得る方針を決定した。朝貢貿易の中でも薩摩側が最も期待をかけたのが生糸貿易であった。翌1631年、薩摩藩は琉球側に二年一貢への復帰のみならず、船の数や派遣回数の増加を明側と交渉するように命じる。琉球側としても朝貢貿易の拡大は利益となるため薩摩藩との利害が一致する面もあった。そこで琉球は薩摩藩の要求に対して貿易を拡大したいのならば薩摩側も協力すべきではないかと訴えた。協議の結果、貿易資金の一部負担や人員の援助等、一定範囲で琉球側の訴えを認めて朝貢貿易を琉球と薩摩藩の共同経営として、貿易拡大を図る体制を整えた。
この薩摩藩との協力体制については、琉球王国内ですんなりと受け入れられたわけではない。国王の尚豊は、明からの冊封と島津氏への奉公の両立が琉球王国の基礎であるとして、1633年に冊封使を迎えるに当たり重臣に対して、琉球は明のご恩情によって存続して来れたわけで、まずは冊封使の覚えがめでたくなるように努め、それによって特に薩摩藩の求める貿易拡大が達成されるようにとの指示を出している。しかし国内には薩摩藩に反発する声も強く、尚豊の意向はなかなか徹底されなかった。
琉球が薩摩藩と協議した冊封貿易拡大策のうち、新たな朝貢品目を加え数量も増やすことによって貿易量を増加させる策は、明側も受け入れたために達成できた。そして朝貢品目と数量の増加に対応するために進貢船をこれまでの1隻から2隻とすることも了承された。しかし後に1680年代に接貢使として定着することになる、進貢使の出迎え目的で二年一貢の間の年に船を派遣する案は明側から拒絶された。また琉球側は1633年の尚豊冊封後、慶賀使や漂流民送還名目の解送使を相次いで送ったが、明側から貢期を厳守するように命じられた。明は琉球からの頻繁な船の派遣は、中国商品を入手して日本に転売する目的であることを見抜いていた。
そして朝貢貿易で最も利益を上げると期待した白糸（生糸）貿易で、大きな失敗をする。1634年と1636年の進貢時、琉球は薩摩側から押し切られる形で、明の規定に定められた限度額の12倍という多額の銀で白糸の買い付けを行おうとした。しかし1634年、1636年ともに詐欺に遭って多額の銀を福州の商人に持ち逃げされてしまった。琉球側は詐欺にあったことを福州当局に訴え、犯人逮捕と銀の返還を願った。ところがこれが藪蛇であった。限度額の12倍という多額の銀で白糸を買い付けようとしていたことが露見し、摘発されてしまったのである。結局1637年に琉球は白糸貿易の禁止のペナルティーを科せられた。1638年の進貢時は1637年の禁止命令が琉球まで届く日時が考慮されて白糸の取引が認められたが、1640年からは厳禁とされた。またせっかく購入した白糸も不良品であり、この白糸貿易をめぐるいきさつについて琉球は薩摩側から厳しく非難された。購入した白糸が不良品であったのは、薩摩藩との協力体制に不満を抱く交易担当者が不良品を購入したためであった。尚豊は交易担当者に厳しい処分を下し、薩摩側からの直接的な介入を回避した。
尚豊を始め琉球王府は白糸貿易の復活を願い、明側に請願を繰り返すとともに国王尚豊自身が寺社に白糸貿易の復活を祈願した。結局明の滅亡後の1645年、南明の弘光帝が白糸貿易の復活を認めることになる。一方、白糸貿易時の貿易担当者の抵抗に代表されるように、国王尚豊の明からの冊封と島津氏への奉公の両立が琉球王国の基礎であるという国家理念は、まだ琉球国内に十分定着していなかった。この国家理念の定着には明から清への王朝交代による混乱の沈静化と、羽地朝秀の改革により、儒教に基づく体制の再編が行われることが必要であった。

## 明から清への王朝交代と冊封

### 明の滅亡と琉球使節
1644年2月、尚賢は進貢使金応元らを明に派遣する。尚賢はまだ冊封を受けておらず、この時の進貢は請封、そして前述のような経過で停止された白糸貿易の再開の嘆願を兼ねていた。しかし同年3月、李自成率いる農民軍が北京に入城し、崇禎帝は自殺して明は滅亡する。崇禎帝の死去を知った金応元らは、琉球本国との協議を行わずに、独自の判断で南京で即位した弘光帝のところへと向かった。
即位したばかりの弘光帝は琉球からの使節を歓迎した。琉球側の要望であった白糸貿易の再開を認め、冊封使の派遣も決定した。また弘光帝は1644年末に、崇禎帝の死去と自らの即位を知らせる使者を琉球に送った。知らせを受けた琉球側は早速、亡くなった崇禎帝を弔う進香使と弘光帝の即位を祝う慶賀使として毛大用らを派遣する。
ところが肝心の弘光帝の南京政権はあっけなく瓦解する。1644年5月には山海関を超えた清軍が北京に入城し、翌1645年5月には清軍は南京を攻撃し、陥落させた。南京政権の琉球への冊封使派遣は実現しなかった。弘光帝の南京政権の瓦解後、福州で隆武帝が即位する。毛大用らは隆武帝のところへ赴くことにした。隆武帝は弘光帝と同じく生糸貿易の再開を認め、また自らの即位を知らせる使者を琉球に送った。1646年3月、琉球側は隆武帝の即位を祝う慶賀使として毛泰久、金正春らを派遣する。
任務を終えた毛泰久、金正春らは福州から琉球への帰途についた。しかし中国沿岸で海賊に襲われてしまい、命からがら福州に逃げ戻った。すると1646年9月、清軍の攻撃により福州は陥落して隆武帝の政権は崩壊していた。つまり琉球使節は清軍が占領している福州に戻ったことになる。土通事（中国人の琉球語通訳）謝必振らの助言を受け、毛泰久、金正春らは本国の指示を待たず清軍に投降することになった。

### 薩摩藩、幕府との対応の協議と、清との駆け引き
明末の混乱と清の勢力伸長は、琉球側もかねてから把握していた。1639年には清の北京攻撃に関する情報を薩摩藩に伝えており、1646年6月には幕府は琉球側からの確認に対して、これまでと同様に明との生糸貿易の継続を指示している。また1646年の段階で琉球は薩摩藩に対して、清側が弁髪を強制するのではないかとの懸念を表明し、対応について相談している。幕府は琉球ルート以外からも中国情報の収集に努めていた。1646年8月には隆武帝の使者が長崎に来航して日本側に援軍の要請をした。隆武帝の援軍要請を聞きつけた薩摩藩は幕府に対し、先陣を務めたいとの意思表示まで示していた。
しかし1646年10月に長崎に到着した中国船から福州陥落の情報を入手した幕府は、援軍派遣の中止を決定する。そして清の攻勢が日本にまで及ぶことを警戒し、幕府は諸大名に対して海防強化を指示する。特に中国との距離が近い琉球、中でも八重山諸島は防衛体制の強化の必要性が高いと判断され、1647年には幕府の指示により薩摩藩が警備兵を派遣するに至った。

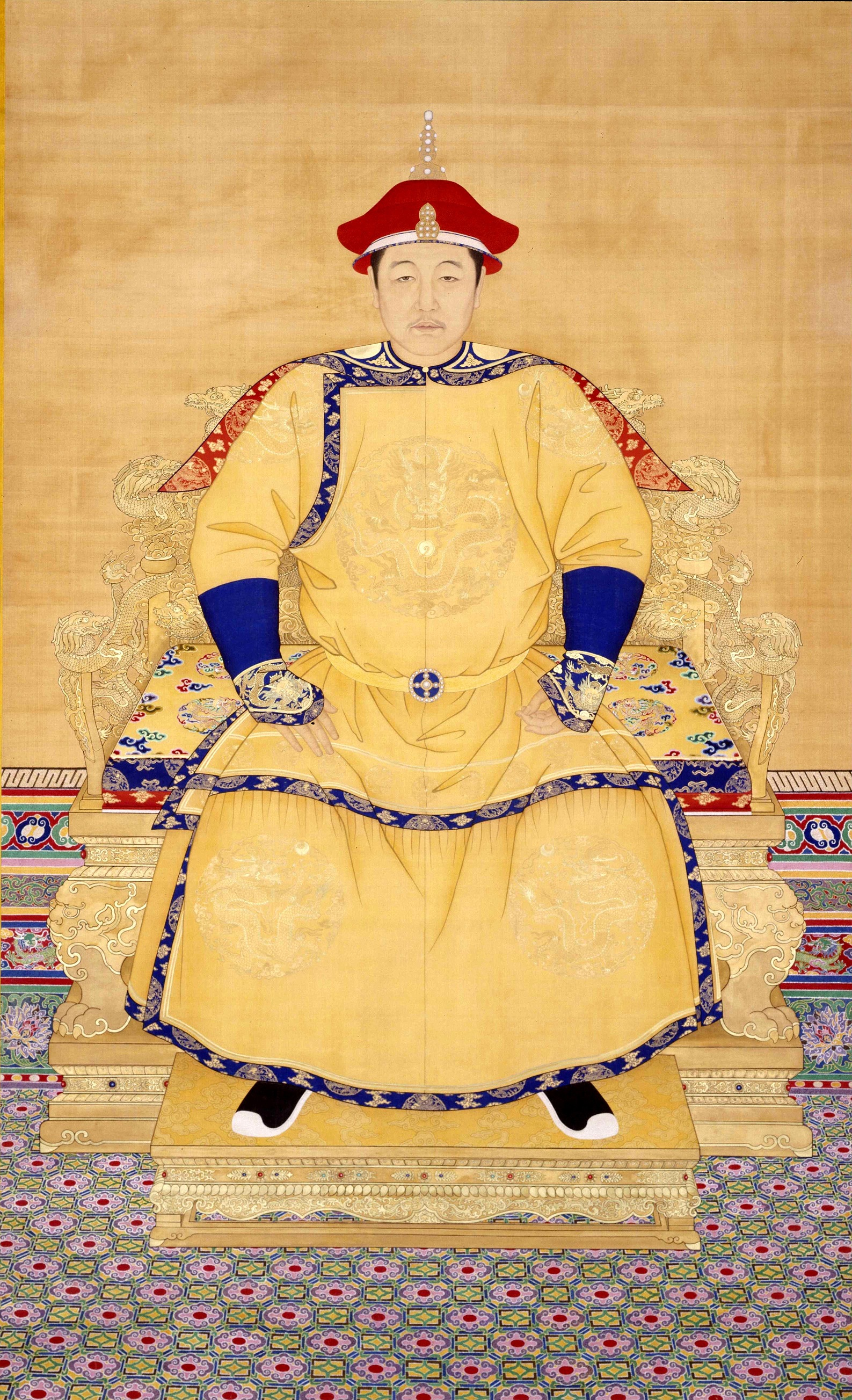
清の入関後、順治帝は周辺諸国に朝貢の受け入れを表明し、琉球に対しても働きかけが行われた。

ところで清軍に投降した毛泰久、金正春ら琉球使節は、清軍の命令により謝必振とともに1646年12月に北京へと向かった。琉球使節が北京へ向かう途上の1647年2月には、順治帝が諸外国からの朝貢受け入れを表明した。4月に北京入りした毛泰久、金正春らは清側から歓迎され、順治帝は明から下賜された詔勅と印の引き渡しを命じ、返還を受けた上で冊封を行うこととした。明から下賜された詔勅と印の引き渡しは、中国の新しい支配者として「明を捨てて清に仕える」ことを要求するもので、琉球以外の冊封を受けていた諸国にも等しく命じられていた。また順治帝は琉球の招撫のために謝必振を派遣することとした。
1647年6月、毛泰久、金正春ら琉球使節、そして謝必振は北京を出発して福州まで戻り、その後琉球へ向かうことにしたが、明清交替期の混乱の中、福州に戻るまでまる1年かかってしまった。その間に毛泰久は病死する。1648年6月、ようやく福州まで戻ったものの、明の残存勢力（南明）のひとつであった監国魯王の勢力に阻まれ、やはり1年間福州に留まらざるを得なかった。この間、琉球本国には毛泰久、金正春ら琉球使節の動静は全く伝えられておらず、行方不明状態であった。そこで使節の行方を調査する使者を派遣したものの、海賊に襲撃されて1647年10月に琉球に逃げ戻っていた。そのような中で尚賢は冊封を受けることなく1647年9月に亡くなり、弟の尚質が王位を継いだ。
1649年6月、ようやく金正春ら琉球使節と謝必振は福州を出発して琉球へと向かった。船は薩摩まで流され、いったん長崎まで回航された上、9月にようやく琉球に到着した。琉球使節の帰還ばかりではなく清の使節である謝必振も琉球に派遣された状況を把握した薩摩藩は、対応策を幕府と協議している。薩摩藩も幕府も清の使節への対応に頭を悩ませる。というのも当時まだ明の残存勢力と清との戦争が継続しており、後述のように明の残存勢力からのアプローチも継続していたからである。結局、明と清のいずれが勝利するのか状況を見極めなければならず、当面はどちらつかずな対応で時間稼ぎをするしかないと判断した。この結論は琉球側に伝えられ、琉球側も同意した。
1649年2月、琉球は監国魯王に使節を派遣して朝貢をしていた。そして1649年6月には琉球に監国魯王からの書状が届けられていた。書状では琉球の忠節を賞し、尚質を冊封する意思を示した。加えて賊徒である清の勢力を駆逐して明を復興する決意が述べられていた。また監国魯王の部下からは、兵器と火薬の援助を求める書状が併せて届けられていた。琉球側としては清の側にも監国魯王の側にも一方的に肩入れするのは難しいと判断せざるを得なかった。
謝必振は首里城で尚質ら琉球側に対して、清への忠誠と、明が下賜した詔書、印の引き渡しを命じる。尚質は清の招撫を受け入れ、投誠の表文を提出することには応じたものの、明が下賜した詔書、印の引き渡しに関しては、明年、順治帝即位の慶賀使を派遣するので、その際に持参させると返答した。謝必振は琉球側のはっきりとしない対応に満足しなかったが、明年、琉球が慶賀使を派遣することと、もし慶賀使を派遣しなかった場合、改めて清側から使節を送ることにして、清使謝必振の護送使として周国盛らを伴って福州へ向かい、その後復命のために謝必振と周国盛は北京へ向かった。琉球使節の周国盛は順治帝に投誠の表文を提出する。その一方で琉球側は監国魯王側からの兵器と火薬の援助要請に応じることはなかった。いずれにしてもこの時点では琉球側は清の側にも監国魯王の側にも一方的に肩入れすることは出来る限り避け、等距離外交を心がけていた。
1650年、琉球側が約束した慶賀使は清にやって来なかった。清からの使者の再来が予想される中、琉球は薩摩藩と今後の対応について頻繁に協議している。1651年、翌年に探問使を派遣するに当たり、清宛と明宛の二つの国書を持参し、現地で臨機応変に対応することで琉球と薩摩藩は合意している。順治帝に投誠の表文を提出した琉球使節の周国盛は、半ば人質扱いで北京に滞在させられていた。1651年9月、琉球側からの返事が来ないことに業を煮やした順治帝は、謝必振に再度の琉球行きを命じる。謝必振は周国盛を伴って福州へ戻ったが、すぐに琉球へ渡航することはせず、まずは琉球からの使節の到着を待ってみることにした。
謝必振の狙い通り、1652年春には琉球からの探問使が福州に到着した。しかし明が下賜した詔書、印は持参していなかった。福州の役人たちは探問使を勾留、尋問したが、謝必振のとりなしで勾留は解除された。謝必振は再び琉球に渡ることを決め、1652年7月、琉球に到着する。謝必振は尚質ら琉球側に対して、琉球が約束を守ろうとせず清としては忠誠に疑問を抱いても仕方がない現状でありながら、順治帝は罪に問うことはせず、改めて招撫のために私を使節として派遣することにしたと告げた。また謝必振自身としても、これまで琉球と清との関係を取り持つために尽力してきたとの事情も説明した。こうなるとさすがに琉球側としては清の意向に従わないわけにはいかなくなる。薩摩藩の了解を取り付けた上で、謝必振に対して明の下賜した詔書、印を持参した慶賀使の派遣を約束し、実際に1653年2月の謝必振帰国時に、明の下賜した詔書、印を持参した慶賀使が同道することになった。

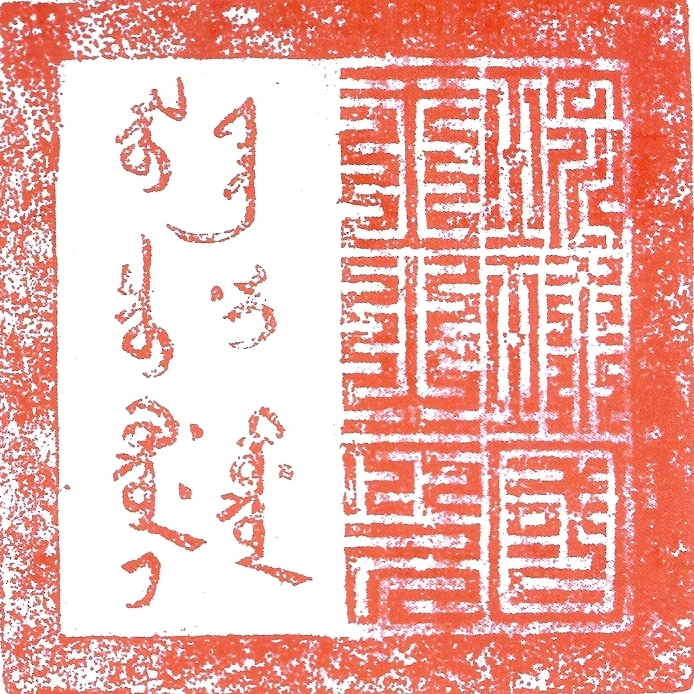
1654年に順治帝から下賜された琉球国王印。1756年に改印されている。

1653年2月、順治帝の即位慶賀使として馬宗毅、蔡祚隆が琉球を出発した。謝必振も慶賀使と同行し、福州を経て1654年3月に北京に到着した。北京で明から下賜された勅書、印を清側に引き渡するとともに、国書を提出する。国書の中でまず1650年に約束通り慶賀使を派遣したが、海難事故に遭って行方不明になってしまったようで、後になってその事実を把握したと弁明するとともに、明から下賜された印の代わりに改めて清朝から印を賜り、慶賀使の馬宗毅の手で持ち帰りたいとしていた。これまで明の残存勢力の側には冊封の意思を示しながら、今回、清への使節は冊封を求めず、しかも自らの手で印を持ち帰りたいと主張するなど、琉球側としては冊封使ら清の使節の来琉を望んでいなかったことは明らかである。まだ琉球側としては明、清との等距離外交の姿勢を堅持しようとしていた。
清は琉球側の意図を見抜いた。琉球側は慶賀使の馬宗毅らが印を持ち帰りたいとしているが、琉球が清に帰順して最初の冊封となるため、清の徳威を示し懐柔の意思を示すために、冊封使を派遣する方針が決定された。つまり琉球側が望まない冊封使を清の意思として派遣することを決定したのである。この決定は琉球、そして薩摩藩、幕府を困惑させることになる。琉球側は明、清との等距離外交政策の放棄とともに、清の派遣する冊封使が弁髪の強要、そして皮弁冠服の使用停止を指示することを恐れた。皮弁冠服の供与など冠服に対する統制を行ってきた明代のことを考えると、清も弁髪や服制を押し付けてくることが想定された。前述のように皮弁冠服は琉球王権の象徴となっており、王権の象徴の放棄は王権そのものへの打撃となることを恐れたのである。三者は対応を協議し、1655年8月、薩摩藩は幕府に対して冊封使が清の習慣を押し付けるようならば、日本の恥ともなるので冊封使を追い返すないし討ち果たすべきではないかと幕府に打診した。しかし幕府は薩摩藩に対して「琉球は中国との関係性を維持していかねば立ち行かなくなるので、清の冊封使からの指示には従うべきである」と、琉球が冊封されている現実を重視する判断を示した。
江戸幕府は国力の低下著しかった明にはさしたる脅威を感じておらず、明に対しては時に高圧的な態度で臨んだ。しかし新興の清の脅威はひしひしと感じており、武力衝突という事態は回避しなければならなかった。結局、琉球が清に冊封されることを認めざるを得ず、琉球が日本と清の双方に従う体制が固定化する。その中で清に対しては琉球と日本との関係を隠蔽する政策が進められていくことになる。
なお琉球が明、清の冊封国であり続けることを薩摩藩や幕府が認めた理由としては、琉球を通じて生の中国情報が入手出来るメリットを重視したことも挙げられる。1670年、薩摩藩に使者が派遣されて進貢使が入手した中国情勢についての報告を行った。そして1678年以降、進貢使は帰国後「唐之首尾御使者」として薩摩に出向いて中国情報に関しての報告を行うことが慣例化し、1870年まで続けられた。幕府自身も長崎で中国商人から情報の入手に努めてはいたが、琉球の進貢使は首都北京にまで出向いて得られた情報をもたらした。清の脅威を感じていることもあって、薩摩藩を通して得られた琉球進貢使の中国情報は幕府にとって利用価値が高いものであった。

### 尚質の頒封
1654年7月、清は尚質の冊封を正式に決定した。冊封の形式は冊封使が琉球に出向く頒封で行うこととし、正使張学礼、副使王垓が任命され、謝必振と馬宗毅、蔡祚隆らとともに北京を出発した。明から清への王朝交代期、社会が混乱する中で琉球など外国からの使節が滞在する施設の多くは痛みが進んでいた。1653年から清は外国使節の滞在施設である北京の会同館の修復を始めていた。発足間もない清としては政権の安定化に資すると判断して、琉球を始めとする各国との関係構築を急いでいた。
冊封使は1655年3月、福州に到着する。しかしそこで問題が発生した。冊封使の琉球渡航用の船が調達できず、しかも福建周辺は鄭成功の反清活動が活発化し、鄭成功の勢力が制海権を握っていたために渡海が出来ない状況が続いたのである。清は1656年、海禁を強化する命令を出し、1661年には遷海令を出すなど鄭氏勢力の鎮圧に躍起となった。その中で1659年閏3月、順治帝の了承を得て冊封正使張学礼、副使王垓はいったん任務を解かれて転職した。これは明代に続いた領封と頒封との議論が蒸し返されたものだと考えられている。費用がかさみ、その上、海を越えていくリスクも高い頒封をあえて行うことの是非が問われたのである。しかも今回は琉球側も頒封に消極的であることは明らかであった。1659年の時点では頒封消極派が有力となり、その結果として尚質の冊封使はいったん解任された。
琉球側は1653年に送り出した慶賀使の馬宗毅、蔡祚隆たちの消息を知るために、しばしば清に使節を派遣した。しかし馬宗毅らを引き取って琉球に帰ることは認められなかった。これは事実上の人質扱いであり、このよう中で1659年6月、馬宗毅は福州で病死する。1661年1月、順治帝が亡くなり康熙帝が跡を継ぐ。この年、明の残存勢力（南明）で最後まで残った永暦帝の身柄を清が確保した。またこの年からは清の攻勢から体勢を立て直すため、鄭成功は台湾への攻撃を本格化させていた。このように清への代替わりの流れが強まる中で琉球を巡る情勢に変化が見えて来た。清は改めて尚質の冊封を冊封使が琉球に赴いて行う、頒封で行う決定を下した。
1662年、いったん冊封使を解任されていた正使張学礼、副使王垓は冊封使に再任され、琉球に派遣されることになった。康熙帝の名で尚質に出された勅書では、福建の地方役人と正使張学礼、副使王垓のサボタージュの結果、順治帝が派遣を決定した冊封使が任務を果たされないままとなってしまった。ここに事態を把握したため、関係者の処分を行い、正使張学礼、副使王垓には罪を償わせる意味も含め、改めて冊封使としての任務完遂を命じたと、冊封が遅れたことを弁明し、改めて冊封使を送る旨を説明していた。

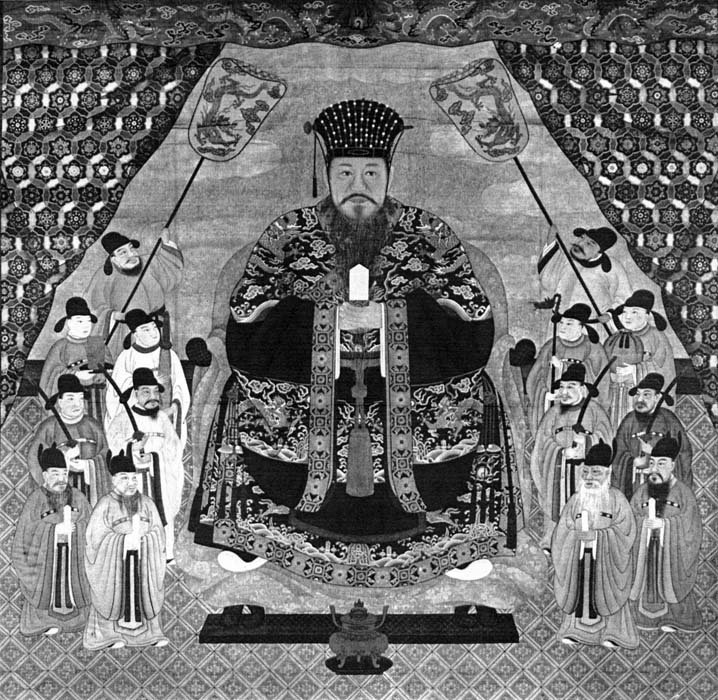
清は服制や弁髪を強制しなかったため、琉球国王は明代に引き続き皮弁冠服を着用した。画像は18世紀半ば以降、弁冠が豪華となった尚穆の皮弁冠服。

1663年5月、冊封使の正使張学礼、副使王垓は1653年に派遣された慶賀使の蔡祚隆、そして通訳の謝必振とともに福州を発ち、琉球へ向かった。船は6月、無事に那覇港に到着した。冊封使の来琉に琉球側は驚愕する。冊封に際してはまず、琉球側から冊封を要請する請封が行われる。そして冊封使派遣の前年には冊封使を出迎えるための迎封使（接封使）を琉球側が派遣することになっている。今回は請封そのものが行われていなかった上に、清側から冊封使の派遣についての事前連絡が無かった。当然、迎封使（接封使）を派遣していなかった等、冊封使を迎える事前準備が全くなされておらず、その上、1660年には首里城が焼失して再建されていなかった。琉球側としては悪条件が重なった冊封使の来琉であったが、琉球側の事情に精通した謝必振の尽力もあって、1663年7月、無事に尚質を琉球国王に冊封する儀式が執り行われた。また懸念された弁髪など清の習慣を冊封使が強要する事態は起こらず、尚質は明の時代と変わりない皮弁冠服で儀式に臨むことが出来た。
なお清が明代とは異なり、服制や弁髪を琉球など冊封国に押し付けようとしなかったのは、清の領内では服制や弁髪を強制するのに対し、領域外ではそれらの習俗の押し付けを避けることによって、風俗習慣面からも清の領域を明確化する意図によるものと考えられている。そもそも清は明と比べて周辺諸国に対する朝貢の促しが緩く、朝貢国の数も明代に比べて激減した。

### 北谷恵祖事件の波紋
1664年、康熙帝即位の慶賀使が派遣された。しかし使節の帰国後、慶賀船は難破して一部の荷物が紛失し、数名の死者が出たとの報告がされた。しかしこの件には裏があった。皇帝に献上される予定であった金の壺が盗難に遭い、使節の中で毒殺未遂事件が起きていたことなどが明らかになった。琉球側はまず事件を薩摩側には報告せず、内々に調査を進めていたが、やがて事件を知り事態の解明が進まない様子を見て、薩摩側が究明に乗り出すことになった。
当初、薩摩藩の琉球在番奉行による尋問が行われていたが、ついに事件関係者を鹿児島に移送して尋問が行われることになった。1667年、薩摩側は事件関係者に対して判決を下し、責任者として北谷親方と恵祖親方に死罪が言い渡された。これが北谷恵祖事件である。
北谷恵祖事件は琉球と薩摩藩との関係に緊張をもたらした。この緊張関係の打破のために、琉球側は進貢使の出迎え目的として二年一貢の間の年に船を派遣する接貢船の運航を始めることを提案し、薩摩側もこの案を承認する。接貢船の運用は朝貢貿易の回数増加に繋がり、貿易の拡大が見込まれた。一方北谷恵祖事件の前後、琉球の進貢に大きな障害となっていたのが鄭氏政権による海賊行為であった。進貢船は幾度となく鄭氏政権の海賊の被害を受けていて、薩摩藩、幕府にその対策を要望していた。1670年には幕府は長崎に来航した鄭氏政権側の船舶貨物を没収して、琉球側に被害補償として給付した。しかし日本と鄭氏政権とは正式な外交関係を持たなかったため、抜本的な問題解決は不可能であり、その後も鄭氏政権による海賊行為は継続する。
そして北谷恵祖事件による薩摩側との緊張緩和のために案出された接貢船の制度化も、清側からの拒否に遭って上手くいかなかった。接貢船の制度化は1680年代になってようやく達成されることになる。

### 三藩の乱とその影響

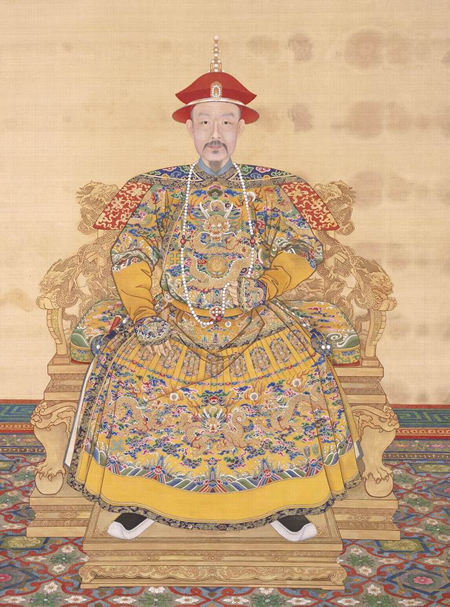
康熙帝は三藩の乱に際して琉球が清に対する忠節を守り続けたとの報告を高く評価した。

1673年11月、平西王の呉三桂が清に対して反乱を起こした。呉三桂に続いて靖南王の耿精忠、平南王の尚之信も清に反旗を翻し、清は三藩の乱と呼ばれる内乱状態になった。この三藩の乱に鄭氏政権も加担する。その結果、琉球の対清関係は危機に晒されることになった。乱が起きる前の1673年3月、琉球は通常の進貢使を清に派遣していた。この進貢使は北京で康熙帝への謁見を行い、福州に戻る途中で乱に巻き込まれ、蘇州に約3年間滞在することを余儀なくされる。一方1673年の進貢使のうち福州に留まっていた人たちは三藩のひとつ、靖南王の耿精忠から琉球帰国を許され、1674年6月に帰国していた。この琉球帰国者、そして長崎に来航した中国船からの情報から、幕府は三藩の乱についての情報把握を行った。乱が始まってしばらくの間は三藩側の勢力も強大で、最盛期には長江以南をほぼ制圧していた。幕府がまず入手した情報は乱の初期の三藩側が強勢であった時点のもので、反乱側優勢との判断をする。
1674年6月に琉球に帰国した前年派遣の進貢使の福州残留組は、耿精忠から琉球中山王宛の書状を手渡されていた。書状には清に対して反旗を翻すに至った経緯とともに、進貢を行うように指示していた。また呉三桂からも明の復興に力を貸すよう働きかける文書が日本側に届けられていた。そうこうするうちに琉球側に難題が降りかかる。1676年6月、耿精忠の使者である陳応昌が来琉し、火薬の材料となる軍需物資である硫黄の引き渡しを要求したのである。
陳応昌は総勢100名余りの使節団を率いており、通訳として土通事の鄭裴を伴っていた。鄭裴はこれまで同僚の土通事である謝必振とともに、通訳であるとともに琉球と中国側との関係の調整役を務めてきた人物であった。陳応昌は耿精忠を始めとする三藩側の優勢を主張し、2～3年以内に清を中国から駆逐すると豪語した。そして琉球が味方をするならば安全は保障するが、味方をせねば今後、災難が起きるだろうと脅した。
琉球側は陳応昌の硫黄引き渡し要求に対する対応を協議した。琉球としては乱の趨勢が明らかでない以上、引き渡しに応えないのは無理があると判断し、薩摩藩と幕府に対して硫黄引き渡しを認めるよう要請した。幕府は琉球の意向を認め、耿精忠の使節団は11月、琉球国王から耿精忠宛の書状とともに硫黄を積み込んで琉球を出発した。その一方で琉球側は蔡国器を探問使として派遣することを決定した。当初、探問使は靖南王である耿精忠宛の慶賀の書状のみを持参する予定であった。しかしその決定に蔡国器が異議を唱えた。蔡は清に対して乱の安否を尋ねる書状も用意するべきだと主張したのである。蔡国器の意見を国王尚貞は万全の策であると評価し、結局、耿精忠宛と清宛の二通の書状を持参して蔡国器は出発する。
ところが1676年9月には清側の攻撃によって耿精忠は降伏していた。陳応昌は耿精忠の降伏を知ると、琉球国王から耿精忠宛の書状を焼き捨て、硫黄を海中に投棄させた上で逃亡を図った。しかし陳応昌は清軍に囚われてしまう。清側からの取り調べに対し陳応昌は、耿精忠の使節団長として琉球へ行ったことは事実であるが、琉球には硫黄は無く手ぶらで帰って来たと言い張った。そのような中、1677年4月に琉球から蔡国器が到着する。蔡国器は土通事の謝必振からこれまでのいきさつについて確認した。耿精忠の降伏を聞いた蔡は、まず琉球国王から耿精忠宛の書状を焼き捨てた。
また謝必振は蔡国器に、陳応昌が琉球には硫黄が無くて手ぶらで帰ってきたと清側からの取り調べ時に証言したとの話を伝えた。蔡国器も清側からの尋問を受け、琉球は清に背いて耿精忠の使いである陳応昌に対して硫黄を渡したのではと疑われたが、蔡国器は清の恩を受けている琉球はそのような裏切り行為は行っていないと主張し、現にこの私が清に乱についての安否を尋ねる使者として派遣されている。琉球が裏切っているのならば安否を尋ねる使者など送らないはずではないかと訴えた。耿精忠の使節団長の陳応昌と琉球使節の蔡国器の証言は一致しており、清側としても信用せざるを得なかった。なお、陳応昌と蔡国器の証言の一致は偶然性が高いものであったとの説と、土通事の謝必振、鄭裴の根回しによって両者の証言の一致を引き出していったとの説がある。
いずれにしても福州から北京の康熙帝には、琉球は靖南王耿精忠の援助要請を撥ねつけ、乱の安否を尋ねる使者を送って来たと上奏された。三藩の乱側にはベトナムの莫朝も加担するなど、清の朝貢国の中にも広く動揺が見られた。そのような中で琉球が忠節を守っていたとの報告を受けた康熙帝は大いに喜び、琉球を高く評価した。この事実とは異なるものの、三藩の乱時に琉球が清に対する忠誠を守ったとのストーリーは、琉球と清との関係に大きな影響を与えることになる。

### 清代における領封と頒封の意見対立と経過

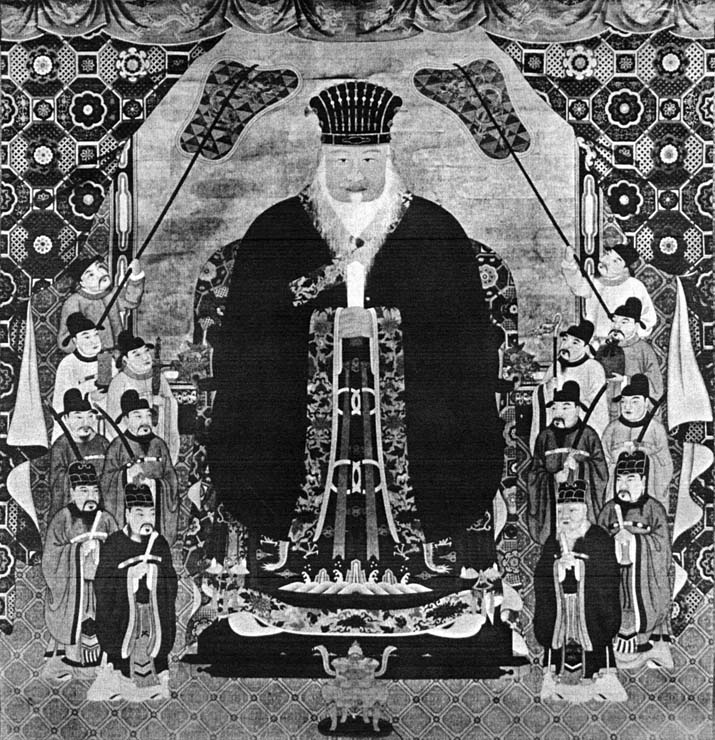
三藩の乱が鎮圧され、鄭氏の抵抗も終息して清の中国支配が確定する中で、尚貞は康熙帝の判断によって頒封により冊封された。

三藩の乱の勃発による対清関係の危機を乗り越えた後、まず懸案として持ち上がったのが尚貞の冊封問題であった。尚貞は1669年に王位を継承していたが、鄭氏政権の妨害、そして三藩の乱という混乱の中、まだ冊封を受けていなかった。前述のように1676年に蔡国器が清に派遣されたが、この際、請封は行わなかった。その後薩摩藩は尚貞の請封を早めに行うように働きかけていたが、琉球側は慎重な姿勢を崩さなかった。これはいまだ鄭氏政権など反清勢力の活動が見られる中での清への請封に慎重になっていたからだと見られている。実際1678年の進貢時、琉球は請封を行わなかった。
1680年の進貢時、琉球は尚貞の冊封問題に関して大きな方針転換をする。これまで保留扱いであった請封を行ったのである。これは翌1681年には三藩の乱が終結し、鄭氏政権も1683年に清に降伏するなど、清が中国で安定政権を維持する見通しが明らかになってきたこと、そしてもう一つ、薩摩藩、幕府との関係から来る事情があった。実際問題琉球のことを薩摩藩、江戸幕府とも信用しきっていた訳ではなく、異心を抱いているのではないかとの疑念を抱いていた。一方、琉球側からすれば薩摩藩、江戸幕府によって自主性が阻害されている現状に対する危機感もあった。清の覇権が明らかになりつつある中で、国王の冊封を受けて清の後ろ盾を得ることが琉球の利益になると判断したのである。
琉球側は1680年の請封時、従来通り冊封使が琉球に派遣されて儀式を行う頒封を要請した。しかし琉球の要請を受けた礼部は、冊封には賛成したものの、前回の尚質の冊封は琉球が清に帰順して最初の冊封であったため、清の徳威を示すために頒封を行ったものであるが、2回目以降は頒封にこだわる必要性は薄い上に、予算面や海を渡って冊封使を派遣する危険性を指摘して、冊封詔書を冊封使に持ち帰らせる領封を行うとの案を康熙帝に提出し、康熙帝もその案を認めた。しかし領封の決定を聞いた琉球の冊封使から頒封を願う請願書が康熙帝に提出される。康熙帝は冊封使からの請願書を読み、礼部に再議を命じた。礼部は琉球側の再考要請を退け、改めて領封が適当であると答申した。
ところが康熙帝は礼部の判断を覆した。康熙帝は先年の三藩の乱時、琉球が靖南王耿精忠の援助要請を撥ねつけ、乱の安否を尋ねる使者を送って来たとの上奏を重視した。琉球の忠誠は褒め称えられるべきで、この忠誠心に報いなければならないと琉球への冊封使派遣を命じた。康熙帝の頒封決定は琉球にとって清の徳威を改めて実感させる効果があった。そして1681年、尚質の冊封を行う冊封使が任命され、翌1682年、琉球に派遣された。なおこれまで琉球への冊封使は乗船用の船を新造していたが、この1682年の冊封使以降、経費節減のため既製の船で琉球に向かうようになった。そしてこの康熙帝自らの決定による琉球国王の頒封とその手続き事項は、乾隆年間には礼部の規定である「礼部則令」、そして嘉慶年間には法令や規則集である会典に記載される。
琉球の忠誠心を評価した康熙帝は、もう一つ琉球の懸案について琉球側に有利な決定を行っている。1678年の進貢時、琉球側は改めて進貢船の帰琉を速やかに行った後、進貢の翌年、つまり進貢船が派遣されない年に進貢使らが帰国することを名目とした接貢船の派遣を試みた。この接貢船の派遣は前述のように本音としては清に対する朝貢貿易の機会を毎年得ることを目的としたものである。この時は琉球側のもくろみ通り、進貢船の早期帰琉と接貢船による進貢使の帰国が認められた。接貢船の派遣は1685年に清側から正式に認められ、1689年以降、2年ごとである進貢船が派遣されない年に接貢船の派遣が定例化した。また1688年に琉球国王尚貞から行われた、進貢船は2隻の派遣で乗員200名を上限とし接貢船は1隻派遣とすることと、進貢、接貢時の朝貢貿易の免税措置の要請がなされた。康熙帝はやはり琉球の忠誠心の高さを評価してこれを認める決定を下している。

## 薩摩との関係の隠蔽
薩摩藩の琉球侵攻後、琉球王国は中国（明→清）に冊封されながら、薩摩藩、そして江戸幕府の支配下に入るという、いわば日本と中国の二重支配下に置かれるようになった。同一地域に二重の支配構造が並立する場合、どうしても相互に矛盾が出てくるものであるが、琉球の場合はかなり長期間にわたってこの二重支配の構造が比較的安定した形で維持された。その要因のひとつとしてまず17世紀後半から19世紀前半頃にかけて、東アジア全体が比較的安定していた点が挙げられる。また江戸幕府は清に対して脅威を抱いており衝突を望まなかった点。そして琉球が日本と中国との二重支配を前提として、それぞれの支配と自らの国家体制のバランスを取りながら運営していくシステムを構築した点が挙げられる。
琉球王国では日本と中国との二重支配間の矛盾を回避する政策として、清に対して日本との関係を隠蔽する政策が取られていた。この政策は薩摩藩の琉球侵攻直後から行われたものではない。前述のように明に対しては脅威を感じなかった江戸幕府も、新興の清に対しては脅威を感じており、清との衝突を避けるべく取られた政策である。この政策は薩摩藩側からの指示で開始したとされており、1649年には琉球側に対日関係の隠蔽の指示が出されていたことが確認されている。そしてもともとは薩摩藩の指示によって始まった日本との関係の隠蔽であるが、琉球側も同意して自ら隠蔽策を強化していく。
隠蔽政策は3つの柱で成り立っていた。まずは対日関係を隠蔽するという隠蔽政策そのもの。そして1609年の琉球侵攻後、琉球王国領から薩摩藩領となった奄美諸島をこれまで通り琉球王国領であると清側に認識させること。そしてやむなく清側に日本に関して触れる場合には、日本を「宝島」と称することである。宝島とは具体的にはトカラ列島のことを指し、琉球侵攻以前は琉球王国と薩摩藩との緩衝地帯であった。琉球側は清に対して、かつて琉球は日本のみならず朝鮮、東南アジア諸国と幅広く交易を行い、狭く痩せた土地しかない琉球では賄えない産物を得てきた。しかし諸外国との交易が途絶えてしまう中、日本の属島であるトカラ列島の商人が来琉して不足している産物をもたらしてくれるようになったので、琉球の人々はトカラのことを宝島と呼んでいると説明するようになった。
当時、対日関係の隠蔽が問題となるのは、後述の冊封使来琉の場合と、琉球人が清に漂着した場合、逆に清の住民が琉球に漂着した場合となる。琉球王国では琉球人の清への漂着時、逆に清からの漂流民に関するマニュアルが作成された。もちろん来琉する薩摩藩の関係者が海難事故に遭って清に漂着することも考えられるわけで、その場合のマニュアルも想定される事態に即して策定された。例えば薩摩藩側の船に少数の琉球人が乗り合わせた船が清に漂着した場合には、琉球人を日本人と化するようマニュアル化されており、実際に漂着時に月代を剃り、日本名を名乗って清側の当局者に対応したケースが確認されている。
一方、中国または朝鮮から琉球王国、そして建前上は琉球王国領とされた奄美諸島に漂着した場合には、基本的には乗って来た船が修理をすれば自力航行が可能であれば修理の上で帰国させ、無理である場合には公的ルートで送還された。1609年の琉球侵攻後、1684年の清の海禁解除までは琉球は漂着民を長崎へ回送し、長崎から帰国させるという江戸幕府のシステムに則って処理されていた。これは海禁政策のもとでは琉球への漂着民は違法に海に乗り出した人々であり、本国送還されたところで漂着の事実を話さないことが期待できたためであった。ところが海禁が解除されてしまうと合法的な漂着民が琉球に流れつくようになる。1684年には清側から琉球漂着民を保護、送還するよう清側から命じられたこともあって、琉球側は薩摩藩、江戸幕府に諮ることなく独断で進貢時や解送使を仕立てて清へ送還するようにした。薩摩側は琉球の独断による決定を厳しく指弾したものの、幕府ともども追認せざるを得なかった。なぜなら海禁が解除された後も長崎回送に固執すれば琉日関係の隠蔽は不可能であることは明らかなためである。ただしキリシタンの疑いがある漂着民や、南蛮船はこれまで通り長崎回航とされた。
琉球王国では領内に漂着民に関するマニュアルが周知、徹底されていた。実務的には漂着時には漂着民を収容隔離して住民との接触を最小限に抑えるとともに、日本を連想させるあらゆる事物の禁令が厳守された。また奄美諸島への漂着時に、日本船で琉球まで回航される場合には、船籍は宝島籍、乗組員は宝人と詐称することになっていて、奄美諸島内でも奄美用の漂着民対応マニュアルが周知、徹底された。また漂着民にキリシタンの疑いが無いか、漂着民相手に琉球側が密貿易を行っていないか等、薩摩藩の役人が見分を行うように規定されていたが、その見分も薩摩側が監視している事実を漂流民に悟られないように工夫された。
中国周辺の国家が冊封を受け入れた場合、冊封国に対して政策面の干渉は行わないのが慣例であった。清もまたこの慣例に従い、琉球への干渉は差し控えられていた。そのような中で実際問題として多くの冊封使が数カ月間の在琉期間中に日本の影を感じ取りながら、琉球との冊封関係が保たれている中での事実関係追及は不要であると、あえて深入りしようとはしなかった。
そして清に対する対日関係隠蔽政策は単に琉球王国の外交政策に留まらず、王国自体の基本理念の一つとして機能するようになる。対日関係の隠蔽については薩摩側を始めとした日本側からの協力もあった。隠蔽政策は清側には対日関係の隠蔽として働いたが、薩摩藩を始めとした日本側に対しては琉球王国の対中国関係への干渉を阻む障壁として作用することになる。その結果、琉球王国にとって二重の支配構造間における衝突のリスクを下げるとともに、中国側、日本側からも干渉され難い独自の裁量権が発揮できる場が形成され、ある程度琉球の自主性が確保されることに繋がった。しかしこの政策は琉球、中国、日本の三者関係を安定化させるには効果的であったが、19世紀半ば以降に問題となっていく欧米諸国との関係の調整、対応には多くの困難が生じた。

## 清代の朝貢、冊封について

### 琉球から清への遣使
琉球から清への遣使は、前述のように決められた間隔で派遣される進貢使の他、新皇帝の即位を慶賀することを目的とした慶賀使、冊封など中国皇帝から特別な恩恵を受けた後に派遣する謝恩使などがある。進貢使、慶賀使（進香使を含む）、謝恩使は正使らが上京して皇帝に拝謁することが出来たが、後の使節は上京を許されることはなく、福州で任務を遂行した。
琉球王国の役人の業務として国内の出張である「地下旅」、薩摩、江戸へ出向く「大和旅」、そして中国に行く「唐旅」という三種の旅役があったが、中でも唐旅が最も高い勲功とされ、通常、地下旅、大和旅を勤め上げた後に唐旅役の「渡唐役人」に任じられた。また渡唐役人以外の船長以下乗組員もまた、一定以上の乗船経験を積んだ上で中国へ向かう船の乗組員として採用されるシステムであった。
進貢使の正使は清代の1668年以降、琉球王国の日常政務を取り仕切る評定所下御座を構成する15名のメンバーの一人、御鎖之側が耳目官として務めることが定着した。慶賀使は進貢使よりも地位が高い国王の舅、王舅が正使となるのが通例であった。謝恩使については、冊封に対する謝恩の場合は三司官を務める王舅という他の正使よりも地位が高い人物が正使となったが、その他の謝恩の場合は進貢使の兼任が一般的で、その場合には正使を耳目官よりも地位が高い紫巾官とした。
明代の1475年、進貢船の定員は150名までとする規定が設けられ、その後1688年の尚貞の要請を受け、康熙帝は進貢船の定員を200名に増加することを認めた。200名への定員増加以降、2隻で編成された進貢船の一号船には約120名、二号船には約80名が乗船したが、その人員の配分は進貢時によって若干の違いがあった。また接貢船の乗員は約80名であり、1861年の接貢船の乗船名簿によれば乗船者は89名であった。
進貢船の那覇港出発前、そして帰還時にはそれぞれ上表渡、勅書迎という儀式が執り行われた。上表渡とは国王以下が参列する中で、琉球国王から中国皇帝への書状、「上表文」を進貢使に渡す儀式であり、首里城で行われた。上表文の内容はおおむね皇帝を称え、進貢を行えることについて感謝したものであった。勅書迎は那覇港に到着した皇帝の勅書、回賜品をまず輿に乗せて首里城まで運び、やはり首里城で国王と臣下が列席する中で勅書、回賜品を迎える儀式であった。琉球にとって朝貢、冊封によって中国との関係を維持していることは国家体制の保障となっており、安定して進貢が継続されること、そして皇帝からの勅書、回賜品を迎えることには大きな意味があった。

#### 中国における琉球の窓口、福州

福州柔遠駅（琉球館）

明は諸外国からの朝貢事務を管轄する「市舶提挙司」という専門の役所を設けた。1405年、泉州に「市舶提挙司」付属の来遠駅を設立して琉球からの使節に対応することにした。これは宋から元代にかけて、泉州が中国の中でも有数の貿易港であったためである。しかし明代に入ると泉州から福州へと港としての繁栄が移っていき、しかも福州の方が琉球からのアクセス、そして北京への進貢ルートを考えても利便性に優れていたため、15世紀前半の永楽年間には福州が琉球の主な出入国窓口となっていた。1472年には「市舶提挙司」が福州に移転し、それに伴って琉球使節の応対施設として懐遠駅が福州に設けられ、泉州の来遠駅は廃止となった。初期の懐遠駅には宿泊設備の他、朝貢品や商品の保管、検査用の建物、あと媽祖を祀る天妃宮などが設けられていた。この福州の懐遠駅は、万暦年間には書経からその名を取った柔遠駅と改名された。やがてこの福州の琉球使節の応対施設は、一般的には琉球館と呼ばれるようになっていく。
なお福州で琉球人は福州周辺までの外出は認められていたが、夜間外出、そして宿泊は禁じられていて、北京に進貢や慶賀のために赴く以外どうしても琉球館中心の生活となっていた。後述のように琉球館には様々な機能があり、そのため約200名が滞在できるようになっていた。
明代から琉球館には「存留在船通通事」と呼ぶ琉球側の役人が駐在していたことが知られている。明から清への王朝交替期を経て、1680年以降は琉球館に駐在する琉球王国の役人の名称は「存留通事」という名称が固定化する。この「存留通事」の業務は琉球と中国との関係の調整や中国情報の収集、分析、中でも19世紀半ば以降は中国における欧米諸国の動静の収集や交渉など、いわば大使館的な業務とともに、琉球使節の日常活動に関する業務、そして朝貢貿易に関する事柄についても対応することがあった。しかし大使館的な業務を行っていたとはいえ、琉球館にはいわゆる外交特権のようなものは適用されておらず、敷地内には武官を含む中国側の役人が常駐しており、中国側の管理下に置かれていた。

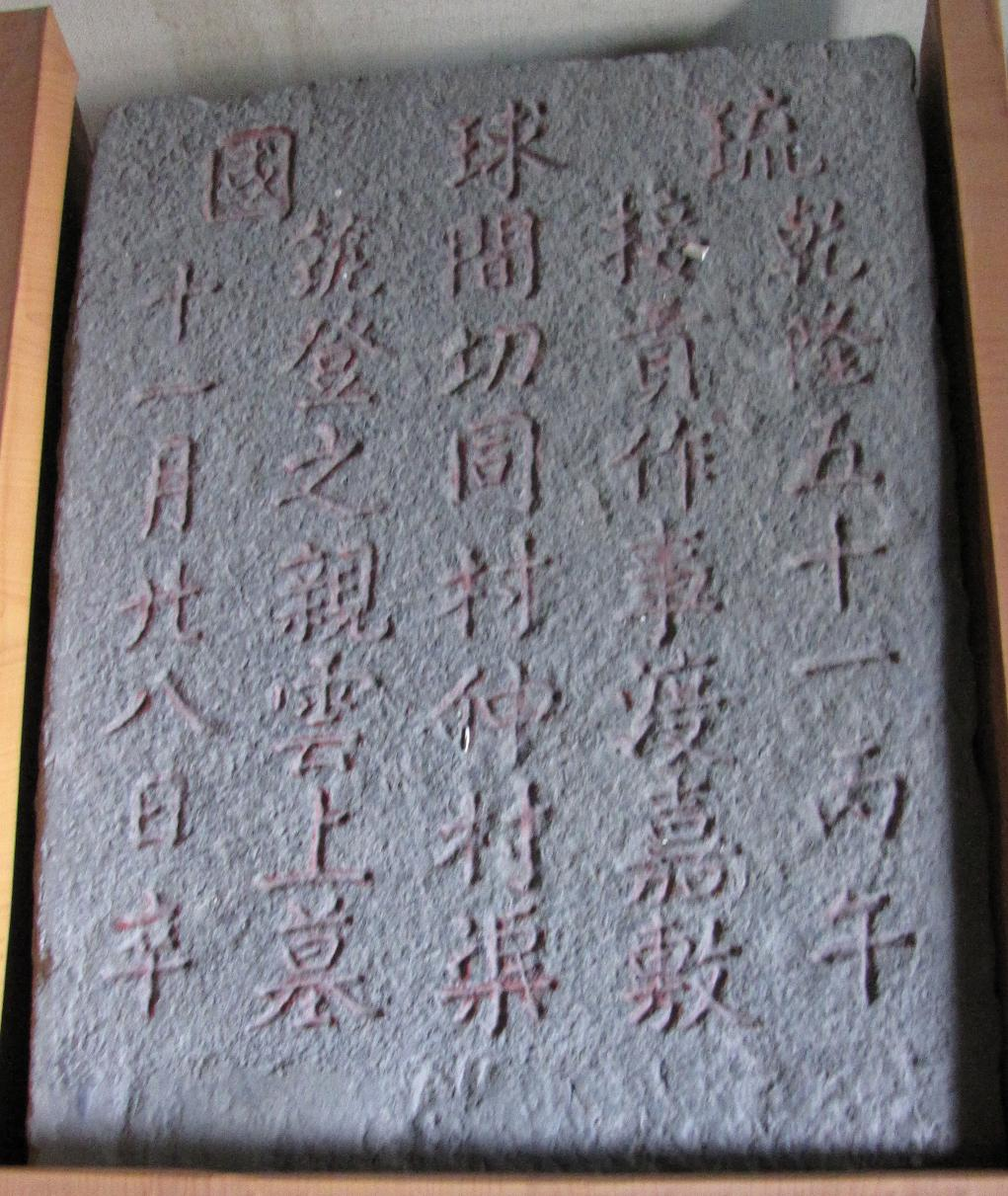
福州の琉球人墓碑銘

琉球館には中国側のスタッフも働いていた。通訳兼琉球と中国側との交渉の一翼を担っていた土通事である。明代においては土通事はさほど重要役割を持っていなかったが、明清交替期の混乱下において、謝必振が琉球と中国側との関係円滑化に大きく貢献して以降、清代は中国側との交渉時に仲介役を果たすようになった。特にアヘン戦争後の18世紀半ば以降に欧米諸国からの圧力を受けるようになってからは、琉球側からの陳情や対欧米人対策要請に関する文書の作成、そして対欧米諸国との直接交渉などに深く関与し、琉球王国にとってより重要な人材となっていった。
他の琉球館の役割としては、まず琉球と中国との朝貢貿易の拠点となっていた。その他、琉球から中国に私費で留学し、数年間福州で学問や技術を学ぶ「勤学人」と呼ばれる人たちの滞在場所、そして中国大陸に漂着した琉球人の収容施設、中国で客死した琉球人の慰霊施設としても機能していた。つまり大使館的な機能プラス貿易センター、留学生センターそして漂流民収容施設、客死した琉球人の慰霊施設という実に多目的な使われ方をしていた。この琉球館の管理運営費や食費等は基本的に中国側の負担であり、また中国大陸に漂着した琉球人の琉球館までの移送費や生活費も中国側が負担した。

#### 中国での朝貢貿易

##### 進貢について

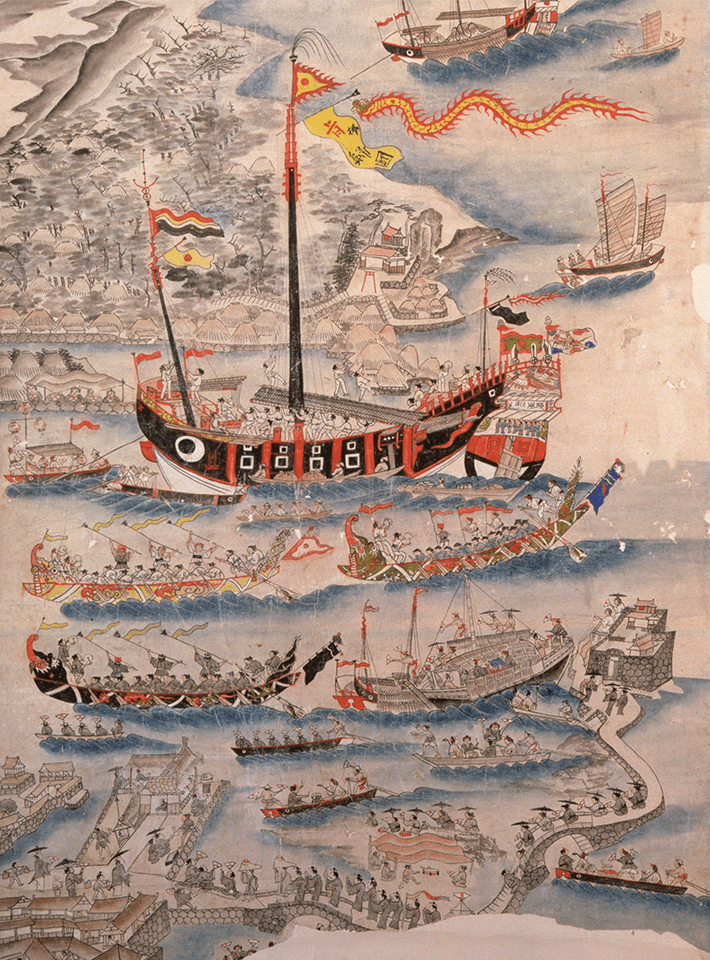
琉球の進貢船

中国への進貢は、これまで述べてきたように洪武帝が琉球を招諭してから1475年までは事実上制限が無かった。1475年から1506年までは二年一貢、1507年から1521年までの間、いったん一年一貢に戻るものの、1522年には二年一貢となる。そして薩摩藩による琉球侵攻後、1612年には十年一貢、そして1622年に五年一貢となり、1634年には二年一貢が復活してその後1874年の最後の進貢まで継続する。そして1689年以降、二年一貢の間の年に接貢船の派遣が定例化する。
なお進貢時、各国は決められた朝貢品を献上することになっている。この決められた朝貢品のことを常貢品と呼ぶ。明代、琉球の常貢品は馬と硫黄であった。17世紀に入るとヤコウガイが加わり、清代に入ると馬、そしてヤコウガイが外れて銅と錫が加わり、最終的には硫黄、銅、錫が常貢品となった。なお、硫黄は琉球国内の硫黄鳥島で産出するものの、銅と錫は琉球では産せず、薩摩藩を通じて確保するしかなかった。1793年には薩摩藩側から銅の入手が困難となったため、量の削減ないし常貢品の品替を求めてきたものの琉球側が押し返している。
朝貢品には常貢の他に、慶賀使などが持参する特別の朝貢品もあった。明代の特別の朝貢品には刀、扇など日本との交易品や、胡椒、象牙などといった東南アジアとの交易で入手した品であったが、16世紀半ば以降は屏風紙や芭蕉布といった琉球の産物となっていき、清代になるとそれが定着する。
進貢に対して中国側からはお返しに当たる回賜品が贈られる。回賜品の中心は絹織物であり、明代は国王には皮弁冠服が下賜されたが、他は布地であった。その他大統暦や明代初期には船舶も下賜された。清代に入ると国王にも既製服と冠の下賜は無くなり、布地の下賜となった。下賜される布地は宮廷用の高級絹織物であったが、清の国力が衰えた19世紀の同治年間になると、規定通りの布地の下賜が困難となって質が劣る布地を代わりとすることが一般的となった。ただ、いずれにしても基本的には進貢品よりも回賜品の方が高価であった。

##### 琉球館での貿易
進貢、謝恩、慶賀いずれの場合においても、琉球側は清の皇帝に貢物を献上し清の皇帝からは回賜品が贈られた。つまり貢物の献上と回賜品の贈与は一種のバーター取引であった。その一方で琉球側は進貢船や接貢船などに大量の商品や金品を積み込んでおり、清側の監督のもと福州の琉球館で貿易を行った。つまり琉球の朝貢貿易は貢物の献上に対する回賜品の贈与を受ける形式と、清側の監督のもと福州の琉球館で行われる貿易という二つの方法で行われた。
進貢、接貢以外の謝恩、慶賀という機会も、琉球側によって福州の琉球館での貿易の機会となった。そればかりではなく、琉球に漂着する清国人の送還を名目とした解送使の派遣時もまた、格好の貿易チャンスとなった。19世紀の嘉慶、道光期になると解送使の派遣がしばしば行われるようになった。これらの福州の琉球館で行われる貿易は、清側は輸出入とも関税をかけず、琉球にとって有利な条件であった。
輸出入に関して関税をかけることはなかったが、清側は琉球との朝貢貿易の統制は怠らなかった。まず輸出禁止品のチェックが行われた。例えば武器本体や硝石のような兵器の原料となるような物品、そして銅及び銅製品等が輸出禁止であった。銅は清代、消費量に対して産出量が少なかったためである。しかし1744年に福建製の銅製消防用消火ポンプの輸出が認められるなど、状況に応じて特別許可が下りることもあった。また琉球側が持ち込む商品、金品にも統制が加えられた。清側は朝貢貿易において琉球側が持ち込む商品、金品についての総量規制は行わず、琉球側からの申告のみで済ませていた。しかし1747年、琉球側の申告を遥かに上回る商品、金品が持ち込まれていたことが問題視され、以後、清側による査察制度が導入された。しかしその後も清側への申告を上回る量の商品、金品が持ち込まれ続けたと推察されている。
琉球の朝貢貿易に対しては日本側からも統制を掛けられた。まず幕府から規制を掛けられるようになった。1681年の海禁解除後、清からの貿易船の来航が激増して金銀の大量国外流出が始まったことに危機感を抱いた幕府は、貿易制限に舵を切った。そのあおりを受けて1687年以降、琉球の朝貢貿易に総量規制が設けられることになった。しかし渡唐役人そして船長以下乗組員には、貿易業務に対する意欲の向上を図るために一定程度の交易活動が許可されており、主に渡唐役人、乗組員による交易活動の中で幕府、薩摩藩側の規制をかいくぐるような形の密貿易が行われるのを食い止めることは出来なかった。また進貢船等の渡唐役人そして乗組員は私貿易によって多くの利益を得ることが期待できたため希望する者が多く、乗員に割り振られた船内スペースそのものが売買、投機の対象となるほどであった。
1630年代以降、琉球の朝貢貿易の元手となる銀の多くは薩摩藩側によって用立てられた。また17世紀末頃から主力輸出品となっていくフカヒレ、昆布、干アワビ、鰹節といった海産物もまた、薩摩側の手によって琉球にもたらされた。常貢の銅、錫の調達を薩摩藩を通じて行っていたことを含め、琉球は薩摩藩側の援助協力無くしては朝貢と朝貢貿易が維持できなくなっていた。薩摩藩は琉球の対清貿易に関与して利潤を得るように努めたが、19世紀に入るとより統制が強められ、薩摩藩が直接、琉球を通じて入手した中国商品を販売する体制を強化していく。
進貢船、接貢船などによって福州の琉球館に持ち込まれた品物は、清側の監督のもとで琉球館内で取り引きされた。一方琉球館には許可を得た商人たちによって中国製品が持ち込まれ、琉球側によって持ち込まれた銀などによって購入された。商取引は活発に行われ、琉球からの進貢船が到着すると福州の町に活気が溢れるようになったとの言い伝えも残っている。
琉球側が福州館で買い付けた品物は、当初は生糸、織物が重要視されていたが、清国内での生糸、織物の価格高騰や輸出制限、そして日本国内での生産、流通の本格化によって18世紀に入ると低迷するようになり、変わって薬種が主力輸入品となっていく。薬種などの輸入品は琉球国内で消費される分を除き、薩摩を通じて日本国内に流通していった。薩摩藩は輸出入品に対して統制をかけて貿易利益の追求に努め続けたが、完全な把握は不可能であり一部は抜荷、密貿易の形で輸出品は清側に、そして輸入品は薩摩藩側の手を経ることなく流通した。そして薩摩藩の手を経た琉球経由の中国産品の一部もまた、正規ルートを経ることなく闇で流通していた。
19世紀に入ると琉球の朝貢貿易は大きな問題を抱えるようになった。まず清の国力低下につれて海上の治安が悪化し、進貢船が海賊に襲われて積荷が奪われる事態が増加した。そして経済活動が活発化していくのにもかかわらず、琉球館の朝貢貿易の様々な規制は改善されなかったため、貿易発展の阻害要因となっていく。更には琉球側は進貢時に福建の官吏に金品を贈ることが常態化するなど、官吏による汚職や非効率などといった弊害も顕著になりつつあった。

#### 北京での進貢

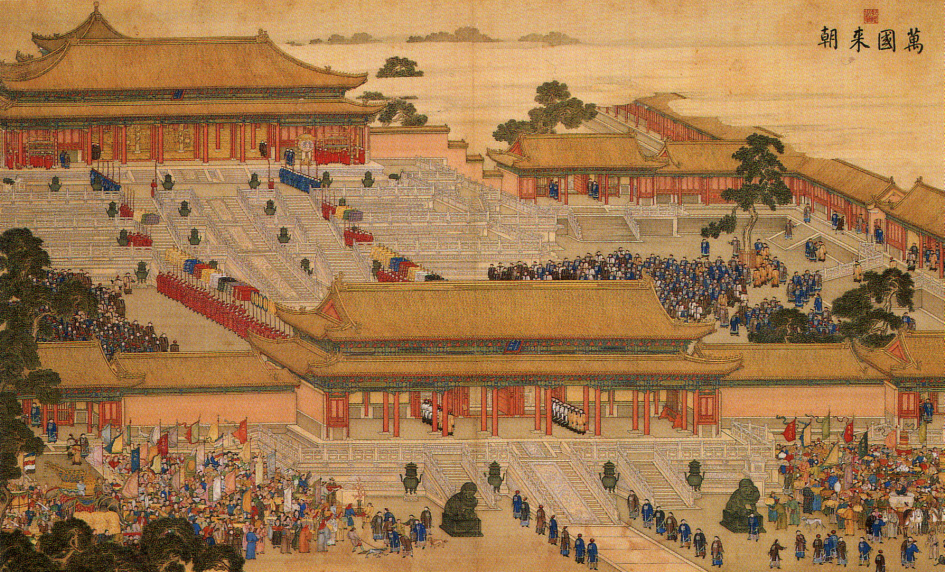
北京紫禁城の太和殿で行われた「萬國来朝」の情景。18世紀乾隆年間のもの。

通例、10月の初め頃に福州に到着する進貢使は、到着後しばしの休養の後、進貢使ら約20名のメンバーで北京へ向けて出発する。出発前、福州の当局者は上京組を餞別する宴席を設けるのが慣例となっていた。規定では進貢使らは北京に12月20日までに到着しなければならなかった。これは元旦に行われる皇帝への拝謁式に参列するためである。天下万民が皇帝を宗主として慕い、清の天下が太平で揺るぎのないものであることを示すために、冊封国からの使節は元旦に行われる朝賀に出席するよう定められていたのである。
福州から北京までは約3000kmある。3000kmの道のりを10月初めに出発して12月20日までに北京へ到着するとなると、道中に何か事故が起きると当然、期限に間に合わない事態も発生する。清の初期から乾隆帝の1769年まではは福州の官吏が一名、進貢使一行に同行する形であったが、1769年は期限に間に合わず、年を越してから北京に到着するという事態が発生すると、乾隆帝は福州側の官吏とともに行程中の各省においても進貢使の護送のために人員を随行させるように命じた。
なお、19世紀半ば以降の咸豊、同治期は、新年以降に北京に到着するようになり元旦の朝賀には参列していない。これは太平天国の乱やアロー戦争等の影響を受けて北京へ向かう行程に支障があったためである。また三藩の乱の時期に当たる1674年、1676年には進貢が出来ず、そして1860年と1862年は上京出来なかった。
北京へのルートは清当局によって指定されていた。琉球の進貢使の場合、陸路、そして大運河等を使用する水路があった。現実問題として指定ルートが使えない場合も起きる、その場合、許可を得た上で通常とは異なるルートを取ることもあった。なお、少なくとも往路に関しては通常は陸路を進んだ。それは12月20日までの北京到着という期限が定められているため、陸路よりも遠回りとなる上に、冬季の凍結、そして渇水の影響を受けることが多く、しかも混雑することも多かった水路よりも陸路の方が到着期限を守りやすかったためである。
北京には外城の広寧門から入城した。入城時は担当者の出迎えを受け、各国からの朝貢使節の宿泊施設である会同館へ案内される。会同館に着くと使節一行に衣服と日用品が支給された。前述のように北京到着は基本的に12月20日前であり、厳冬期用の衣服は必需品であった。北京滞在中は食料品も配給され、コックやハウスキーパーも派遣された。進貢使ら高位の使者が外出する際には馬車が配車された。北京への往復、そしてこれら北京滞在時の費用は全て中国側持ちであった。
進貢使が予定通り12月20日までに北京に到着すれば、正月の祝賀行事に参列することになる。正月行事のハイライトはもちろん元旦に行われる皇帝への拝謁である。元旦、皇帝は紫禁城の正殿である太和殿で、清朝の官吏そして外国使節の拝謁を受ける。また元旦以外にも万寿節と呼ばれた皇帝の誕生日、そして冬至にも拝謁式が行われ、琉球の進貢使も北京に滞在している場合には参列した。
進貢使は節目節目で宴席に招かれた。北京に到着するとまず担当部局から「下馬宴」、正月や万寿節など皇帝への拝謁を行った後は皇帝が宴席を設け、進貢使をもてなした。皇帝の宴席では使節に賞賜品を賜った。そして進貢を終え、北京を離れる際にも担当部局が「乗馬宴」の宴席を設けることになっていた。

### 冊封使来琉時の対応

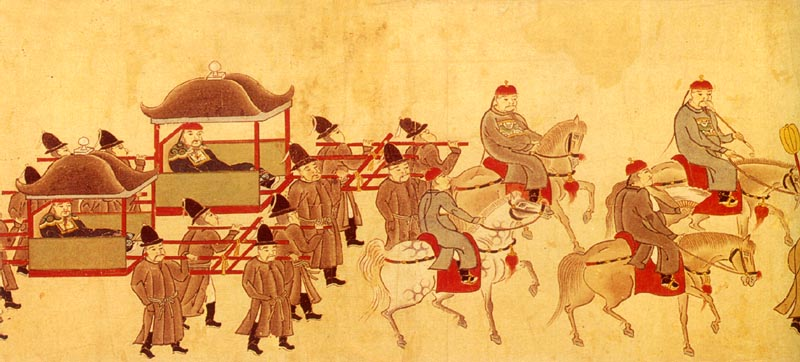
琉球における冊封使の行列

清代においては、琉球側から請封があると皇帝が冊封使の人選を命じた。皇帝が求める冊封使人選の基準は学識の深い重厚な人物とされ、清代は8回冊封使が琉球へ派遣されたが、正・副計16名の冊封使のうち13名が進士であり、うち科挙でトップの成績を取った状元も2名いた。ちなみに清代は明代と較べて冊封使の人選を慎重かつ丁寧に行ったとされている。冊封使は皇帝の代理人として琉球で冊封儀式を執り行うため、それに相応しい衣服や黄蓋（黄色の傘）、龍旗（龍を描いた旗）などが貸与され、亡くなった前国王に対する皇帝の弔辞、そして国王に封じる詔書などを琉球へ持参した。

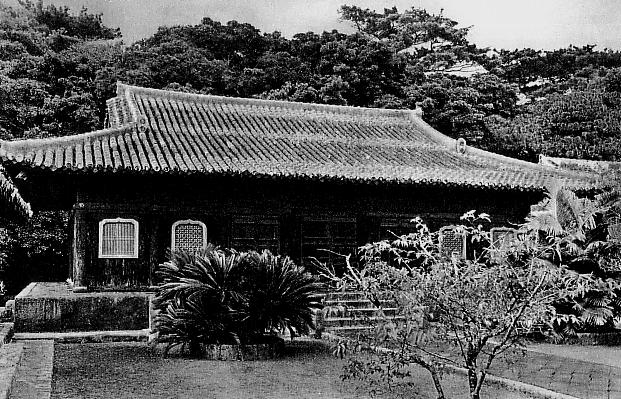
亡くなった先王の論祭礼が執り行われた崇元寺

明代から清で最初の派遣であった1663年の冊封使までは、福州で新たに船を建造して琉球へ向かった。そのため船の完成まで冊封使は福州でかなりの長期間、待たされることになった。特に明代後半には官僚の腐敗が目立つようになって、冊封使が乗船する船の建造費用の流用という問題が発生し、福州の当局者と冊封使との間でしばしば揉め事が起きた。清代になると冊封使は船を借り上げて琉球へ向かうことが通例となったが、船主に賃船料を支払わない代わりに琉球へ商品を持ち出す許可を与えていた。冊封船の乗組員や駕籠かき、銅鑼叩き、ラッパ吹きなどといった随行員の多くの正体は福州の商人たちであった。彼らが個人的に冊封船に商品を持ち込んだことはいうまでもない。
冊封使が琉球で行う主な儀礼としては、迎詔儀、論祭礼、冊封礼、謝恩儀などがあった。まず国王とその臣下たちは、冊封船が到着するのを那覇港で出迎えた。到着すると那覇港で皇帝の詔勅の到着を歓迎する迎詔儀が執り行われた。続いて皇帝の代理として故国王を祀る論祭礼が崇元寺で行われた。論祭礼の終了後すぐに冊封礼の準備に取り掛かった。

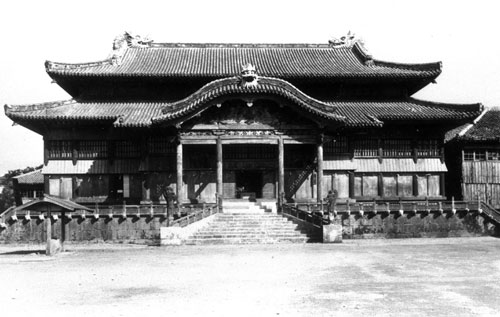
多くの冊封儀礼が執り行われた首里城

冊封礼を迎えるにあたり、冊封使一行が通過する道路は花綱で飾り立てられた。冊封詔書、皇帝からの下賜品は龍や花綱で飾られたみこしに乗って、大勢の見物人が見守る中で宿舎の天使館から首里城へと向かった。首里城で出迎えた国王や臣下たちは、まさに皇帝が首里城に入城するがごとく冊封詔書、皇帝からの下賜品に対して三跪九叩頭の礼を行った。それから音楽が奏でられる中、冊封儀礼が執り行われた。儀式の中核は皇帝から琉球国王に封ずる旨の詔書の朗読である。国王以下は跪きながら朗読を聞き、終了後は皇帝に感謝の意を込めて三跪九叩頭の礼を行う。この時点でこれまで公式には世子であったものが、皇帝から国王に封じられたことになった。その後に行なわれる下賜品の授与時にも国王以下は皇帝に感謝の意を込めて三跪九叩頭の礼を繰り返す。なお詔勅は規定によれば中国に持ち帰ることになっていたが、琉球国王は国の宝とすべく手もとに置きたいとの要請するようになっていた。そしてこれまでの詔勅をきちんと保存していることを冊封使に示すと、国王の要請は認められ、詔勅は琉球側に手渡された。そこで国王はまた感謝の意を込めてひれ伏すのである。詔勅を琉球側に渡す習慣は明代からのもので、これが冊封礼の最後の儀礼であった。そして後日、国王や臣下たちが首里城内で皇帝が居る北方に向かい感謝の意を表す謝恩儀が行われた。

#### 冊封使節による貿易とその影響
冊封使が琉球へ向かう際には皇帝からの下賜品を携行した。これも冊封貿易の一環と言えるが、冊封使の随行員たちもまた中国産品を持ち込み、琉球で交易活動を行った。冊封のたびに琉球に持ち込まれる商品の量は多く、琉球王府の重い負担となってのしかかった。持ち込まれた荷物は生糸や織物類、漢方薬の薬草類、書画書籍、工芸品など多岐に渡った。
1719年の冊封時は、通常の取引では大量の商品が売れ残ってしまった。売れ残った商品は結局琉球王府が買い取らなければならなくなったが、この買取価格を巡って琉球側と中国側とで深刻な対立に発展した。結局琉球側は蔡温を調停役として立てて、琉球側の主張する買取価格に上乗せする形で決着がついたが、買取費用捻出のために琉球王府は民間から銀のかんざし、はたまた銅や錫の食器類までも強制供出させて何とか急場を凌いだ。
琉球側としても中国側から吹っ掛けられないように、事前に福州で商品価格の調査等、市況の実地調査を行い、更には琉球側と中国側の銀のレートについての調査も行った。その一方で商品の琉球国内での価格については、出来得る限り情報が冊封使一行に伝わらないように心がけた。そして後には中国側に持ち込みを歓迎する品目や、逆に歓迎されない品目について事前に情報を伝えるようにもした。しかし実際問題として1719年ほどではないにしても、琉球側と中国側との間で商品の評価価格に差が出てしまい、トラブルになるのは避けられなかった。
しかし全ての冊封使が持ち込み品物の押し売りをして琉球側を困らせていたわけではない。1800年の冊封使の趙文偕らは、一行の荷物持ち込みを制限して琉球側の負担を減らすように気を配った。後述のように趙文偕らは琉球側の過剰ともいえる接待についても簡素化を求め、費用の節減に努めた。
そしてもちろん冊封使一行の帰国時も、冊封船を空にしていたわけではない。琉球側が用意していた主に昆布、アワビ、ナマコなどという海産物を購入し、大量に積み込んだ上で帰国の途についた。

#### 念入りな接遇
琉球に滞在中の冊封使は、琉球側からの手厚いもてなしを受けた。前述のように冊封使は総勢約500名という大勢である上に、約140日から250日という長期間、琉球に滞在した。琉球では国王が冊封使に対し、亡き前国王を祀る儀式である論祭終了後の論祭の宴に始まり、冊封後の冊封の宴、その他中秋や重陽に催す宴など、計7回の宴席を設けることになっていた。
琉球側は冊封使を迎えるに当たって、数年前から首里城周辺の景観の整備、修理を行っていた。そして天使館と呼ばれた冊封使一行の宿泊施設もきちんと整えた。そして冊封使滞在中は季節の花々を首里まで運び込むような手配も行った。
1866年の尚泰冊封時、琉球国王が設けた宴席で出されたメニューが残っている。冊封使に対しては第一膳から第五膳に至る全49品の料理の中には、燕の巣のスープ、スッポンの姿蒸しなどがあり、その他、フカヒレ、アワビ、ナマコ、大ハマグリ、鹿筋を用いた料理など、豪華な酒食が供せられた。前述の1800年に琉球に派遣された趙文偕らは、このような琉球側の厚遇に対してその負担を慮って、待遇の簡素化など経費削減を求めている。
実際、大勢の冊封使一行が長期間琉球に滞在し、しかも手厚いおもてなしを行うわけなので、琉球側の負担は多大であった。その上、前述のように冊封使一行が持参する中国製品の買い入れも行わねばならなかった。そのため琉球側は冊封使の来琉する数年前から、経費を捻出するために様々な施策が取られていた。例えば1866年の尚泰冊封の数年前には、冊封用の臨時税が課せられた。また冊封のための資金献納も働きかけられていた。19世紀以降、琉球では一定以上の金額を献納すれば士族に取り立て、より多額の金額を献納すれば譜代の士族とするという、いわゆる売位を行っていた。この売位に関する記録は1800年の尚温冊封時から見られるようになり、その後の尚灝、尚育そして尚泰冊封時にも盛んに行われ、琉球王府は献金者に士籍、譜代の家譜を濫給するようになっていた。このように費用の捻出に努めたものの、自力では全額を賄いきれずに薩摩藩から資金を借り入れているのが常であった。

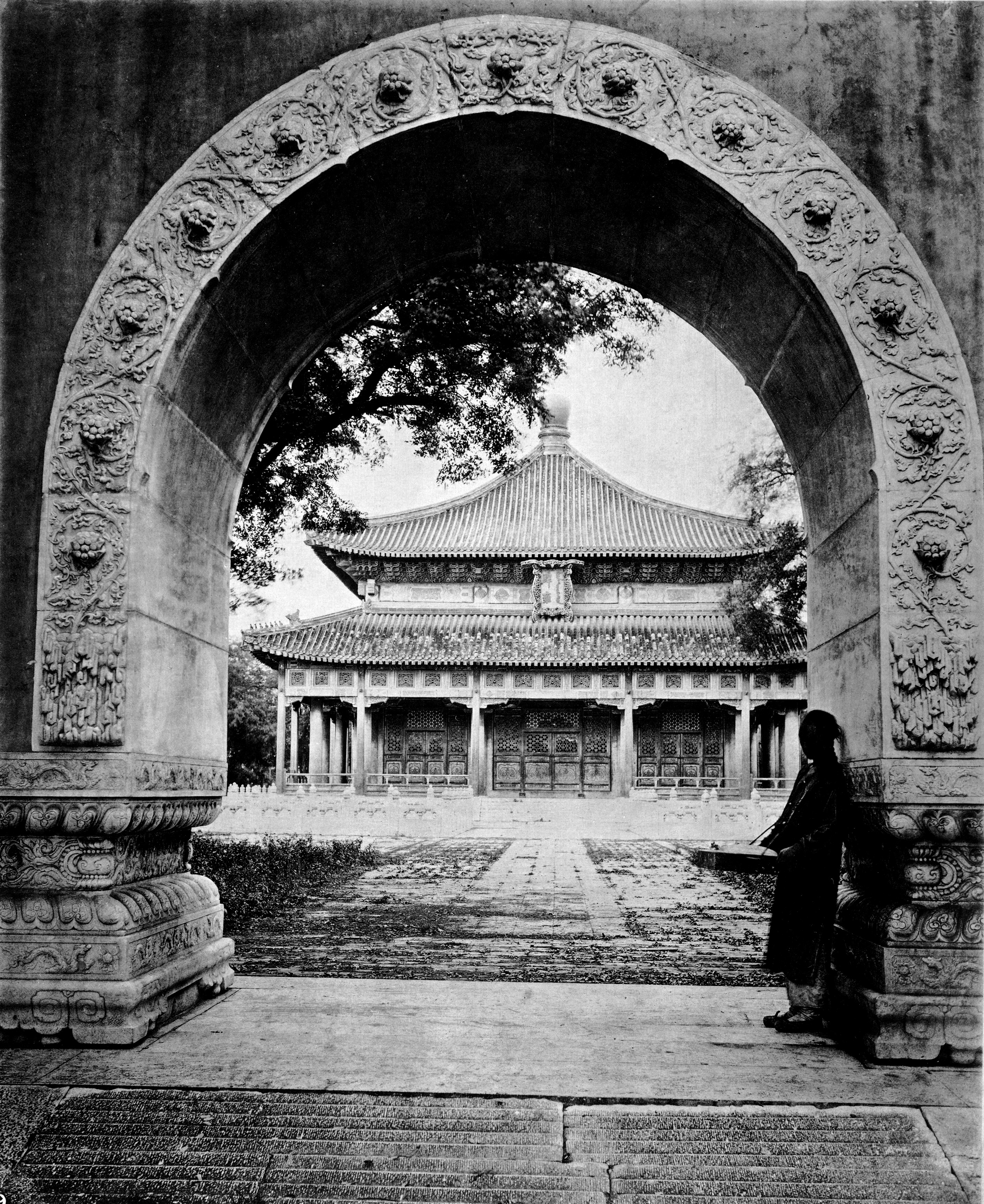
琉球からの留学生も学んだ北京の国子監

清当局も冊封使を迎える琉球側の負担に配慮を見せなかったわけではない。冊封使は一行に宗主国としてはずかしくない言動を取るよう、在琉中の様々な禁止事項の指示を行っていた。そして1838年の尚育冊封時には道光帝に冊封使一行が琉球に持ち込む中国製品の買い入れで、琉球側が難渋している実態を訴えるとともに、冊封使一行が中国製品を持ち出すことを禁じるべきであるとの上書がなされた。この上書を受けて道光帝は私的に中国製品を琉球に持ち込んで買い取らせ、琉球側を苦しめることは中国の礼儀に反すると指摘して、陋習を改めるよう命じたものの、効果は見られなかった。
一方で冊封使の来琉は中国と琉球との文化交流の場ともなった。冊封使は琉球滞在中に碑文等の揮毫を行い、また一行内で文化に関心のある人々は、琉球の人々に詩文や音楽、そして医学などの教授を行った。1808年の冊封使は琉球では詩文、そして書を求められることが多いため、使節に詩文、書に長けた人物を入れるべきとの報告がなされている。そして明代以降の冊封使の多くは丁寧かつ多岐の内容に渡る琉球冊封時の報告書を遺しており、これらの報告書は琉球と中国との交流を示すとともに、重要な歴史資料として活用されている。
また清代では冊封使をもてなす7回の祝宴の中で最終宴席である望舟の宴の席上、琉球国王は冊封使に対して北京の官学である国子監に留学する官生の派遣を要請し、認められる慣例であった。国子監での留学年限は3年であり、儒教を中心としたカリキュラムが組まれていた。費用面については勉学のみならず衣食住といった生活面に至るまで全てを清側が持った。帰国後の留学生は琉球の国政で活躍し、また琉球国内での儒学の発展、普及に貢献した。

#### 冊封の準備
薩摩侵攻以降、琉球に冊封使を迎える琉球当局は、民間に対して様々な統制を行った。これは前述の琉日関係の隠蔽とともに、薩摩側に清との関係の深さを見せつけて、琉球は清の属国でもあることを認識してもらう必要性があったためである。そのためにも清に琉球が忠実な冊封国であることを示すことが重要であった。つまり冊封使滞在中は日本に関係した事物の隠蔽が図られ、冊封使の目に日本色が無い、中国風の文化、慣習下にある琉球の姿が映るように演出がなされた。
まず薩摩藩の在番奉行ら役人や商人たちは、冊封使の滞在中は首里や那覇から離れ、浦添間切の城間村に滞在するようにした。琉球当局は冊封使一行を城間村に近づけないように努力し、もし城間村のことについて尋ねられたら、年貢を納めに来た奄美諸島の責任者の宿がある等の説明をすることになっていた。その一方で薩摩藩関係者の滞在場所は首里、那覇から比較的近く、琉球と清との接触の情景を垣間見ることが出来た。つまり琉球としては薩摩側には琉球と清との親密な関係をアピールすることができた。
記録が残っている1866年の尚泰の冊封時の場合、冊封使を迎えるに当たって「冠船惣横目方」という臨時の役職が設けられた。この「冠船惣横目方」のもとで様々な施策、取り締まりが実行された。まず冊封使の到着前年、「冠船惣横目方」は47条に渡る「冠船付締方申渡条々」という統制令を公布する。「冠船付締方申渡条々」ではまず、誰もが礼儀作法を守り、守礼之国との名を汚さぬよう求めた。そしてまず正しい中国文化が行き届いている印として、皇帝が着用する黄色の衣服の禁止など、中国文化、習慣の徹底。言葉、衣服、書物等、日本風の風俗、物品の禁止。そして冊封使一行が持ち込む中国産品の評価貿易に関する禁令などが定められていた。この統制令に違反した場合、罰金や入牢等の罰則が科せられた。
これらの禁令を守らせるために当局は冊封使到着前年から見回りを開始した。「冠船惣横目方」は、冊封儀式の主役である冊封使や国王の警備も担当していた。警備には大勢の人員を要すため、他の部署や地方から応援を要請していた。また冊封使帰国後に中国人が琉球に居残らないよう、調査、監視する役割も担っていた。琉球は清や諸外国に対して琉球には遊女はいないと伝えていたため、冊封使滞在中は遊女を移住させ、移住先でも商売を行わないよう取り締まった。また遊女を移住させた関係上、冊封使一行の犯罪が多発することを懸念して、一般女性の行動や衣服に禁令を出した。
また冊封使一行が持ち込む中国産品の評価貿易に関しては、基本的に民間人が冊封使一行との商取引を行うことを禁じた。そして中国側に高い値段で中国産品を売りつけられることを警戒し、取引価格の情報が漏れないように情報統制を行った。しかし冊封使一行が身の回りの生活用品や食料などを全く購入出来ないというのはさすがに現実的ではなかった。そのため上層部やその従者には琉球側が必要な物品を用意し、それ以外は市場で物品の購入が可能となった。

## 一貢免除問題と四年一貢問題
1680年代、琉球からの進貢は2年ごとの二年一貢、そして進貢が無い年には接貢船の派遣が定着し、一方、清は琉球国王の冊封を冊封使を琉球に派遣する頒封で行うことが固まった。しかしその後も進貢が問題なく行われ続けたわけではない。主なトラブルとしては雍正期に持ち上がり、その後琉球側が対策に腐心し続けることになる朝貢の一回免除を命じられる一貢免除問題と、道光期に問題となった二年一貢から四年一貢への変更問題がある。

### 一貢免除問題

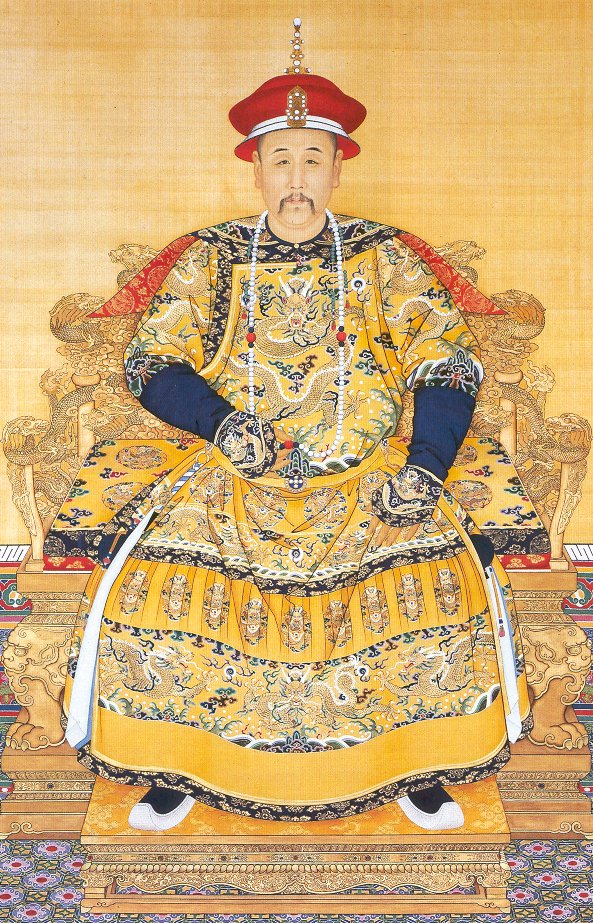
雍正帝は琉球の謝恩使を一回分の進貢とみなして一貢免除を命じ、琉球側の嘆願を認めることなく意志を押し通した。

1722年、康熙帝が亡くなり、雍正帝が即位する。中国の皇帝が亡くなり新帝が即位すると、琉球は慣例として亡き先帝を弔う進香使と新帝の即位を祝う慶賀使を派遣する。通例進香使と慶賀使は同時派遣であり、この時も合同で使節を組んだ。琉球は清の代替わりに際して、薩摩藩の協力を仰いで新帝雍正帝への貢物を整えていった。琉球側としては1719年に尚敬の冊封が行われたばかりであり、万一、清から雍正帝即位を知らせる使者がやってきたら、財政を圧迫することは確実であった。そのため琉球としては速やかな使者の派遣を求め、薩摩側も琉球側の懸念を認め、新帝即位に相応しい貢物の用意について協力をした。
新帝の雍正帝は琉球からの使者を厚遇し、慣例通りのもの以外に数多くの特別な下賜品、それに雍正帝直筆の扁額を琉球国王に下賜した。1725年6月、皇帝直筆の扁額など多くの下賜品を携えて帰国した使節を迎えた国王尚敬を始めとする琉球王府は、新帝の厚遇に対して謝恩使を送るべきであると判断した。これが思いもよらぬトラブルの原因となった。
1725年は2年ごとの進貢が行われる年ではなく、接貢船の派遣年度であった。琉球側はこの接貢船の派遣とともに謝恩使を送ることにして、薩摩側と協議の上で雍正帝への貢物を用意した。謝恩使の来訪を受けた雍正帝は琉球の真心を褒め称えた上で、自分としてはこれら貢物を受け取りたいとは思わないが、遠路はるばる持参してきたものを持って帰れとは言えないとして、その代わりに翌1726年の進貢を免除するとの決定を下す。この雍正帝の決定は琉球側に大きな衝撃を与えることになる。進貢と接貢はワンセットであり、1726年に進貢出来ないとなると翌1727年の接貢船も必然的に派遣できなくなる。つまり朝貢貿易が2年間出来なくなってしまうのである。
現実問題として琉球の1726年の進貢を差し止めることは無理であった。なぜなら1725年の謝恩使の貢物を1726年の進貢に充てよとの雍正帝の命令を、進貢船の出発前に琉球側が知ることは不可能であったからである。清側もそのあたりの事情は理解し、1726年は通例通りの進貢が認められたものの、今度は1728年の進貢を免除するとの話となった。1726年の進貢使は清側に進貢免除の取りやめを嘆願したが、認められなかった。しかし琉球は1728年に、雍正帝の一貢免除の命令を知りながら進貢船を派遣する。雍正帝は進貢使を追い返すことはせず受け入れたものの、改めて1730年の進貢の免除を命じた。雍正帝の固い意思を知った琉球側は薩摩側と協議して一計を案じた。1730年は接貢船を出さず、代わりに国子監での琉球留学生に対する謝恩等の名目で謝恩使を派遣しようとしたのである。しかし派遣前に接貢船も謝恩船も派遣の必要無しとの清側の意向が確認された。窮地に立たされた琉球側はいつもの進貢使よりも高位の人物を清に派遣して、一貢免除の取り下げを願うことになった。
三度自らの命令を無視された形となった雍正帝であったが、1730年の進貢使も追い返すことはせず受け入れた。しかしやはり今度は1732年の進貢を免除するとの命を下した。同じ事態が1732年にも繰り返された。やはり琉球は1732年も進貢を強行し、雍正帝はこれまでと同様に追い返すことなく受け入れはしたものの、1734年の進貢の免除を命じる。さすがにこれ以上雍正帝の命令を受け入れないのはまずいと判断した琉球側は、1734年の進貢は断念した。しかし1734年には慶良間諸島に漂着した朝鮮人の送還を名目とした解送使を派遣しており、琉球の朝貢貿易の空白は1735年の接貢船派遣の一年のみで済んだ。
その後雍正年間と同じような一貢免除問題が乾隆年間にも起きている。1744年と1758年は、1734年と同様に謝恩使の派遣後、乾隆帝に命じられた一貢免除を琉球側が飲まざるを得なかった。しかし謝恩使の派遣後という前例から判断して1789年に一貢免除の可能性が高まった際には、琉球は清側の関係者に工作資金を投入するなど強く働きかけた。結局、一貢免除の回避が乾隆帝の命で認められた。その後も新皇帝即位の慶賀使、冊封使の御礼や扁額の付与後などの謝恩使派遣後には、琉球側は一貢免除の決定が下されないように念入りに対策を講じ続け、嘉慶年間の1808年以外は一貢免除の回避に成功した。

### 四年一貢問題

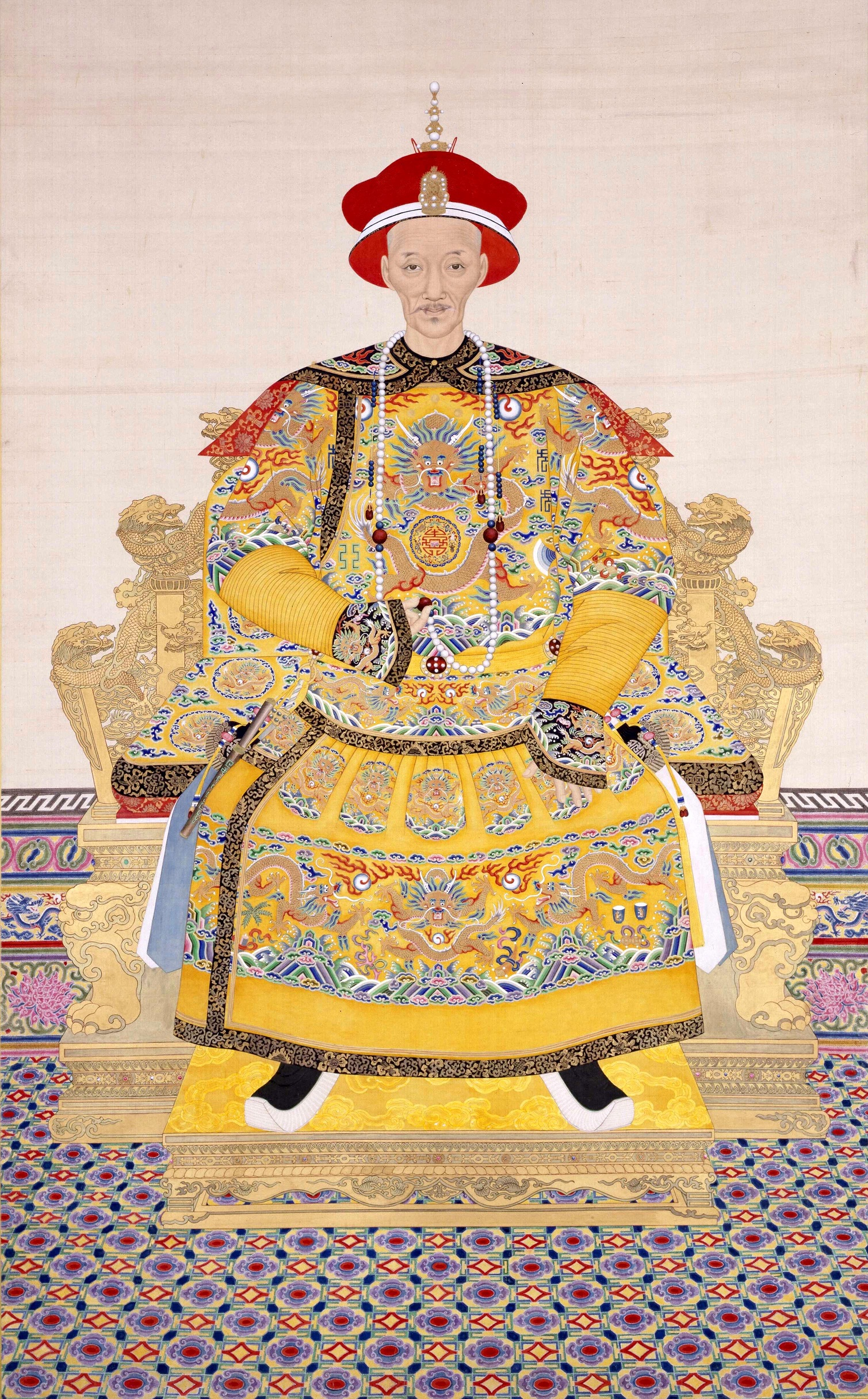
琉球側の嘆願が認められて撤回されたが、道光帝の四年一貢への変更命令は琉球に衝撃を与えた。

1789年以降、一貢免除問題は琉球側の対策もあって回避されるようになってきたが、19世紀の道光年間にはより深刻な問題が起きる。これまでの二年一貢から四年一貢への変更問題である。1839年、道光帝は琉球、ベトナム、シャムの三国に対し、四年に一度進貢を行う、四年一貢への変更を命じた。ベトナムはそれまでも実質的に四年一貢であり、シャムは三年一貢であったため、この道光帝の命令によって琉球が最も大きな影響を被ることになる。そのため琉球の朝貢間隔の変更を主目的とした命令ではないかと見られている。
道光帝の命令は翌1840年に琉球に届いた。琉球は事態の深刻さに驚愕し、薩摩藩と協議の上で四年一貢阻止のための陳情を行う使節団を、1840年派遣予定の進貢使とともに清に派遣することにした。琉球王府の摂政、三司官という首脳部から使節団に対して、二年一貢を守らなければ薩摩と琉球が利益を得ている朝貢貿易にとって大打撃となること。これまで長年維持され続けてきた二年一貢から四年一貢への変更は琉球の体面を汚し、清の徳化に浴する機会も減少すること。そして薩摩藩側も極めて重大な事態であるとの認識で一致していることが説明され、まずは福州の対琉球関係者らと内密に対策を検討するよう指示が出された。そして陳情使節団には薩摩藩の了承のもとで工作資金を持参させた。

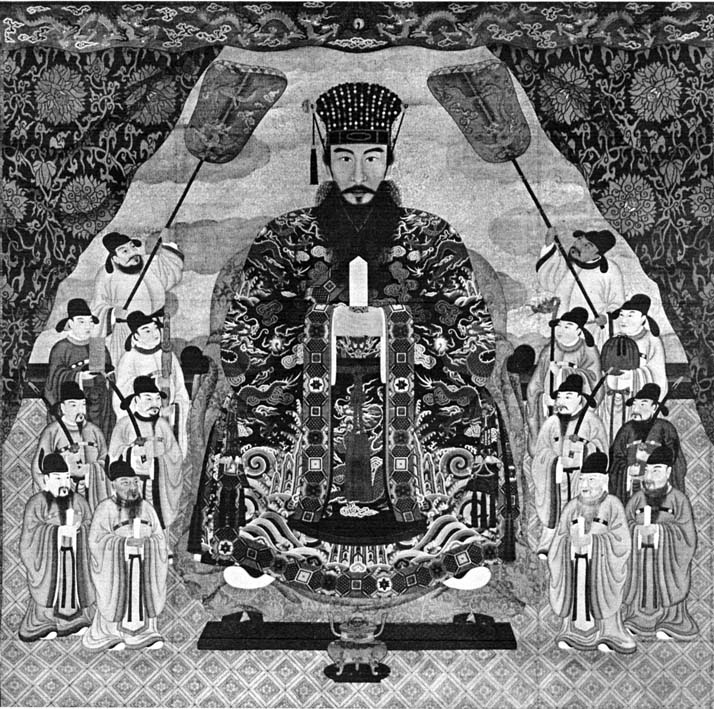
尚育は四年一貢問題、そして頻繁となった欧米人の来琉対策に苦慮する。

1840年11月に福州に到着した四年一貢阻止の陳情使節団は、福州の対琉球関係者に対して国王尚育からの書状を提出した。書状は清の徳化に浴しているからこそ琉球は成り立っていけるのであって、二年一貢から四年一貢への変更は死活問題であると訴えたものであった。国王の書状内では薩摩と琉球が利益を得ている朝貢貿易に大打撃を与えることになるという、いわば本音の部分については全く触れられなかった。福州側は陳情使節団に対して、まず道光帝の四年一貢の命令に反して進貢使を派遣してきたことを詰問するとともに、琉球側からの訴えを聞いた。琉球側は工作資金をばら撒くとともに、四年一貢阻止を強力に訴え続けた。
琉球側の陳情と運動により、福州の最高責任者であった呉文鎔を動かすことに成功した、呉は琉球側は誠意を持って従来の二年一貢の継続を訴えており、また海洋国である琉球との貿易によって中国では入手が難しい商品を手に入れていると、二年一貢の継続を求める琉球側に立った上奏文を作成した。現実問題として琉球側のみならず福州にとっても、進貢船と接貢船による琉球との冊封貿易の利益を毎年手に入れていたわけで、四年一貢への変更は痛手であった。呉文鎔が琉球側の意向に沿った上奏文を作成したとの情報をキャッチした琉球側は、更に北京の中央政府の官僚に対する陳情を行った。結局道光帝は1840年12月、前年の四年一貢を取り消し二年一貢の継続を認める命令を下す。この四年一貢阻止のための陳情活動はまさにアヘン戦争の最中に行われたものであり、その後琉球、清そして薩摩藩を始めとする日本も、欧米からの厳しい外圧に晒されていくことになる。

## 欧米諸国来琉の影響

### 欧米諸国、そして日本、清との関係

#### 徐々に強まる欧米諸国からの外圧
19世紀に入ると、イギリス、アメリカ合衆国といった欧米諸国の船舶がしばしば琉球を訪れるようになった。これは漂流してたまたま琉球に流れついたというわけではなく、意図的な琉球訪問であった。それでも19世紀前半期は、琉球当局はあえて欧米船の来訪を清側に伝えることはせず、その一方で日本側の異国船対応の幕命とされていた無二念打払令に従って強制退去を行うこともせず、丁寧な応対を心がけて退去を待つ方針に徹し、それで事態をやり過ごすことが出来ていた。
1832年、イギリス船のアマースト号が清当局の制止を再三振り切り、中国沿岸の測量を続け、その後朝鮮と琉球にも立ち寄った。清の道光帝はアマースト号の福州停泊時には、福州は琉球しか寄港を許しておらず、アマースト号の停泊は許すべきではないが、無理に追い出すことはせず船の修理を終えたら速やかに離港させるように命じている。アマースト号側は清、朝鮮そして琉球に対して通商を要求したが、ともに通商の要求は拒絶した。琉球に寄港したアマースト号の通商要求はさほど強硬なものではなく、琉球側の通商拒絶の回答を受け取った後に退去している。またアマースト号は那覇港で日本船を目撃し、日本人の船員とも接触していた。対欧米諸国との関係において日琉関係の隠蔽は最初から上手く機能しておらず、琉球の体制維持にとって大きな支障となっていく。
1840年にはアヘン戦争が始まる。戦後の講和交渉で大きな問題となったのが福州の開港問題であった。清の道光帝は広州、厦門、寧波、上海の開港については了承したものの、福州については冊封国である琉球船が入港する港であるとして開港を拒んだ。しかしイギリス側は福州が茶の集積地であることと、もともと琉球との貿易拠点であることを挙げて強硬に開港を要求し、一方で天津開港要求もちらつかせた。結局、対琉球関係に悪影響を与えかねないデメリットはあるものの、首都北京に近い天津を開港するよりは受け入れやすいということで、1842年に締結された南京条約において、やむなく福州開港を認めることになった。

#### 欧米諸国の野心と薩摩の思惑、清を頼る琉球
アヘン戦争以後、琉球側にとって事態は急速に悪化していく。まず欧米諸国の船が頻繁に来琉するようになった。琉球側としては急増した欧米船の来航によって、欧米船に無償供与する食料品、日用品の負担も急増して財政難の一因となった。より深刻な問題は欧米船が通商そしてキリスト教の布教を強く要求するといった、朝貢、冊封という琉球を支えてきた体制の根幹を揺るがすようになってきたのである。その上、イギリス、フランスそしてアメリカ合衆国は琉球を領土化する野心まで見せるようになる。
アヘン戦争終結後、イギリス政府はサマラン号を東南アジアから東アジアに派遣して、通商航海ルートの探査、測量を行なわせた。サマラン号は1843年末から翌1844年2月初めまで先島諸島で測量活動を強行し、1845年にもまた先島諸島の測量を繰り返した上で那覇港にも2回、寄港している。ところでアヘン戦争によって開港した福州にはイギリス領事館が設けられた。その福州の総領事から福州琉球館を通し琉球当局宛に、英琉両国の友好親善を願うとともに、測量船の活動に理解と便宜を図るよう要求する内容の書簡が手渡された。
福州イギリス総領事からの書簡と、サマラン号の先島諸島測量の報はほぼ同時に琉球王府に届いた。驚愕した王府はさっそく琉球王国全土に通達を出して異国船に対する厳重警戒を命じた。しかし那覇港に寄港したサマラン号の船長は、琉球来航が一過性のものではないことを言明した。琉球側はサマラン号の活動によって琉球がどれだけ困ったかを力説し、活動の中止を懇願したが、イギリス側の目的はまず通商関係の樹立であり、琉球側の懇願が聞き届けられることはなかった。

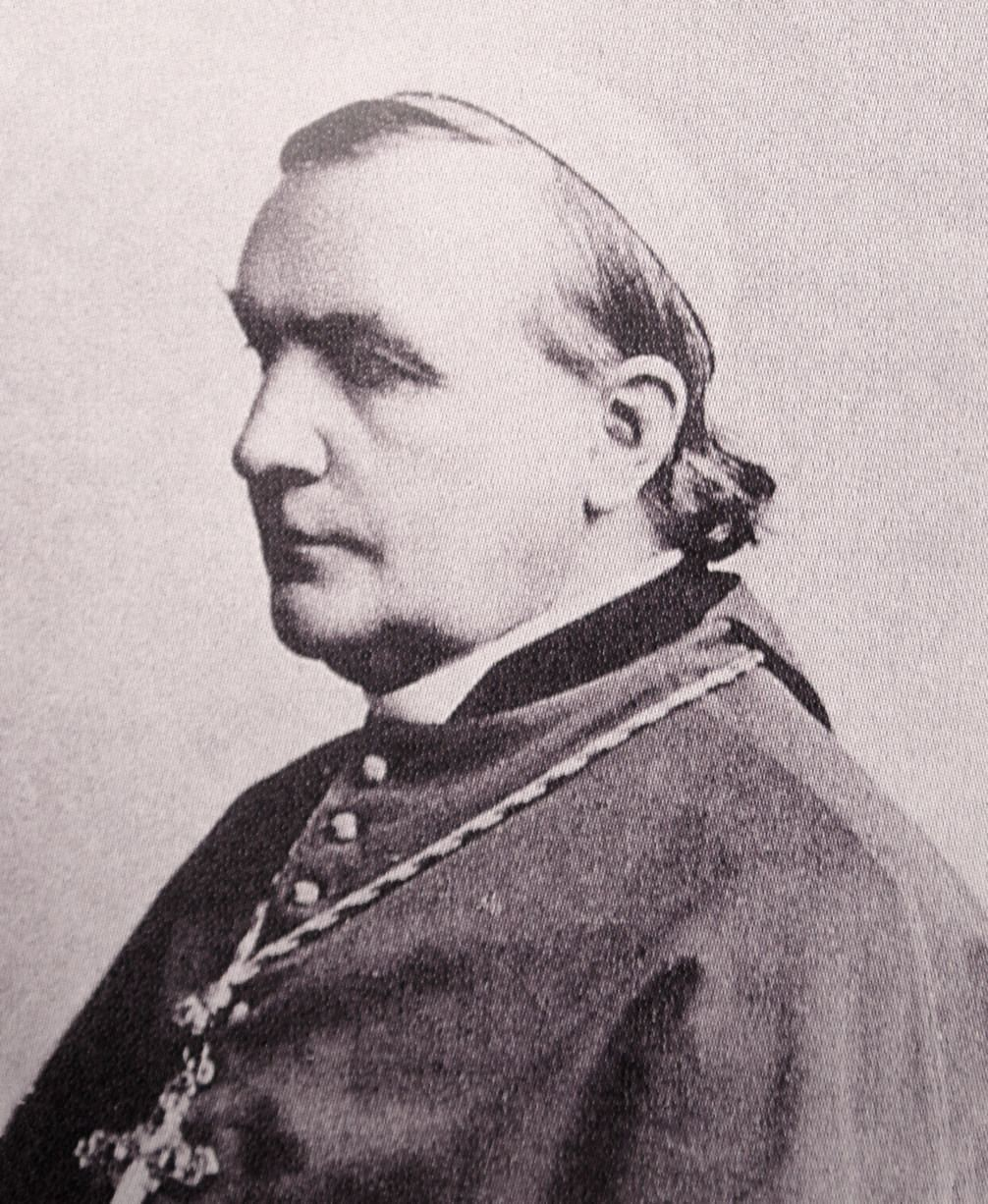
フォルカード

琉球として本格的に西欧諸国と対峙せねばならない場面に立たされたのは、1844年4月28日のフランス船アルクメーヌ号の来航であった。艦長のデュプランは琉球側との交渉を要求した。翌4月30日にデュプランとの交渉に応じた琉球側は、フランスは200年来清と交易をしており、今後は琉球とも交易を行いたいとの要求を提示された。琉球側は資源が乏しい琉球と交易を行うメリットは無く、要求には応じられない旨を回答するも、デュプランは納得しなかった。結局、デュプランは近々大兵力の船団が来琉することを予告した上で、その船団が来る準備を琉球で行うとして、宣教師のフォルカードを残留させて出港した。
琉球当局は至急、この事態を薩摩側に報告して対応を協議する。フランスは大兵力を率いての再来を予告した上にキリスト教の宣教師まで琉球に残している。事態は江戸の薩摩藩邸に急報され、さっそく幕府側と協議に入った。その間、薩摩側としても対応策を検討した。結局薩摩側としては、軍事的に勝利することが不可能であることは明白であるので交戦の選択肢は実現不可能である。そこで最善なのは交渉によって琉球との交易を断念してもらうことであり、宗主国である清を動かす策を取るべきとした。しかしそれでも納得しない場合、琉球は表向きは清の属国であるので日本とは切り離した形で交易を認める決断をすべきとの結論に至った。薩摩藩主の島津斉興はアルクメーヌ号来航の経緯と宣教師のフォルカードが琉球でのキリスト教布教の許可を強く求めているとの報告書を幕府に提出し、藩主側近の調所広郷を老中首座の阿部正弘と会談させた。
薩摩側からの了承を得て、琉球は事態を清にも報告する。1844年に派遣された進貢使は国王尚育からのフランス船アルクメーヌ号の来航についての報告書を持参していた。ただこの時点では事件の報告書という色彩が強く、清に対して事態への介入を依頼するものではなかった。これは清とフランスが直接交渉を行った結果、清がフランス側の要求を飲むことになるのを恐れたからである。しかし報告を受けた道光帝は、フランスのアルクメーヌ号の琉球派遣とその要求はアヘン戦争後にフランスとの間に締結した黄埔条約に違反していると判断した。道光帝は清の冊封国である琉球は清の一部であると認識していて、条約に無い琉球の開国等の要求は条約違反であるとみなしたのである。道光帝はフランスに対して琉球に二度と無理難題を押し付けぬよう交渉するように命じた。

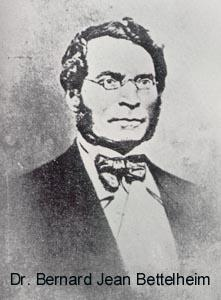
ベッテルハイム

清側は当初、対フランス交渉の経過を楽観視していた。しかしその後事態は更に悪化する。1846年4月30日、フランスに対抗するように今度はイギリス船スターリング号が那覇港に来航した。スターリング号は琉球当局の制止を無視して宣教師兼医師のベッテルハイムとその家族を琉球に残留させた。そしてスターリング号の騒動の最中、フランス船サビーヌ号が那覇港に来航し、近日中に大兵力を載せた艦船が来琉する旨を予告する。その予告通り、6月6日にセシーユ総督率いる2隻の艦船が来琉し、滞在中のサビーヌ号とともに運天港に投錨する。セシーユ総督は3隻の艦隊で威嚇を加えながら、このまま手をこまぬいていけば、遠からぬうちにヨーロッパ列強のいずれかの国が琉球を侵略するであろうと述べ、運天港を租借して琉球を保護国化する意図をほのめかしつつ、琉球側との貿易交渉を行った。琉球側はセシーユの意図を見抜き、何とか引き延ばし戦術を取ってセシーユの要求をかわした。なお琉球にはフォルカードに代わり宣教師のル・チュルジュが残った。
琉球側のみならず薩摩藩もヨーロッパ列強の琉球侵略の可能性に恐怖心を抱いた。この事態の急変の報告を受けて薩摩藩側はさっそく幕府と協議した。島津斉興は改めて調所広郷を阿部正弘のもとへ遣わし、事態の説明、そして薩摩藩側が考えてきた対処方法について報告をした。この報告の肝は、フランス側からの要求を拒み切れない場合、幕藩体制外にあるとも言える琉球限定で貿易を認めてもらいたいとのことであった。ことの重大性に鑑み阿部は幕閣と協議した結果、薩摩藩の提案通りフランスとの軍事的対決となるリスクを負うよりも、琉球王国の自主判断ということにして、琉球に限ってフランスとの貿易を行うことを認めた。幕府の結論は将軍徳川家慶直々に薩摩藩主島津斉興、世子の島津斉彬に対し、薩摩藩側の対応に任せることにするが、国体を損なうことが無いようにせよと言い渡された。

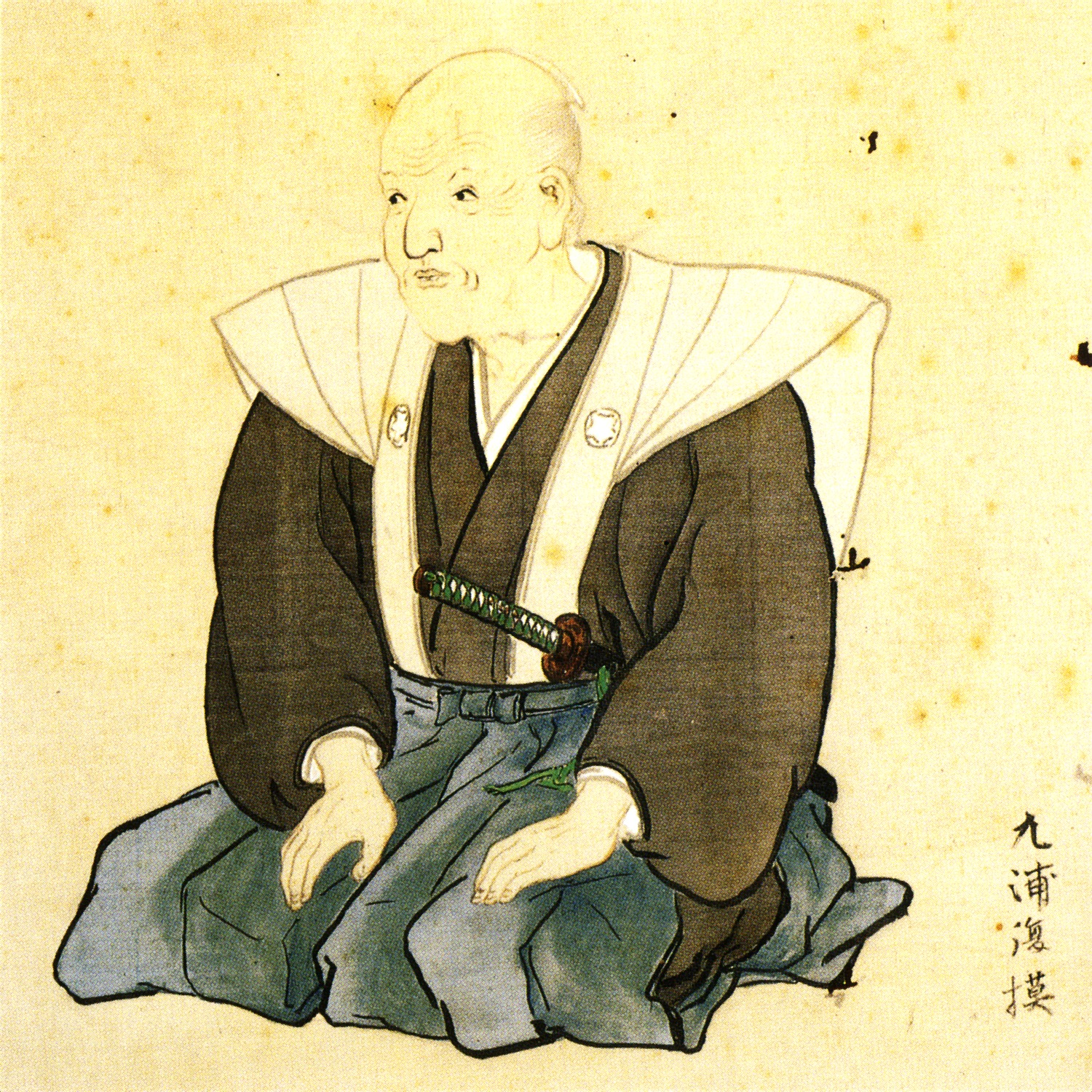
藩主島津斉興側近の調所広郷は、琉球側にフランスとの本格的な貿易開始を指示した。

しかし薩摩藩の提案には裏があった。琉球を舞台に本格的にフランスとの貿易に乗り出し、利益を得ようともくろんだのである。幕府の琉球での通商許可の許可を得ると早速、薩摩藩は琉球に使者を派遣して、フランスが強硬に通商を求めた場合には薩摩藩も幕府もそれを認めることを通告した。そしてフランスとの本格的な貿易を開始する用意があり、準備のために薩摩側としては投資を惜しまない旨を説明した。薩摩側の説明に琉球側は驚き、貿易を認めるにしても最小限のものとするように求めた。琉球側の反対理由は貿易自由化によって琉球が困窮するという点と、清の冊封国である琉球が清の許可を得ずしてフランスとの本格的な貿易に踏み切ることは出来ないということにあった。19世紀半ば、琉球には頻繁に外国船が来航しており、その対応に追われ疲弊していたのは事実であった。しかし薩摩藩の実力者である調所広郷は、1847年、自らの鹿児島滞在中に琉球当局者に対して改めて琉球に対して本格的なフランスとの貿易開始を指示した。この時の薩摩藩側の構想は、琉球側の抵抗と主導者であった調所広郷の死去によっていったんは挫折するものの、斉興の後継者の島津斉彬によって更に本格的に追求されることになり、琉球側を苦しめることになる。
1846年、琉球は通常の進貢使とともに、特命使として国王の舅である毛増光らを派遣した。特命使の任務はもちろん琉球国王から清に対して、イギリス、フランス船来航とイギリス人、フランス人の琉球滞在の報告と対処の正式依頼であった。報告を受けた道光帝の判断は当初、1844年の時と同じく、条約を締結したイギリス、フランス両国とも清の属国である琉球に関しても条約に縛られるので貿易要求等は出来ないはずだという立場のままであった。清の当局者たちは皇帝の命を受けてイギリス、フランス両国との交渉を行ったが、アヘン戦争で敗北を喫した清に軍事的なカードを切れるはずはなく、結局清の介入では解決しきれなかった。清側による交渉の結果、1848年にはフランス人は琉球から退去したものの、イギリス人ベッテルハイムは琉球に居座り続け、琉球から清に対しての介入要請も繰り返される。
琉球使節は清側にベッテルハイムを退去させるように求める書状を繰り返し手渡し、介入要請を繰り返していた。清とイギリス側との交渉は平行線のままで、イギリスは琉球は清の領土外になるので清の命令権は及ばないとの考え方であり、交渉を担った清の担当者もイギリス側の理屈を理解して交渉は進まないとの見解であった。しかし冊封国である琉球の嘆願を無視することも出来なかった。1851年には新皇帝の咸豊帝がイギリス側との交渉を継続し、ベッテルハイムらを琉球から退去させるよう命じている。しかしやはり交渉は進まず、そのような中で1852年4月に石垣島に到着した、米国船ロバートバウン号に乗っていた中国人苦力の帰国問題が発生し、対応に苦慮した琉球側は特命使を清に派遣した。この特命使もやはりこれまでと同様にベッテルハイム退去のために介入要請を繰り返した。

#### ペリー来航と開国、島津斉彬の琉球への内政干渉とその影響

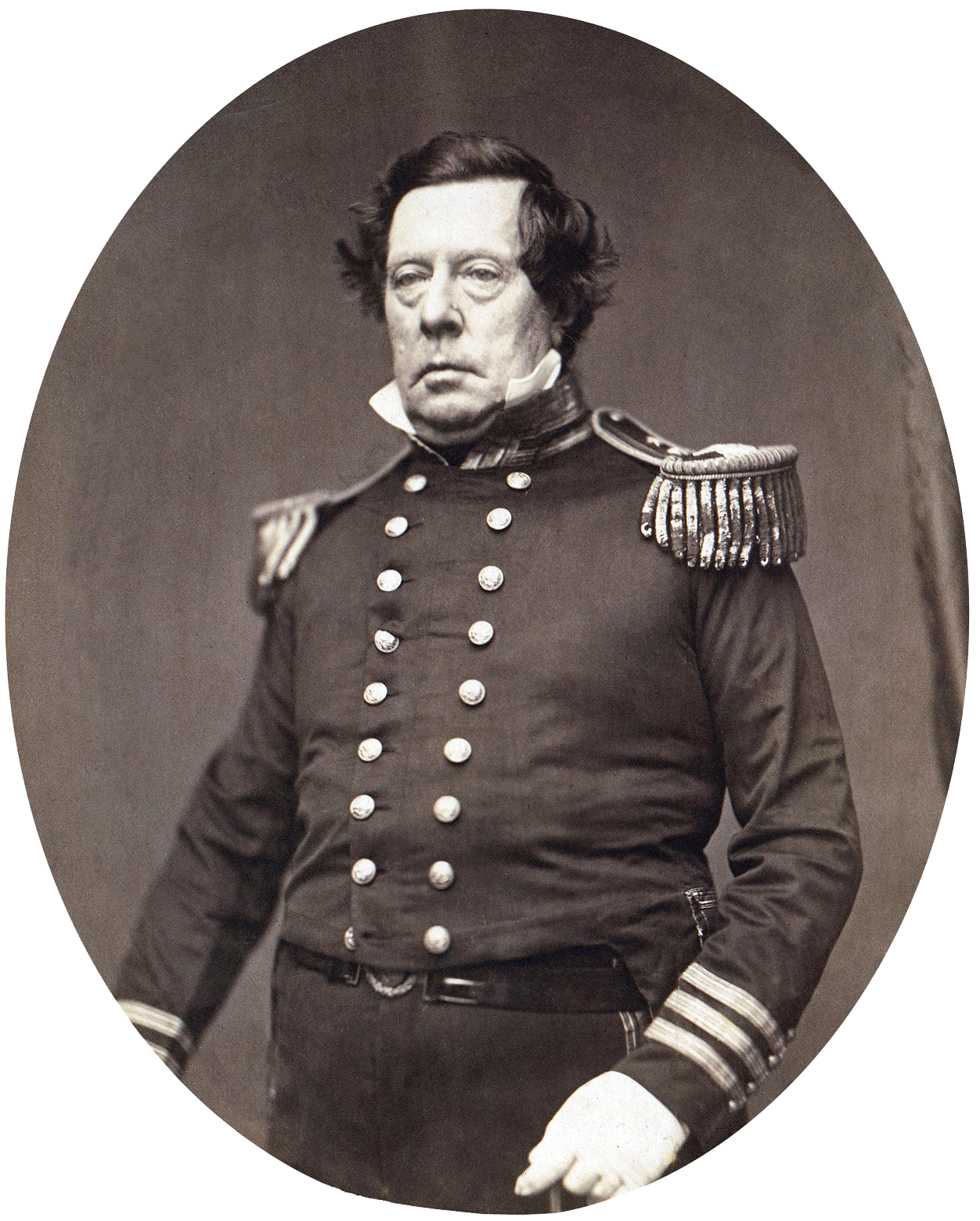
ペリーは日本とともに琉球にも開港を要求し、琉米修好条約を締結した。

1853年5月、アメリカ海軍のマシュー・ペリーが上海から那覇港に来航し開港を要求した。その後ペリーは日本へ向かい、幕府に開港を要求した。翌1854年もペリーは日本への往復時に琉球を訪れ、日本で日米和親条約を締結した帰途に琉米修好条約を締結した。なお日米和親条約では函館、下田の他に那覇も開港地の候補に挙がったものの、江戸幕府側には琉球の港を開港させる権限はないと説明され、断念している。このペリーの琉球来航時、ベッテルハイムはペリーの道案内役を務めた。
そして1855年10月には琉仏修好条約が締結される。琉米修好条約はペリー率いる艦隊の軍事的圧力下にあったとはいえ、交渉そのものは比較的穏やかに進められた。しかし琉仏修好条約は琉球側の拒否によって交渉が難航し、最終的にフランス側は武装兵士を配置し武力で威嚇して調印を強要した。これは琉米修好条約には無かった、フランス人に土地、家屋、船舶の貸与の許可と商品購入の自由を認めた点が琉球側の激しい拒絶に遭ったためである。これらの条項はフランス人の琉球滞在を前提にしており、これは琉球の国法に抵触する上に清側への報告が必要であると判断された。結局条約締結を強要された琉球は特命使の派遣を決定し、清に事態の報告と介入を要請することになった。

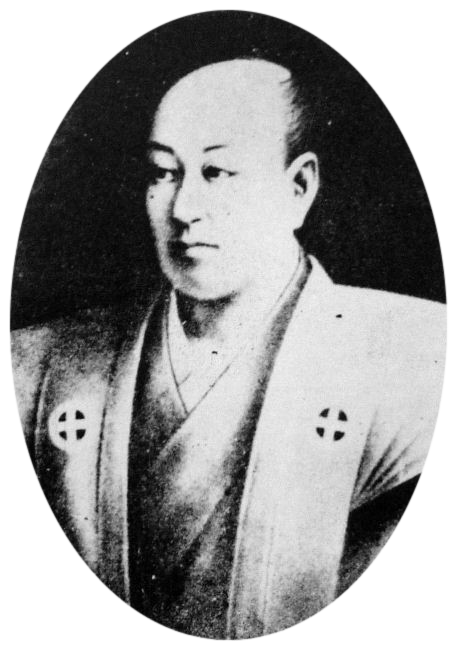
調所広郷に続いて島津斉彬は琉球に本格的な貿易開始を要求し、琉球の内政に深く干渉する。

ところが特命使の派遣は中止される。これは島津斉彬の反対が明らかになったためであった。斉彬は1856年3月に琉球側からフランスと結んだ琉仏修好条約についての報告を受けた際に特に問題は無いとの判断を示していた。そして琉球側からのフランス人を退去させたいとの申し立ても不都合であると却下していた。フランスとの本格的な貿易開始を狙っていた斉彬は特命使の派遣に反対したのである。結局琉球側は特命使の派遣は断念し、通常の進貢使が事態の報告と介入を要請することになった。
1857年10月、島津斉彬は側近の市来四郎を琉球に密使として派遣した。斉彬の命令は琉球側にとって驚くべき内容であった。フランスとの本格的貿易の開始、清との貿易拡大、蒸気船と武器の購入、イギリス、フランス、アメリカへの留学生派遣等、本格的な貿易開始かつ開国案であった。この斉彬の命令は琉球王府内に激しい動揺を招き、清に対薩摩藩を始め日本との関係を隠蔽してきた従来政策が破綻するとしていったんは拒否するものの、結局は承諾を余儀なくされる。後述のように琉球は福建当局から銅の調達を求められていた。銅を産出しない琉球としてはどうしても薩摩側の協力が不可欠であったという事情も重なり、斉彬の命令を拒み切れなかった。続いて薩摩側の意向に従順と見られる人物が急速に昇進した。市来からの報告を受けた斉彬は1858年1月、琉球王国の名でフランスから軍艦と銃器を購入するように命じた。翌2月からフランス側との秘密交渉が開始されたが難航し、7月には軍艦購入の契約締結まで漕ぎつけた。そして斉彬はこれまで避けてきた琉球王府内の人事に直接介入を断行し、自らの構想に抵抗しそうな高官を罷免して逆に手足として動くような人材が抜擢された。
しかしここで事態が急展開する。島津斉彬が急死したのである。甥の島津忠義が家督を継ぎ、実権は斉彬の異母弟で忠義の父である島津久光が握った。秘密裏に進められてきたフランスからの軍艦等の購入計画は破棄され、違約金を支払うことで契約は取り消された。しかし王府の人事まで介入した斉彬の政策は激しい反動を琉球王国にもたらした。1859年には牧志恩河事件が発生し、親薩摩派と見られた人物が失脚、そして逮捕投獄された。その後も事件の後処理を巡って琉球王府内は厳罰派と法に基づく法治主義派に分裂して深い亀裂を生じ、国王の廃立が噂される事態にまで陥った。
なお琉球側としてはやむを得ない条約締結であったが、琉米修好条約や琉仏修好条約を結んだということは、欧米諸国は琉球をある程度の外交権を持つ存在として認めていたことを示している。琉球国王は清の皇帝から冊封を受け、外交上からも国王として国際的に認知されていた。ただ日本側としては琉球の欧米諸国との条約締結を黙認したものの、それによって琉球が日本に従属する実は失われないと解釈していた。ペリー来航以降の幕末期、日本側は清よりも日本によって実効支配されてきたことを欧米諸国に対してアピールするようになる。この流れは幕末から明治維新にかけてより強まっていく。

### 困難になっていく朝貢と冊封

#### 清の内憂外患に翻弄される琉球の進貢
1851年、清で太平天国の乱が起きる。洪秀全をリーダーとする太平天国は「滅満興漢」をスローガンとして広範囲に勢力範囲を広げた。影響は1852年に派遣された進貢使から顕著となる。まず1852年の進貢使は乱のあおりを受けて北京到着が遅れ、そして北京からの帰途も江蘇省で1年余り動けなくなってしまい。1854年の5月になってようやく福州に辿り着いた。
1854年の進貢使はもっと深刻であった。福州に滞在していた進貢使に、今回はあえて北京へ来る必要はないとの命令が下された。驚いた進貢使は北京へ行き進貢の義務を果たしたいと懇願した。その結果、北京行きは認められたものの通常より約1年遅れの北京到着となり、しかも移動中は清側から護送の人員が付けられ、特に太平天国軍の勢力範囲の近くを通過する際には警護の人員を手厚く配するという措置が取られた。1856年、1858年の進貢時も問題は変わらず、軍事情勢を見ながら多くの兵員を配して琉球の進貢使を護送し、通常のスケジュールから大きく遅れながらも何とか進貢を行うことができた。
琉球側は清国内の情勢が険悪な中、なんとしてでも清への進貢の義務を果そうとした。大乱中にこのような外国使節に対する護送を行うことは清にとって大きな負担であり、担当役人のサボタージュなどの問題も発生した。しかし欧米諸国からの外圧に晒され、大乱も発生して危機に立たされる中で、清としてもこれまでの国家間関係の維持を図らなければならなかった。
しかし1860年と1862年の進貢使は北京へ向かうことが出来なかった。1860年は太平天国の乱に加えてアロー戦争の影響も加わったためである。1860年はイギリス、フランス軍が北京を占領して咸豊帝が北京から熱河へ逃げ出すという深刻な事態であり、進貢どころの話ではなかった。それでも琉球の進貢使は北京行きを懇願し続けたものの、清側は認めることなく帰国せざるを得なかった。1862年の場合は、アロー戦争は終結していたものの太平天国の乱は継続中で、清当局から北京行きの許可が下りず、やはり再三北京行きを懇願したものの認められずに帰国を余儀なくされた。
ところで太平天国の乱の拡大を見て、琉球側は乱の成り行きに重大な懸念を抱いた。太平天国側が勝利して王朝交代となる可能性を考慮せねばならなくなったのである。乱に対する見舞いの使者を清に送るかどうか、そして乱に対する対応が琉球王朝の首脳部の中で話し合われた。その結果、1853年の接貢船に安否を尋ねる書状を託し、福州側の意向を聞いて提出の可否を判断することになった。その結果、良い話でもないのに安否を尋ねる書状を提出するのはかえって良くないとの判断を受け、提出は見送られた。琉球にとって清への忠誠を守り続けることよりも中国王朝との関係の維持、継続が重要であり、王朝交代が起きた場合は新王朝（太平天国）との関係構築が必要との判断となった。
また琉球は福建当局からも難題を吹っ掛けられていた。外国からの干渉と内乱に苦しめられた清の中央政府は厳しい財政難に見舞われていた。そこで各地方に軍事費を自弁するよう求めざるを得ず、貨幣発行権を各省に与えることにしたのである。福建省も貨幣の発行を始め、財政的に潤ったものの銅不足で発行の継続が危ぶまれる事態に陥った。そのような中で琉球が常貢として銅を朝貢していることに目を付けた。1856年、福建当局は琉球に銅を求めてきたのである。当初、琉球側は断ったものの、福建当局の支援無しで進貢を続けていくことも難しい。結局、銅の調達を薩摩藩に依頼し、琉球国内でも銅器の供出を進め、何とか福建当局に銅を引き渡すことが出来た。

#### 尚泰の冊封問題

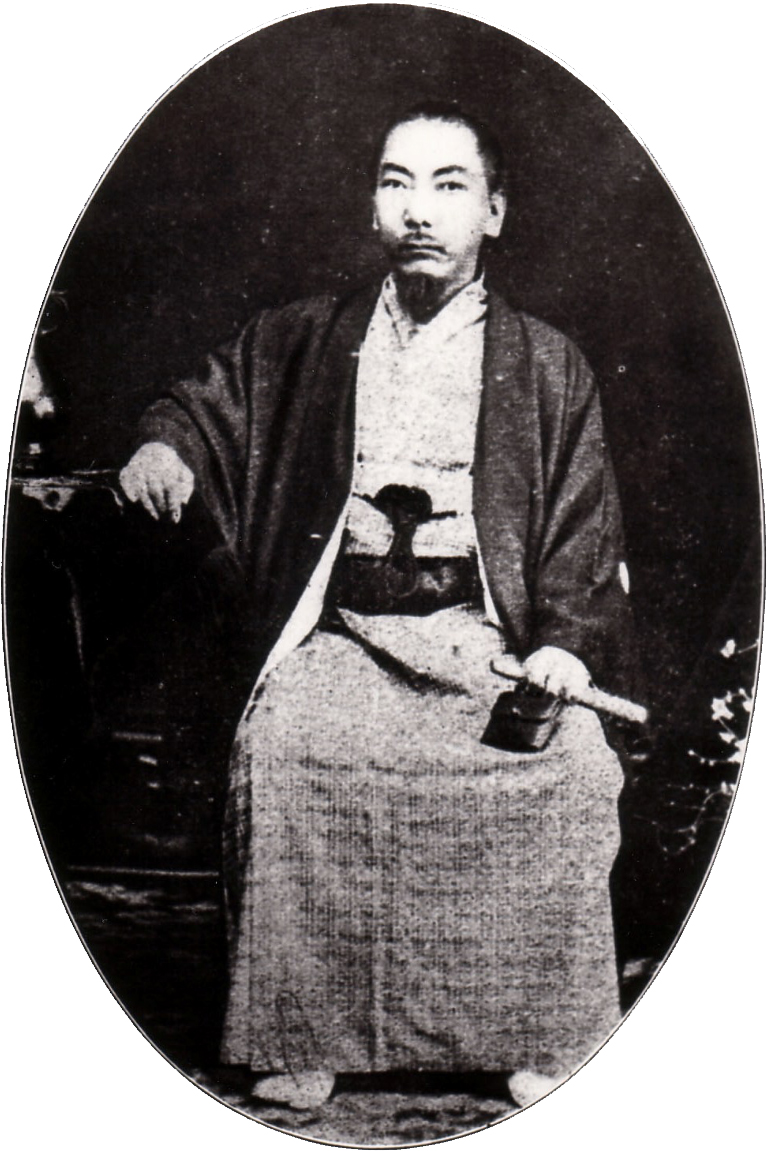
欧米諸国による外圧、そして内憂外患に見舞われて衰えが顕著となった清朝の情勢に翻弄され、尚泰の冊封実現は遅れた。

東アジアの伝統的秩序の動揺の影響をもろに被る形となったのが、1848年に王位を継承した尚泰の冊封であった。父、尚育の没後、わずか数え6歳で王位を継承した尚泰は、そもそも元服前に冊封を行い得ない事情もあって、通常よりも冊封が遅れてしまうこと自体はやむを得ないことであった。
冊封が遅れた当初の原因は尚泰が元服前の幼少の身で王位を継承したことである。従って元服の日程が具体的になればおのずと清側に請封を行うスケジュールも固まっていく。実際、尚泰の場合も1850年代に入ると冊封の準備が始まり、スケジュール的にも1856年に請封、1857年に元服、そして1858年冊封という予定が固まった。
しかし尚泰の冊封は予定通りには進まなかった。請封を翌年に控えた1855年9月、琉球王府は予定通り行えるかどうかを検討した。まず問題となったのが太平天国の乱で大混乱の渦中にあった清の情勢であった。上述のように1850年代は進貢使が北京へ赴くのもやっとという状態であった。この状況で請封を行えば、冊封使が琉球に出向く頒封ではなく清の国内で冊封詔書を手渡される領封になってしまうことを恐れた。もう一つ、琉球国内にはイギリス人やフランス人が滞在していた。この状態のまま冊封使に琉球まで来てもらうのもどうなのかという問題もあった。結局、請封は清の情勢の安定化を待つこととし、落ち着きを取り戻せば清の威光で異国人たちも退散するであろうとの意見が通り、1856年の請封はひとまず延期となった。
1856年には改めて請封のスケジュールについて検討が行われた。前年に請封延期を決定した直後の1855年10月には琉仏修好条約が締結されており、フランス人の琉球滞在が固定化し、少なくともフランス人の滞在問題に関しては短期間での解決は望み得ない情勢になったこともあり、琉球王府はいったん延期と決めた1856年の請封を行うかどうかを含めた検討を行った。結局、この検討時には琉仏修好条約の締結問題に関して、派遣が内定していた特命使の派遣結果を待つべきとの結論になり、1858年の請封、冊封は1860年というスケジュールが了承される。
ところが清の情勢も琉球の情勢も更に悪化する。まず清はアロー戦争によって混乱がより激化していた。そして琉球側は予定していた特命使の派遣は中止され、続いて島津斉彬による本格的な貿易開始計画とそれに伴う王府内への人事介入が起こり、内政は混乱していた。1858年には再び請封を延期すべきかどうか琉球王府内で検討がなされた。王府内の意見は割れたものの、結局は領封が採用される恐れとあとは琉球国内の混乱を考慮し、同年の請封は延期となった。
1858年に請封の延期が決定した後、しばらく請封そして冊封の日程決定は先延ばしにされていた。その間、島津斉彬の急死後の政策転換と琉球王府の混乱等、琉球王府そして国王尚泰の権威が失墜する事態が起きていた。王府と国王に求心力を回復させるために冊封は早期に実現すべきとの意見が高まり、1860年に請封、そして冊封のスケジュール検討が行われた。琉球王府内にはすぐにでも請封を行い、1862年に冊封を行うべきとの意見も出されるなど、早期実現派が多数であったが慎重論も根強かった。しかし1860年は清国内の情勢は最悪であった。アロー戦争でイギリス軍、フランス軍が北京を占領し、咸豊帝は北京から逃亡していたのである。実際問題1860年の進貢使は北京へ行くことが叶わなかった。検討の結果、早期実現派が多数であるが慎重派の存在も考慮し、更に流動的な中国情勢にも勘案して、1862年の請封、1864年冊封と内定するものの、清の情勢を更に見極めたうえで最終決定することになった。
結局、1862年の請封、1864年冊封のスケジュールも延期を余儀なくされた。前述のように1860年に続いて1862年の進貢使も北京行きを断念させられていて、1863年に派遣された同治帝即位の慶賀使も国内混乱を理由に約半年も福州に滞在を余儀なくされるなど、1860年に内定したスケジュールは実現不可能になってしまっていた。しかし琉球側としても王府と国王の求心力回復は焦眉の急であった。1864年の進貢使に請封使を兼任させ、請封に踏み切ったのである。
1864年の進貢使は例年通り10月に福州に到着し、早速請封使として冊封の交渉を開始した。しかしなかなか冊封の決定が下りない。琉球側から再三回答を求めた結果、翌年の6月になって1866年に冊封が行われる決定が届き、至急琉球本国に伝えられた。そして1866年には即位後18年にしてようやく尚泰は冊封される。
1840年代以降の琉球の冊封を巡る様々な危機は、清を中心としたこれまでの国家間関係が崩壊しつつあったことを示している。その最大の要因は欧米諸国の本格的なアジア進出であり、清、日本そして琉球などアジア諸国は否応なしに西欧の条約システムに組み込まれていった。しかし条約システムに組み込まれていきながらも、清と琉球は従前の国家間関係を堅持していこうとした。琉球側としては欧米諸国からの外圧、島津斉彬による琉球や王府人事に対する露骨な介入に対抗するためには、従来の枠組みに頼らざるを得ず、そして島津斉彬の急死後の政策転換とそれに伴う王府内の深刻な内部対立の結果、王府と王権の権威低下を招いており、権威回復のためには冊封の実現が不可欠であった。一方清にとっても自らの権威の保持と中国周辺の国家間に結ばれていた伝統的秩序の維持に注力せねばならなかった。
尚泰の冊封については薩摩藩も江戸幕府も異議を唱えることは無く、琉球と清との従来の関係は一応存続を保証された形になった。しかし冊封は明治維新の2年前であり、日本が急速に国力を増強していく中で清との関係は危機に瀕していく。

## 朝貢と冊封の終焉

### 明治天皇による琉球藩王冊封
1869年、版籍奉還が行われた。しかし琉球は奉還を自主申請することはなく、奉還命令からも除外されていた。結果として琉球は版籍奉還の対象外という扱いとなった。1871年には廃藩置県が断行され、琉球は暫定的に鹿児島県の管轄下に置かれた。このような中で問題となったのは清の冊封国であり、アメリカ等諸外国との条約も締結している琉球の取り扱いであった。
明治政府内で琉球の処遇について協議が進められる中で浮かび上がってきたのが、明治天皇による琉球藩王冊封であった。これまで江戸幕府との間に結ばれてきた将軍と琉球国王との君臣関係を、天皇が尚泰を琉球藩王に冊封することによって、新たに天皇との君臣関係を定めるものであった。これは東アジアの伝統である冊封を利用しながら、明治政府として琉球の処遇を整理していく端緒となった。
1872年6月、琉球は鹿児島県側から王政復古を祝賀する使節の派遣を指示された。7月には鹿児島県から正式な使者が訪れ、王族を代表とする使節派遣を改めて命じた。使節は9月に東京に到着し、9月14日に明治天皇から尚泰は琉球藩王に冊封された。冊封後、琉球の所轄は鹿児島県から外務省へ移管された。
明治天皇による尚泰の冊封後、すぐに琉球を巡る体制に大きな変化があったわけではない。当初、琉球を管轄する外務省は琉球が清と従来の関係を維持することを認めていて、外務卿の副島種臣も1873年の接貢船の派遣を従来通り認めるなど、進貢船、接貢船の派遣はこれまで通り継続されていた。進貢、接貢時に福州の琉球館で行われる貿易も、薩摩藩から鹿児島県に変わったものの、江戸時代と同様に鹿児島側から統制される形態のまま続けられた。
しかし征韓論による政変後、明治政府の事実上トップとなった大久保利通は東アジアの国家間に存在した伝統的秩序を解体する政策を押し進め、その中で琉球と清との関係の断絶、そして琉球処分へと導いていく。

### 慶賀使の禁止と朝貢の終了

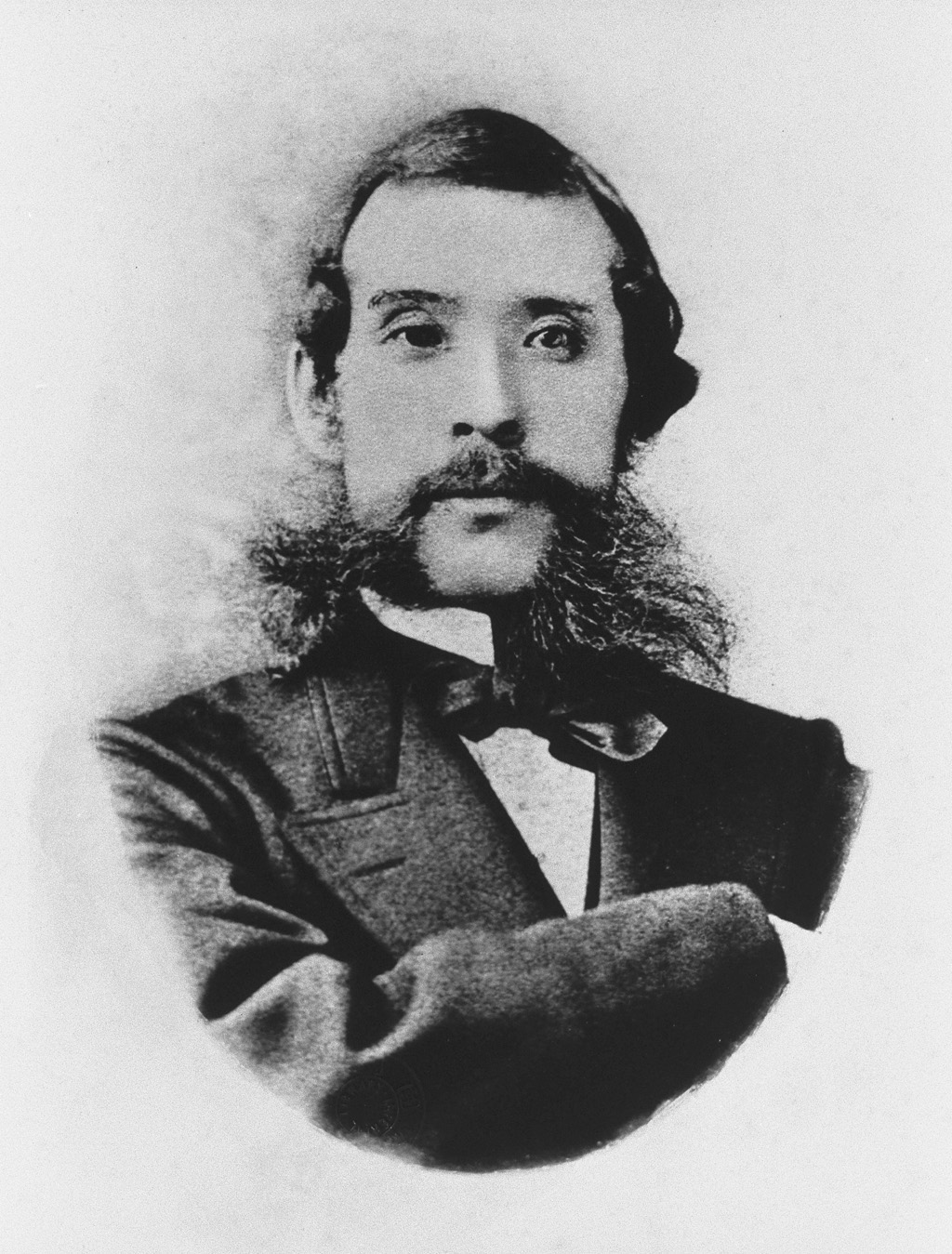
大久保利通は清を中心とした東アジア国家間秩序の解体、そして琉球と清との関係断絶を主導した。

日本政府の琉球に対する対応に大きな影響を与えたのが、台湾出兵問題であった。出兵問題の発端となったのは1871年に発生した宮古島島民遭難事件であった。明治政府としても事件後、いきなり出兵という強硬策が決まったわけではない。1873年3月には外務卿の副島種臣らが日清修好条規の交渉のために清に派遣されたが、その中で宮古島島民遭難事件の事件処理問題についても話し合われた。そして副島らの出張中に政府内では征韓論の議論が沸騰していた。結局岩倉使節団の帰国後、征韓論は退けられ、政争に負けた西郷隆盛らが下野する明治六年政変が起きる。その政変下、副島種臣も下野する。
征韓論が退けられた後、急速に浮上したのが台湾出兵であった。出兵を主導した大久保利通や大隈重信としては、主として不平士族の不満を解消させることを目的として、征韓の代わりに台湾出兵を計画したのであるが、加えて日本領である琉球の住民が台湾で虐殺されたことに対する膺懲という名分を利用して、清と琉球との関係を断ち切る口実にしようと考えたのである。
出兵は西郷従道を司令官として、1874年5月に台湾に上陸し、比較的短期間で戦争目的は達成した。しかし対清交渉を睨み、台湾での駐留を続けた。清は日本に出兵は自国領土への侵略であると激しい抗議を行い、結局大久保利通を全権とした使節を清に派遣して事後処理の交渉を行うことになった。交渉は難航し、決裂寸前にまで陥ったが、イギリスが仲介に入ったことによって両国の妥協が成立した。10月31日には台湾出兵は「日本国属民等」に台湾原住民が害を及ぼしたために日本が詰責したもので、義挙として行ったもので清としても不正な行為とは見なさないと規定した上で、清側が宮古島島民遭難事件の被害者救済と、作戦遂行に伴い日本軍が台湾に建設した道路等の買収費名目で補償金を支払うこと、日本側は台湾から即時撤兵することで合意した。実際問題として清が支払う補償金は少額であり、とても戦費を賄うに足りる額では無かったが、大久保は出兵の名目と保証金の支払いという名分が認められたことで妥協に応じた。なお台湾出兵問題について交渉中であった1874年7月、琉球関連の業務は外務省から内務省に移管される。

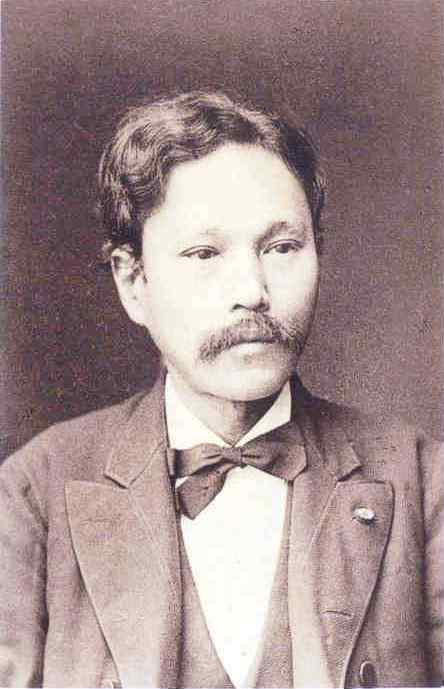
松田道之

清との交渉の結果、琉球の住民は「日本国属民」であると規定し、出兵が義挙であると認めたことは、清から琉球が日本領であるとの言質を取ったことになるという主張を押し立てて、琉球側との交渉に利用していく。しかし清としてはあくまで琉球は冊封国の一つで、独立国であるとの見解を崩さなかった。台湾出兵の事後処理を済ませ、1874年11月に帰国した大久保は早速琉球問題に取り掛かった。12月15日には太政大臣三条実美に琉球問題に関する意見書を提出している。大久保の意見書提出後、琉球側に高官の上京が命じられた。1875年3月末から上京した高官と大久保は交渉を繰り返すものの議論は平行線を辿った。5月には協議はいったん中断され、代わりに内務大丞松田道之が琉球に派遣されることになる。これは琉球側との直接交渉の必要性があったためであるが、もう一つ清への慶賀使の派遣問題がクローズアップされてきたためでもあった。
この間、清では同治帝が亡くなり、光緒帝が即位していた。琉球としては慣例として亡くなった先帝のための進香使、そして新帝の即位を慶賀する慶賀使を派遣することになる。進香使と慶賀使の派遣が実行されたら、内外に改めて琉球が清の冊封国であることをアピールすることになる。日本側としては何としてでも使節派遣を止めなければならなかった。また1875年3月には前年派遣の進貢使が北京に到着した。その情報を聞きつけた日本側と清側との間に使節への対応を巡ってトラブルが発生した。事態を重く見た日本政府は進貢、慶賀使などの派遣、冊封使の受け入れを禁止し、琉球と清との外交関係を断絶させる決定をした。琉球に派遣された松田道之は7月14日に首里城を訪れ、琉球側に清への進貢、慶賀使などの遣使の禁止、そして清からの冊封使受け入れの禁止を命じた。結果として最後に清に派遣されたのは1874年派遣の進貢使であった。

### 清の反発と琉球復旧運動
松田道之から進貢そして冊封使の受け入れ禁止を命じられた琉球側は、松田の帰京に同乗して上京した三司官の池城親方らが清との関係継続を求める請願活動を展開した。池城親方らは明治政府に対して嘆願書の提出を繰り返し、更には政府高官に直接嘆願行為を繰り返した。池城親方らの嘆願は全く効果が見られず、1876年5月には太政大臣三条実美の名で、池城親方らの退京命令が出された。しかし琉球側は替わりに三司官の富川親方らを上京させ、嘆願行為を止めなかった。
その一方で1874年の進貢船以降、琉球の朝貢活動が停止したために、まず1875年に派遣予定であった接貢船が福州に到着しなかった。そして前述のように光緒帝の慶賀使も派遣されて来ない。琉球側の異変を感じ取った福州側から、接貢船の不着と慶賀使の未派遣について事情を尋ねる文書が届けられた。まず琉球側は明治政府に文書に回答したいとの要請を行ったが、回答は許されなかった。明治政府に対する嘆願は不調のままで、更に清側からの事情を確認する書状に対する返答も拒否されたため、琉球側は清に密使を派遣して窮状を訴えることにした。

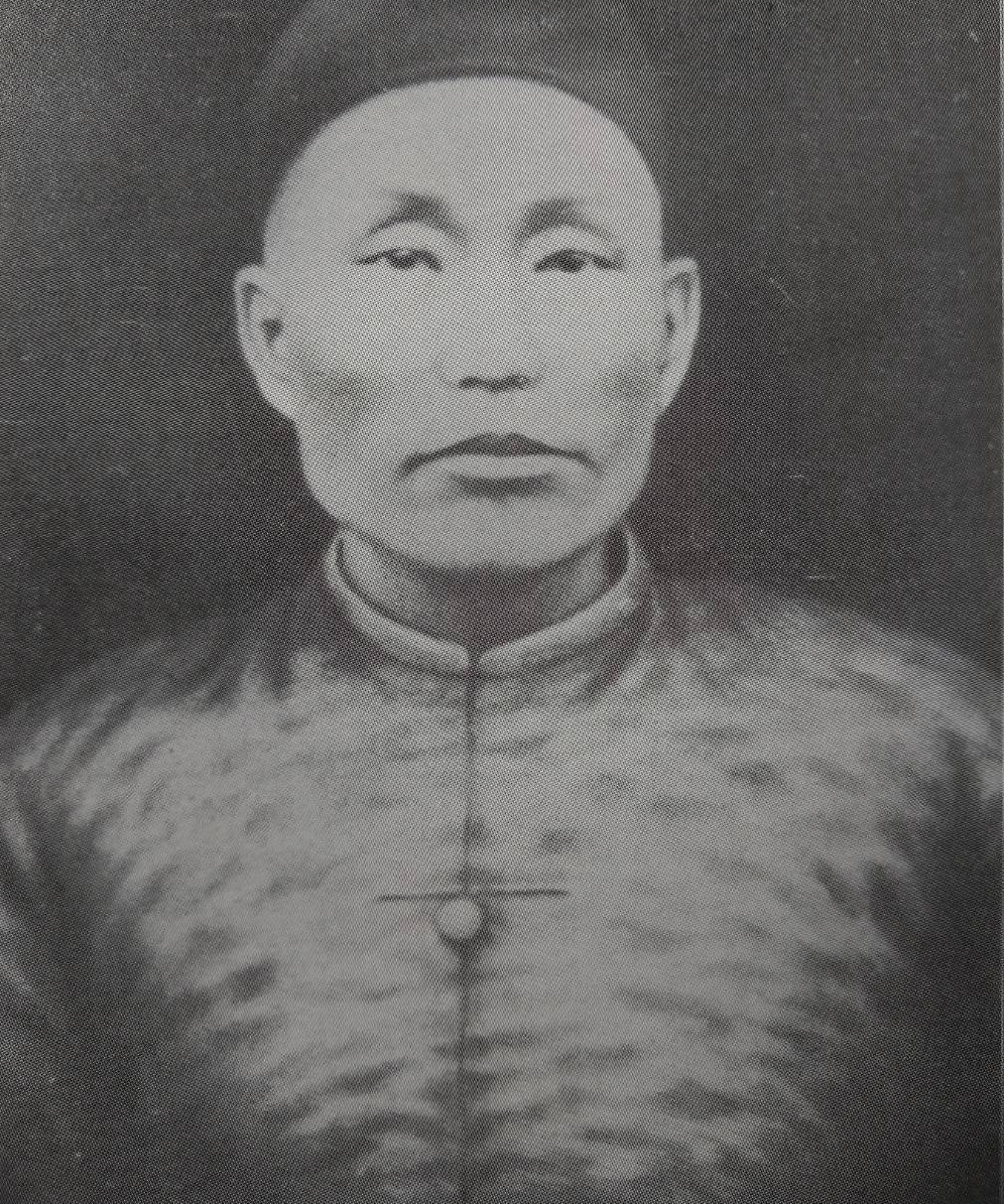
向徳宏

密使の代表者は尚泰の姉の婿である向徳宏(幸地朝常)であった。向らは1877年3月に福州に到着すると、早速清側に琉球の窮状について訴えた。情報を入手した清は、清側は北京駐在の日本公使に対して抗議を行うとともに、初代駐日大使として赴任する何如璋が日本側と交渉することになった。東京に赴任した何は、早速日本側に琉球の進貢を禁止した措置について激しく抗議した。何如璋は在京中の琉球関係者とも連絡を取り合い、ともに琉球の進貢禁止措置の撤回に向けて粘り強く運動を続けた。しかし日本側は琉球の問題は日本の内政問題であると、何の抗議に全く取り合わなかった。またかつて琉球と条約を締結したアメリカ、フランスなどの駐日公使に対しても三司官が請願書を提出した。請願書は日本政府が行った進貢、慶賀使などの遣使の禁止、清からの冊封使受け入れの禁止の撤回を要求し、以前の日中両属状態に復帰出来るよう影響力を発揮するよう働きかけていた。しかし各国とも琉球側の立場に同情を示しながらも、結論としては日本の措置を黙認した。
日本側は琉球がこれまで行ってきた進貢や清側からの冊封使の派遣は実がないものであると主張した。そして薩摩藩主の代替わりに際して新藩主に琉球国王と三司官が、薩摩藩の法令や制度に従う旨の起請文を提出してきたこと、薩摩藩に租税を支払っていたことを日本による琉球実効支配の例として示した。
結局1879年3月27日、処分官に任命された松田道之は首里城で藩を廃し沖縄県とするとの琉球処分を宣告した。4月4日には公式に沖縄県の発足が公表される。琉球処分時、清に派遣された密使の向徳宏らは、最後の進貢使であった毛精長とともに福州の琉球館に滞在していた。規則では琉球人は北京進貢時以外は福州周辺のみの活動しか許されていなかったが、琉球王国滅亡の知らせを受けて多くの琉球人が北京方面へ向けて移動し、琉球王国復活に向けて李鴻章など清の要人らに対し運動を開始する。この運動を琉球復旧運動と呼んだ。
清国内で琉球復旧運動が行われている中、沖縄からはしばしば清へ密航し、武力行使を含めた清の介入を嘆願する動きが続いた。しかし1880年代後半以降になると琉球復旧運動を主導してきた向徳宏や毛精長らが相次いで亡くなるなど、運動も徐々に下火になっていった。結局琉球復旧運動は1895年、日清戦争で清が敗北することによって終焉を迎えていく。

## 影響

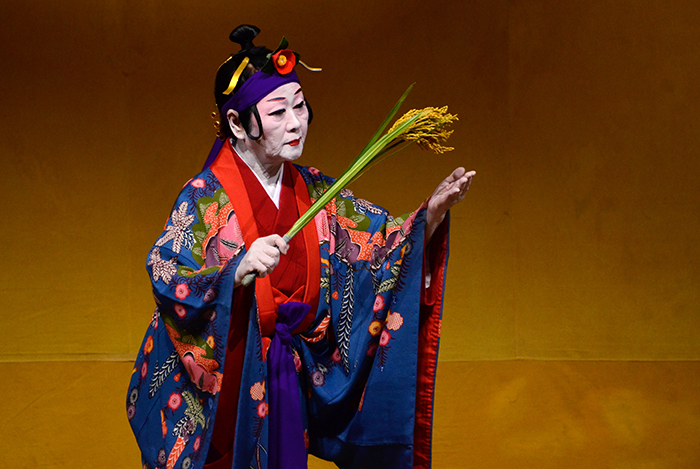
組踊

14世紀後半から約500年間続いた琉球の中国への朝貢、冊封は、様々な影響を琉球に及ぼした。1632年、厳しい財政難に対応すべく琉球の朝貢貿易に積極関与する方針に転換した薩摩藩から琉球側に20頭の生きたシカが送られていたことが確認されている。これは近々明から尚豊の冊封使が来琉するのに備え、使節の接待料理用としてシカを用いるためであり、この時に送られたシカの子孫がケラマジカなのではないかとの推定がなされている。なお、1838年の冊封使を歓待する7回の宴席時の食材としてケラマジカが調達されていた記録が残っている。
1719年の尚敬冊封時には、冊封使の宴席におけるアトラクションの一環として冊封行事の躍奉行（おどりぶぎょう）玉城朝薫が組踊を創作、上演した。これが組踊の起源であり、次王尚穆の1756年の冊封時には田里朝直が更に演目を充実させ、その後も冊封使を歓待する宴席において組踊は欠かせないものとなった。そして19世紀以降、組踊は民間にも広まっていき、琉球の芸能として重要な地位を占めていくようになる。
冊封使を歓迎する重陽の宴時には龍舟競漕が行われた。この龍舟競漕は明代から行われていたことが確認されている。本番の1年以上前から舟の準備や龍潭の浚渫等の準備がなされ、首里城の劉潭で琉球王国の官吏らが行い、国王や冊封使らは仮設の桟敷から見物した。この冊封使歓待ための龍舟競漕はやがて民間へと広まっていったと考えられている。
琉球から中国への留学生には、国王が派遣する官生と呼ばれる留学生を、中国側が全額費用を負担する形で首都の国子監で学ばせる公的なものの他に、勤学人と呼ばれた私費留学生もあった。勤学人は進貢船などに同乗して福建へ向かい、琉球館に滞在しながら中国の学問、技術、文化を学んだ。勤学人が中国で学んだ中には、法学、医学、音楽、暦法など多岐に渡っていて、また砂糖の精製法や漆器制作、航海術といった技術も琉球に伝えられた。
また琉球王国の政治家として著名な蔡温も、1708年から10年にかけて進貢使の一員として福州に滞在し、風水、儒学等を学んだ。後に蔡温は福州で学んだ風水、儒学をベースとして、三司官として山林復興、農業などの産業振興や琉球王国の統治体制の整備に精力的に取り組んでいくことになる。なお琉球から福建に勤学人として留学し、学問、技術等を学んだ時期を確認すると、清代では康熙年間から乾隆年間にかけての清の全盛期が中心となっており、やはり琉球にとっても清の全盛期に最も学問、文化、技術を学び取る意欲が高まったものと推測される。
朝貢貿易、進貢などの機会を通じて中国から琉球に渡来したものもある。例えば三味線、三線の源流とされる楽器三弦は、時期については14世紀から16世紀にかけてと諸説分かれるが、朝貢貿易等に従事するために中国から琉球に渡ったいわゆる久米三十六姓のような人々、ないしは進貢使等の随員や勤学人が琉球にもたらしたものと考えられている。また17世紀初頭には進貢使の随員野國總管によってサツマイモが福建から琉球にもたらされ、その後琉球国内で広く栽培されるきっかけとなった。
朝貢貿易そのものも琉球に影響を与えた。例えば昆布は18世紀に本格化する蝦夷地開発に伴って生産が拡大し、流通も活発化して日本国内に浸透する。17世紀末以降、海産物は進貢貿易の主力商品となっており、やがて薩摩、琉球を経由して大量の昆布が中国に輸出されるようになった。そのような中で18世紀後半以降、琉球国内でも昆布利用が一般化していき、クーブイリチーなど多くの琉球料理に昆布が使用されるようになった。

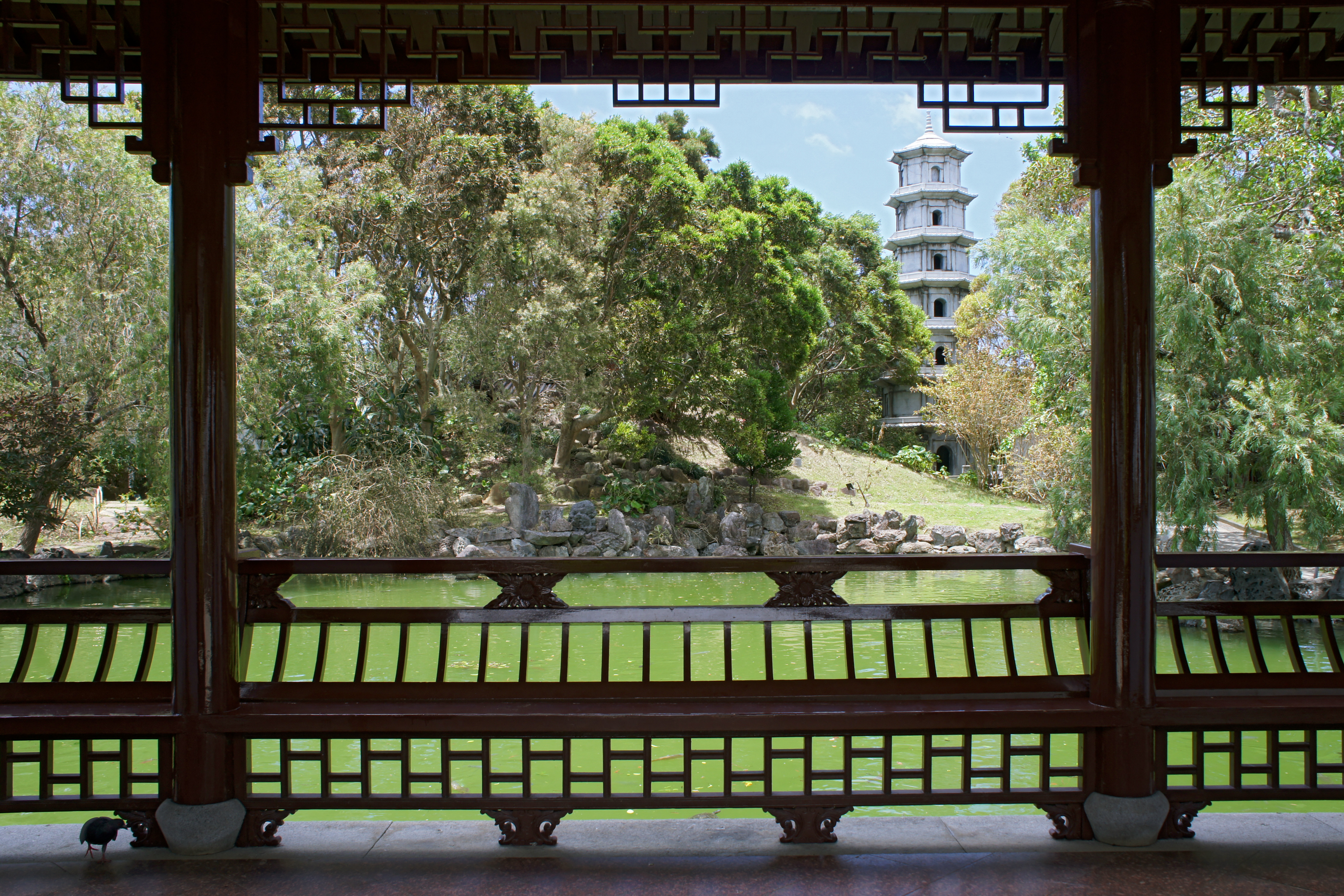
福州園

近年の動きとしては、那覇市は1980年4月に、15世紀から19世紀にかけて中国側での琉球との窓口となっていた福州市に対して友好都市関係の締結を申し込んだ。そして翌1981年5月20日、友好都市の調印式が那覇市で行われた。その後両市の間では、学術、文化、スポーツ等の様々な交流が続けられていて、1995年からは「那覇・福州児童生徒交流祭」が行われるようになり、年ごとに交互に児童が相手の市を訪問する事業が続けられている。
そして1992年、福州市では琉球王国の朝貢貿易、進貢などの琉中関係の窓口となった琉球館が復元され、那覇市では福州市との友好都市締結10周年記念事業として建設された、福州の伝統的な形式の庭園である福州園が開園した。